# Teramo
Teramo (, Tèrm [ˈtɛːrəmə] in abruzzese) è un comune italiano di 51 496 abitanti, capoluogo dell'omonima provincia in Abruzzo. La città ha origini molto antiche, riconducibili ai Piceni e ai Pretuzi, che dominavano fino al III secolo a.C. l'area di Aprutium, da cui il termine "Abruzzo", prima del dominio romano.
Nel nucleo antico di Teramo, di forma regolare, vi sono importanti resti del periodo preromano, romano e medievale. Rimasta racchiusa all'interno del pianoro di confluenza fluviale fino all'inizio del XIX secolo, la città avviò successivamente un programma di riorganizzazione urbanistica che la portò a espandersi, in particolare a seguito della costruzione dei ponti sul Tordino e sul Vezzola.

## Geografia fisica

### Territorio
Teramo è situata nella parte settentrionale dell'Abruzzo, nella Val Tordino, in una zona collinare sotto le pendici del Gran Sasso, che digrada verso la costa con una ricca vegetazione di vigneti e oliveti.
La città sorge alla confluenza del fiume Tordino con il torrente Vezzola che cingono il suo centro storico.
Il territorio di Teramo confina a nord con Campli e Bellante, a est con Canzano, a sud con Cermignano, Penna Sant'Andrea, Basciano e Montorio al Vomano e ad ovest con Cortino e Torricella Sicura.
Nella classificazione sismica della protezione civile è identificato come Zona 2, cioè zona a sismicità media, mentre nella classificazione climatica è contrassegnato come Zona D.

### Clima
| Teramo Collurania     | Mesi  | Mesi  | Mesi   | Mesi   | Mesi   | Mesi  | Mesi  | Mesi  | Mesi   | Mesi  | Mesi  | Mesi   | Stagioni | Stagioni | Stagioni | Stagioni | Anno |
| Teramo Collurania     | Gen   | Feb   | Mar    | Apr    | Mag    | Giu   | Lug   | Ago   | Set    | Ott   | Nov   | Dic    | Inv      | Pri      | Est      | Aut      | Anno |
| --------------------- | ----- | ----- | ------ | ------ | ------ | ----- | ----- | ----- | ------ | ----- | ----- | ------ | -------- | -------- | -------- | -------- | ---- |
| T. max. media (°C)    | 8     | 9,3   | 11,9   | 15,8   | 20,4   | 24,3  | 26,8  | 26,9  | 22,8   | 17,4  | 13,5  | 8,8    | 8,7      | 16,0     | 26,0     | 17,9     | 17,2 |
| T. min. media (°C)    | 2,9   | 3,4   | 5,4    | 8,6    | 12,2   | 15,7  | 18,0  | 18,4  | 15,6   | 11,4  | 8,0   | 3,9    | 3,4      | 8,7      | 17,4     | 11,7     | 10,3 |
| Precipitazioni (mm)   | 70    | 51    | 55     | 67     | 51     | 59    | 56    | 86    | 84     | 83    | 55    | 84     | 205      | 173      | 201      | 222      | 801  |
| Vento (direzione-m/s) | N 2,9 | N 3,2 | NE 3,1 | NE 3,2 | NE 3,1 | E 3,1 | E 3,1 | E 3,0 | NE 2,9 | N 3,0 | O 3,2 | NO 3,0 | 3,0      | 3,1      | 3,1      | 3,0      | 3,1  |

Essendo adagiata in una profonda conca, il clima è di tipo temperato semicontinentale, di transizione tra quello mediterraneo-collinare, tipico della costa della provincia nonché della zona pescarese e chietina, e quello puramente continentale montano, tipico dell'Aquila e della sua provincia. Pertanto, le temperature nel mese più freddo, gennaio, si aggirano attorno ai 5,5 °C, mentre in quello più caldo, luglio, attorno ai 25 °C, con un'escursione di quasi 20 °C. Le precipitazioni si aggirano attorno agli 800 mm annui e sono concentrate soprattutto nel primo autunno (settembre-ottobre).
In inverno la neve può cadere abbondante, come testimoniato sia dal gennaio 2005 sia, soprattutto, dai più recenti episodi del febbraio 2012 e del gennaio 2017. Data la sua posizione nel cuore di una bassa vallata, in estate non sono rari gli episodi di caldo intenso e afa stagnante.

## Origini del nome

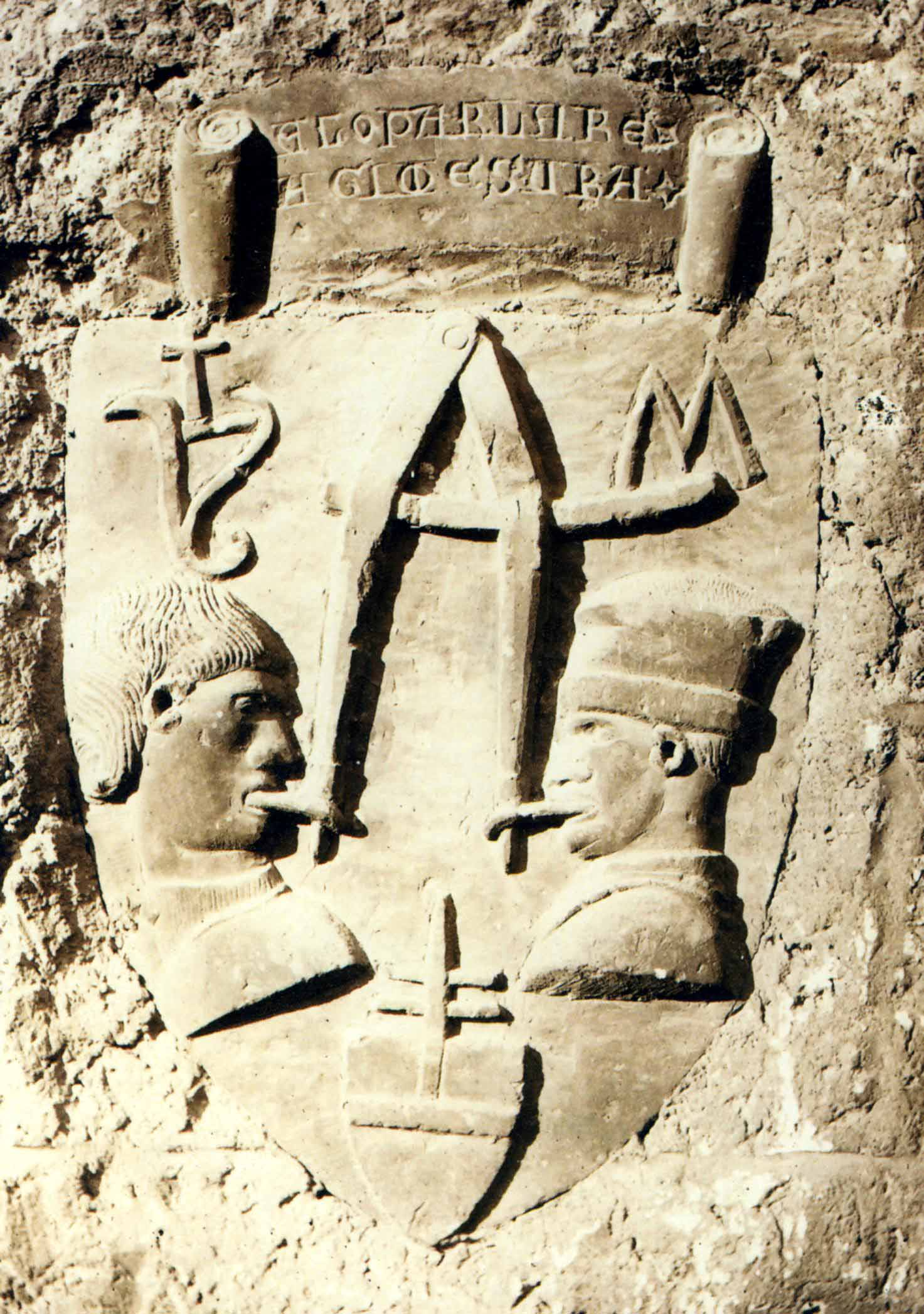
La Lapide delle "male lingue", oggi conservata nella sala consiliare del comune, un tempo bassorilievo della demolita Casa Antonelli

Ebbe probabilmente dai Fenici il nome di Petrut, con il significato di "luogo elevato circondato dalle acque". Dalla latinizzazione di Petrut in Praetut derivò poi Praetutium e Ager Praetutianus per indicare il territorio.
I Romani la chiamarono Interamnia Urbs ("città tra i due fiumi", con riferimento al Tordino e al Vezzola), e fu detta Praetutium, o Praetutiorum o semplicemente Praetutia per distinguerla da Interamna Nahars (Terni), Interamnia Lirinos (la scomparsa Teramo sul Liri) e Interamnia di Capitanata (l'attuale Termoli). Nella divisione amministrativa del territorio promossa da Augusto imperatore, Interamnia fu ricompresa nella “V Regio”, il Piceno.
In epoca medievale, da Praetutium derivò Aprutium che fece la sua comparsa in documenti del VI secolo e che per qualche tempo, fino al secolo XII circa, avrebbe designato sia la città, il Castrum aprutiense, che il territorio circostante per estendersi quindi all'intero Abruzzo.
Il nome Interamnia si trasformò invece in Interamne, Teramne e Interamnium, Teramnium per giungere infine, all'inizio del II secolo d.C., alla forma Teramum.
È quindi fondata ipotesi di numerosi storici che il nome della regione Abruzzo derivi proprio da Aprutium, anche per l'importanza che la contea omonima ebbe, attestata soprattutto nel Catalogus Baronum per l'estensione e il numero dei suffeudatari armati al servizio dei Conti de Aprutio durante il periodo normanno.
Non ha trovato credito, invece, la teoria secondo la quale il nome Teramo sarebbe derivato da Thermae, con relazione quindi alla pur accertata presenza di importanti terme in varie zone della città, e che faceva riferimento sia all'aspirazione "Theramum" riscontrabile in alcuni codici sia all'uso del dialetto locale che contrae in "Terme" la pronuncia del nome di Teramo.

## Storia

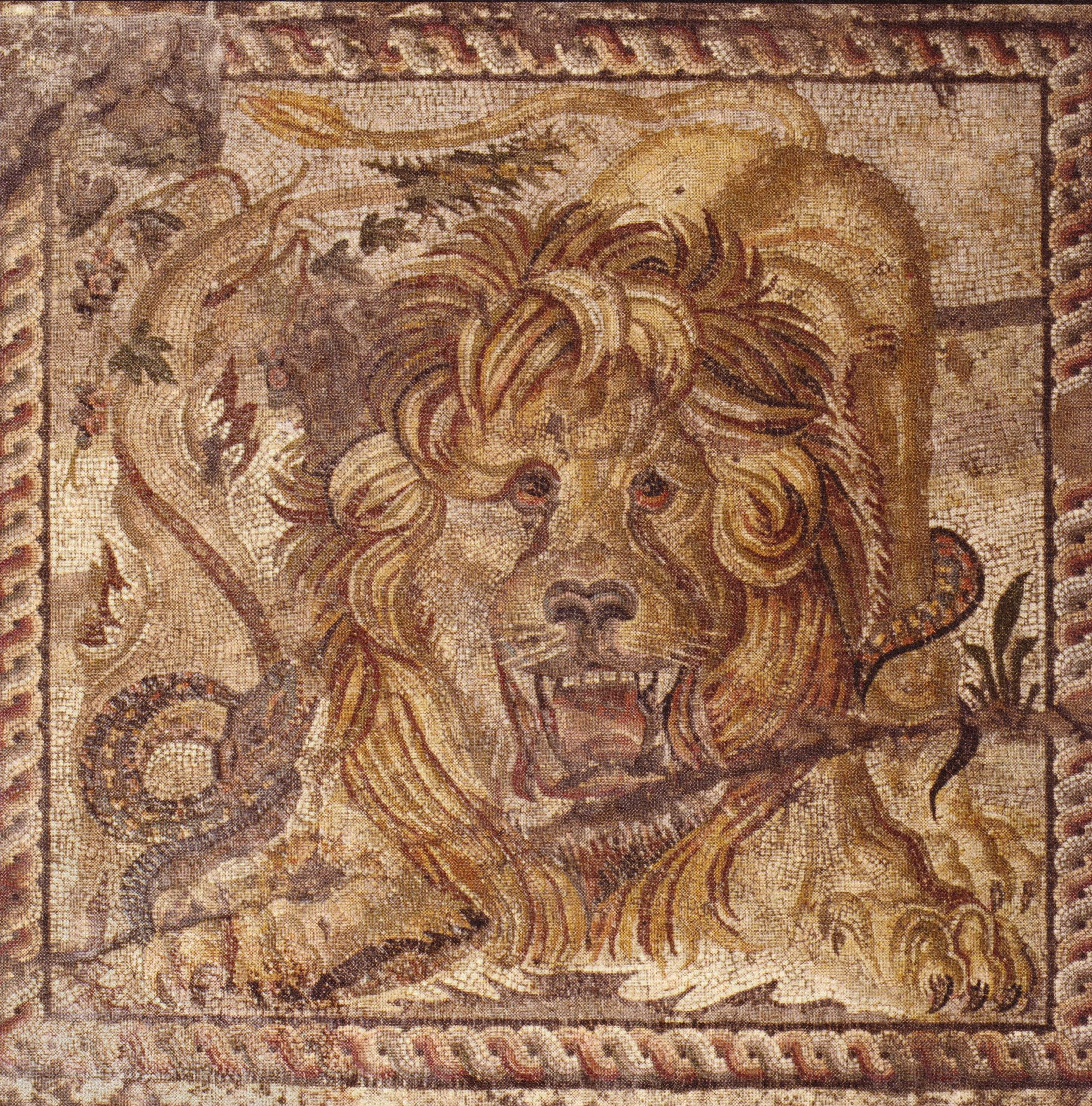
Mosaico del Leone nel Palazzo Savini

### Storia antica
Popolata da tempi antichissimi, il territorio corrispondente all'odierna città era il principale centro della popolazione italica dei Pretuzi. In seguito, essa venne conquistata dal console romano Manio Curio Dentato nel 290 a.C. (cinque anni dopo la battaglia di Sentino), divenendo dunque un municipio della Roma repubblicana.
Avendo poi, al pari di tante altre regioni italiche, preso attivamente parte alla Guerra sociale (91-88 a.C.), Lucio Cornelio Silla la privò dunque del suo statuto di municipio, che le fu in seguito restituito da Cesare.
Come capitale del Pretutium, venne inserita nella V regio da Augusto: il Picenum. Sotto il dominio imperiale conobbe un periodo di grande prosperità, testimoniato dalla costruzione, sotto Adriano, di templi, terme e teatri.

### Storia medioevale
(Francesco Savini, La Contea di Apruzio, Roma, Forzani, 1905, Proemio)

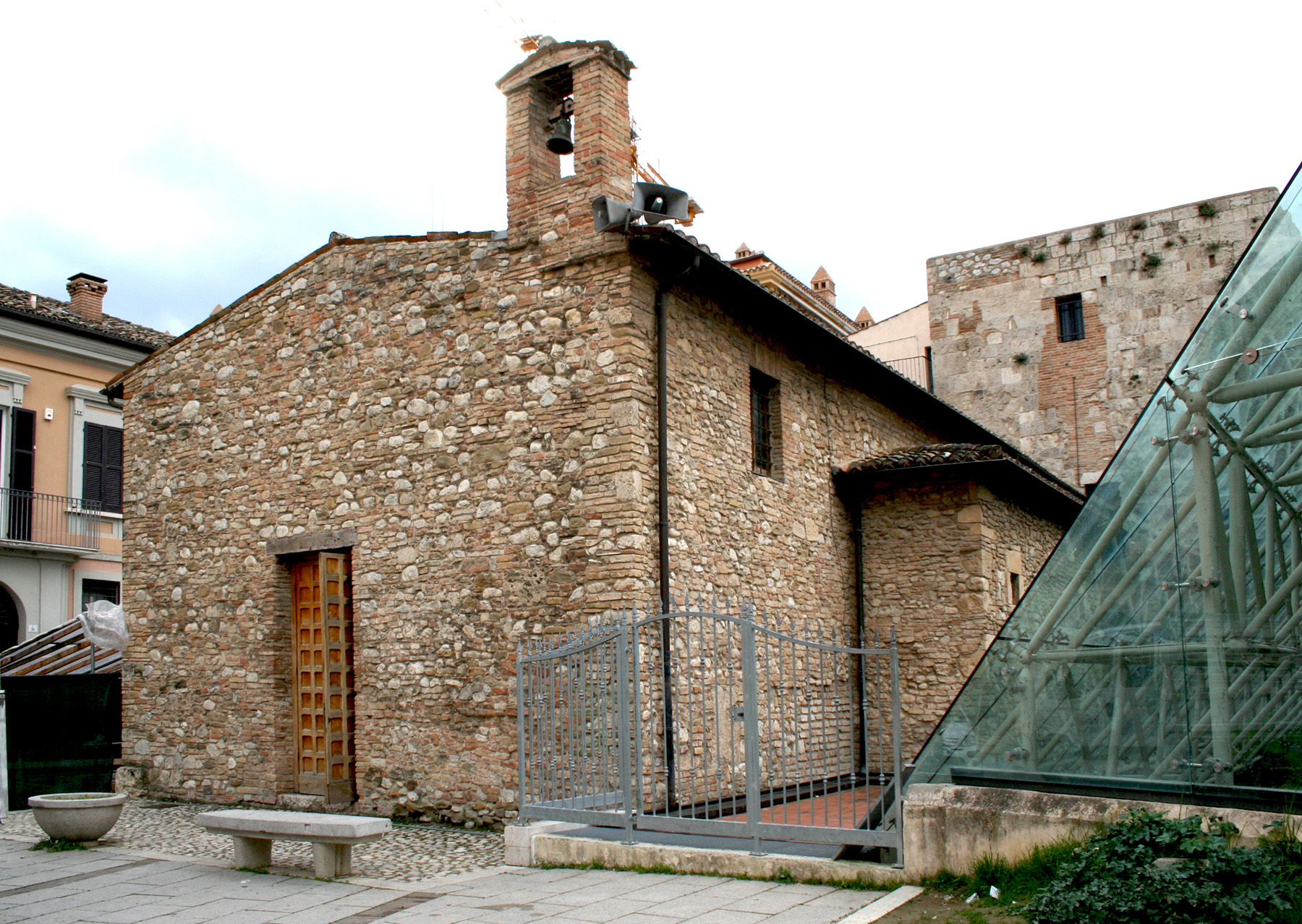
Chiesa di Sant'Anna dei Pompetti, ex Cattedrale Santa Maria Aprutiensis

Saccheggiata e rasa al suolo dai Visigoti nel 410, Teramo venne rifondata nel 568; in seguito fu conquistata dai Longobardi entrando a far parte prima del marchesato di Fermo e poi del ducato di Spoleto. Nel frattempo si sviluppò una contea autonoma, chiamata Contea Aprutium, dipendente dal Regno di Napoli, ma con autorità piena nel territorio circostante, escluso il Ducato di Atri. Entrò, già dal 1140, a far parte del regno di Sicilia sotto Ruggero, e quindi successivamente divenne la Porta Regni del regno di Napoli.
Contesa fra i Normanni e i duchi di Puglia, Teramo fu quasi distrutta nel 1155 ma si risollevò nuovamente e, sotto la dominazione vescovile, godette di un periodo di relativo benessere testimoniato dall'edificazione della nuova cattedrale di Santa Maria Assunta. Infatti la storica Cattedrale di Santa Maria Aprutiensis è stata distrutta con il saccheggio normanno, così come il vecchio campanile della Torre Bruciata, che assunse tale nome in ricordo del grande incendio. Dal 1202 al 1292 la città vive un periodo abbastanza prospero, e vengono allargate le mura e la costruzione di chiese, tra le quali l'odierna Sant'Antonio. Nel 1233, Federico II di Svevia incluse Teramo nel nascente "Giustizierato d'Abruzzo", inserendola nella porzione dell'Abruzzo Citra.

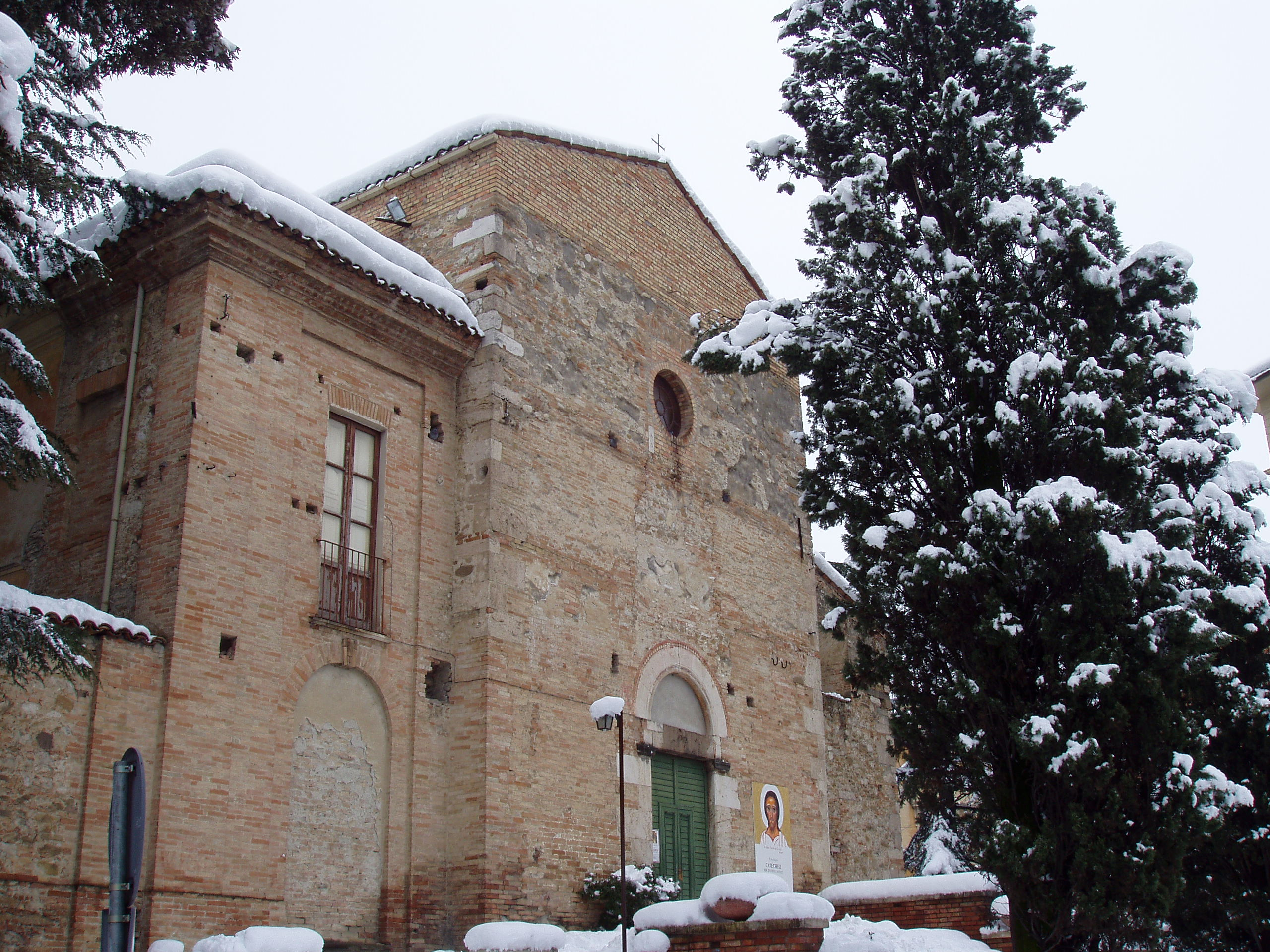
Convento dei Cappuccini di Teramo

- Durante il dominio angioino Teramo conobbe un periodo di splendore; i signori della diocesi aprutina, i vescovi Rainaldo Acquaviva, Niccolò degli Arcioni (1317), Stefano da Teramo (1335) e Pietro di Valle (1366), ricostruirono la città, che acquisì castelli, villaggi e, soprattutto, grandi privilegi concessi dai sovrani, con i quali si costruirono chiese, conventi e palazzi; è in quest'epoca che il risveglio edilizio teramano si accentuò in maggiore misura. Più che alle abitazioni private, le mire dei magistrati e dei cittadini furono rivolte agli edifici pubblici di carattere civico e religioso, tanto nell'ambito della terra vecchia che in quello della terra nuova;
- Del 1309 è la costruzione della torre campanaria di S. Antonio a Teramo;
- Sin dal 1323 un benemerito cittadino, Bartolomeo di Zalfone, ricostruiva e ampliava l'Ospedale che si disse di Sant'Antonio abate.

Nel 1362 iniziò la costruzione del Palazzo Melatino per l'affermazione al potere della famiglia omonima. A partire dal 1395 subì il dominio del ducato di Atri, da quando il conte di S. Flaviano, Antonio Acquaviva, si nominò Duca d'Atri e signore di Teramo. Tuttavia, una serie di eventi negativi, culminati nel terremoto del 1380, le lotte intestine fra la famiglia dei Melatini e quella dei De Valle e il brigantaggio condussero la città a un profondo declino, dal quale non si risollevò né sotto la dominazione dei signori d'Altavilla né sotto quelle successive di Francesi e Spagnoli.
Nel secolo successivo il forte terremoto del 1456 danneggiò la città, come riferisce lo storico Muzio Muzii.

### Storia moderna

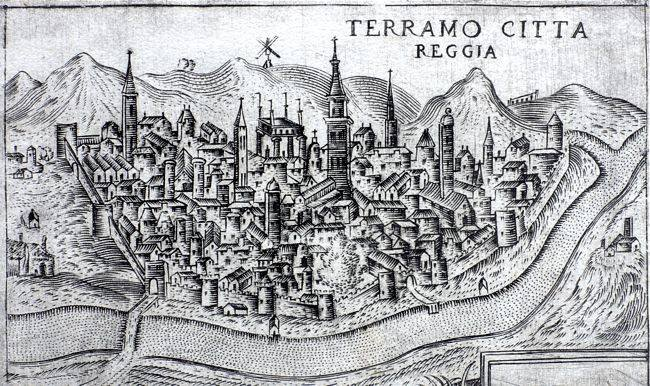
Teramo Città Reggia di Francesco Valesio, Raccolta di le più illustri et famose città di tutto il Mondo, Venezia, 1579

Nel 1504 entrò in possesso assieme ad Atri del dominio della regina Giovanna di Napoli. Alla sua morte passò a Carlo V d'Asburgo. Presto la rivalità accesa tra Teramani e Atriani esplose e il 17 novembre 1521 gli Acquaviva presero d'assedio la città. In questo secolo Teramo iniziò a vivere un nuovo periodo di sviluppo culturale, grazie soprattutto allo storico Muzio Muzii, che nei suoi Dialoghi, scriverà della terribile peste teramana della metà del Cinquecento. Nel 1589 i fratelli Facij impiantano a Teramo la prima tipografia e pubblicano il trattato Descrittione del sacro monte di Varale di val di Sesia. Sopra il quale si vede, come in vna noua Gerusalem, il sepolchro del n.s. Giesu Christo, & molti altri luoghi pij, ad imitatione di Terra Santa, con infinite figure, statue, & pitture bellissime. Con li misterij fatti da poco tempo in qua, & vn'ordine e somma, che contiene insieme quello ancora che si gli ha da fare.

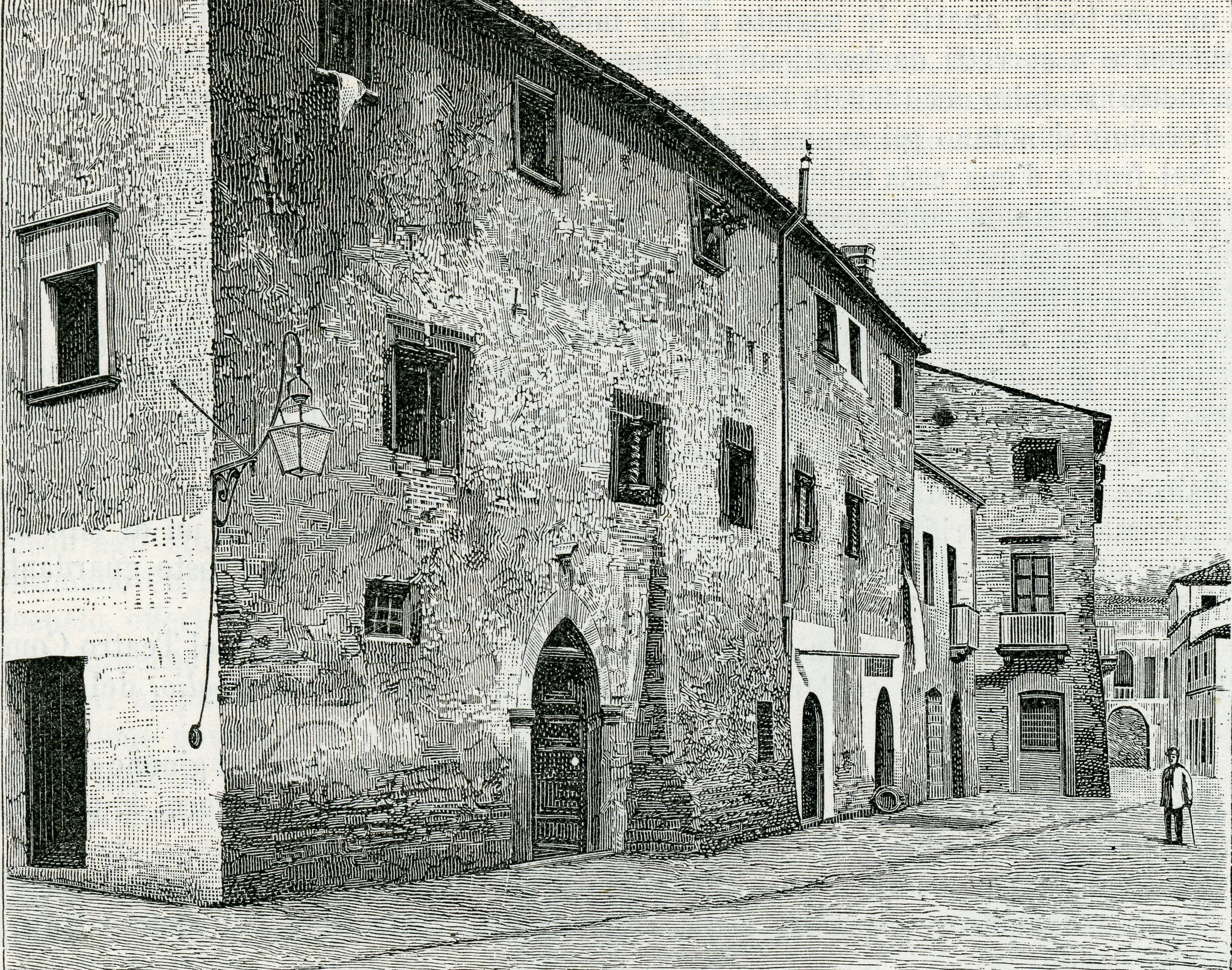
Palazzo Melatino in una stampa di fine Ottocento

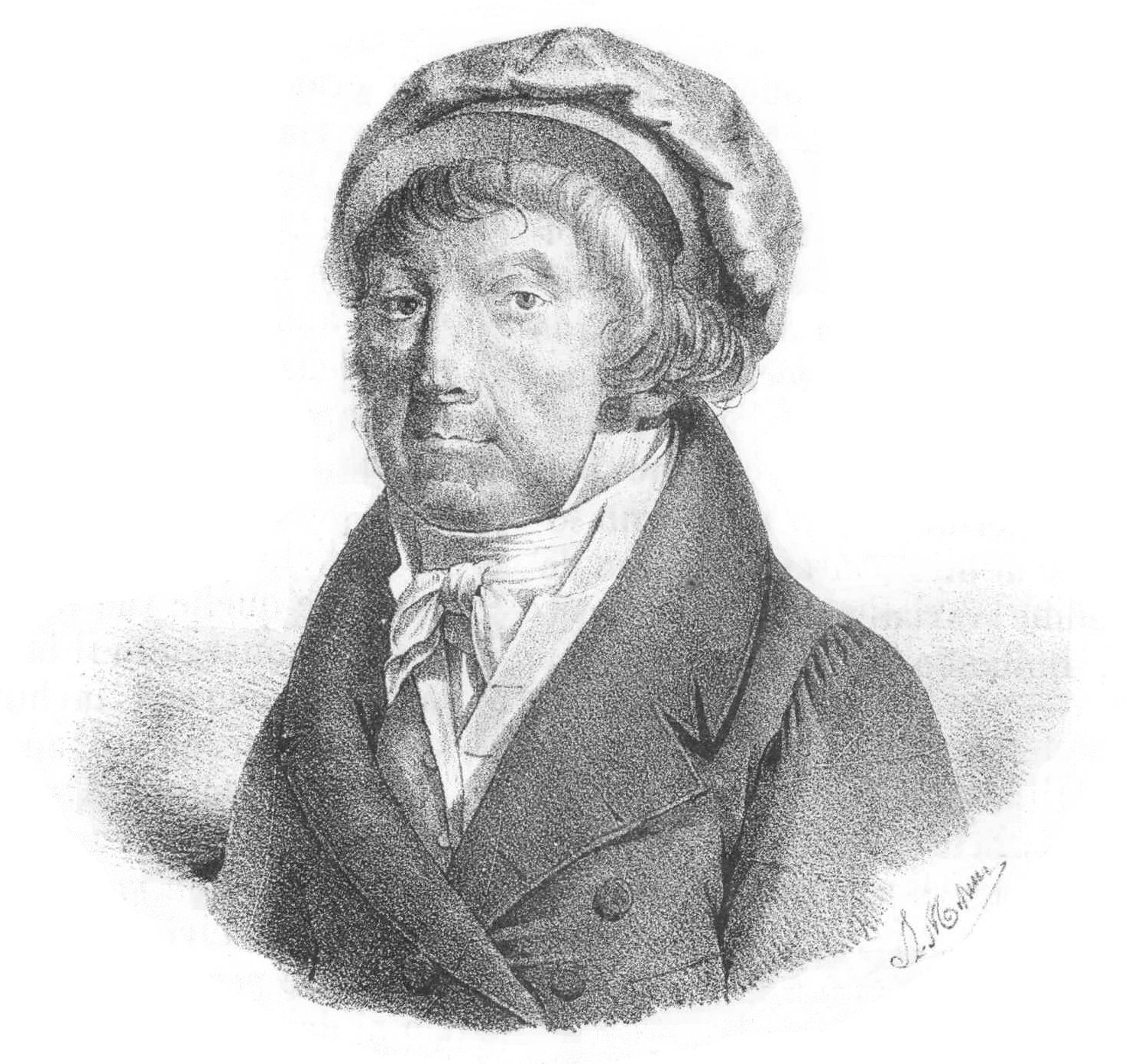
Melchiorre Delfico, illustre storico teramano

Il 1703 e i successivi fino al 1706 furono molto duri per la città. Infatti il tremendo terremoto dell'Aquila del 1703 creò danni anche a Teramo, aggravati dalla povertà e da una nuova ondata d'epidemia, stavolta di colera. Così scrive Niccola Palma nella sua Storia di Teramo:
Durante la conquista italiana di Napoleone Bonaparte nel 1798, L'Aquila e Teramo furono crudelmente saccheggiate. I francesi non risparmiarono nemmeno le campane del Duomo, fondendole per i cannoni e sfregiandole con le scariche di baionetta. Il 28 luglio del 1799 ci furono nuove scosse di terremoto, e il fatto che la cittadinanza di San Berardo avesse supplicato in cattedrale l'arresto di nuove scosse e queste non siano successivamente avvenute, fu riportato nell'opera storica da Angelo De Iacobis, storico della città.
Nel 1799 ci fu la presa del potere da parte dei fratelli Fontana. La vicenda dei fratelli Fontana è narrata sia dallo storico Niccola Palma che dal sacerdote contemporaneo Carlo Januarii. Partiti da Penne alla volta di Teramo, giunsero avendo al seguito centinaia di rivoltosi alle porte del capoluogo, dove il figlio Carlo sfidò il De Donatis puntandogli contro un cannone posto in corso San Giorgio e, dopo che questi aveva abbandonato la città, governando la stessa fino all'arrivo del generale Rodio.

### Storia contemporanea
Nel 1806, a seguito della divisione della Provincia di Abruzzo Ultra, Teramo divenne capoluogo della neoistituita provincia di Abruzzo Ultra I, mentre L'Aquila rimase capoluogo della provincia di Abruzzo Ultra II. Teramo continuò ad essere capoluogo di provincia anche dopo che, nel 1816, il regno di Napoli (a seguito del Congresso di Vienna), assunse il nome di regno delle Due Sicilie. Di quest'ultimo Stato seguì le sorti fino al 1860, anno in cui le truppe piemontesi-sabaude, attraversato il confine del fiume Tronto, penetrarono, senza dichiarazione di guerra, nel territorio del Regno e sconfissero l'esercito borbonico. Tale rivolta fu annientata con l'assedio di Civitella del Tronto il 20 marzo 1861. Successivamente, sempre nel 1861, fu proclamata l'Unità d'Italia.

Nel 1832 ci fu la visita di re Ferdinando II di Napoli. La fine del secolo fu segnata da diverse scosse di terremoto tra l'Abruzzo e le Marche, senza danni gravi. Nell'800 la città al livello culturale ebbe gli storici e saggisti Melchiorre Delfico e Francesco Savini, che si impegnarono molto per la conservazione dell'immenso patrimonio culturale della città e dei dintorni.

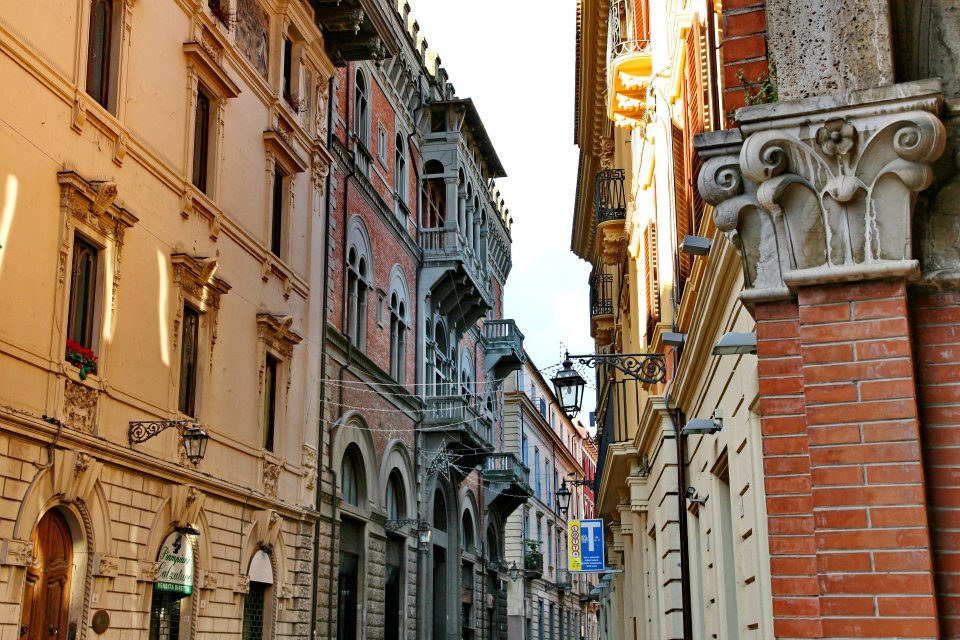
Corso Cerulli, in primo piano sulla sinistra Palazzo Castelli, edificato nei primi del '900

Nel 1927 il governo Mussolini creò la provincia attuale, suddividendo il territorio dell'ex ducato di Atri (incluso nella provincia), e la fascia di terra dell'ex Distretto di Penne, passato alla fiorente città di Pescara. Questa ottenne anche il borgo allora minuscolo di Montesilvano, mentre Silvi Alta fu ceduta a Teramo, che detenne l'amministrazione territoriale fino ai confini di Valle Castellana, Martinsicuro e Campotosto. Nel 1963, con la formazione della regione Abruzzo, Teramo sarà uno dei 4 capoluoghi di provincia.
Il 25 settembre 1943, truppe tedesche giunte a Teramo si recano a Bosco Martese dove si scontreranno con centinaia di uomini della Resistenza ivi rifugiatisi; l'episodio è ricordato come la "battaglia di Bosco Martese", la prima battaglia campale contro l'esercito tedesco, e uno dei primi episodi della Resistenza in Italia.
Negli anni del governo della Democrazia Cristiana si distinse il sindaco Carino Gambacorta, che si adoperò per un massiccio piano di risanamento e modernizzazione della città. Tuttavia tali interventi oggigiorno sono stati criticati per le numerose demolizioni di edifici storici, come il Teatro comunale (XIX secolo) nel 1959 per la costruzione della Standa e vari edifici medievali e pubblici della città, e specialmente del Quartiere Santa Maria a Bitetto, venendo sostituiti da palazzine moderne di scarso valore artistico. Nel 1993 è nata l'Università degli Studi di Teramo, con la separazione delle facoltà teramane, attive dal 1965, dall'Università "G. d'Annunzio".

### Simboli
Con il DPR 11 settembre 2001, con cui è stato concesso alla Città di Teramo un gonfalone, è stato altresì concesso, con esaustiva blasonatura, lo stemma già riconosciuto con decreto del capo del governo del 24 giugno 1941.
Stemma
Gonfalone

## Monumenti e luoghi d'interesse

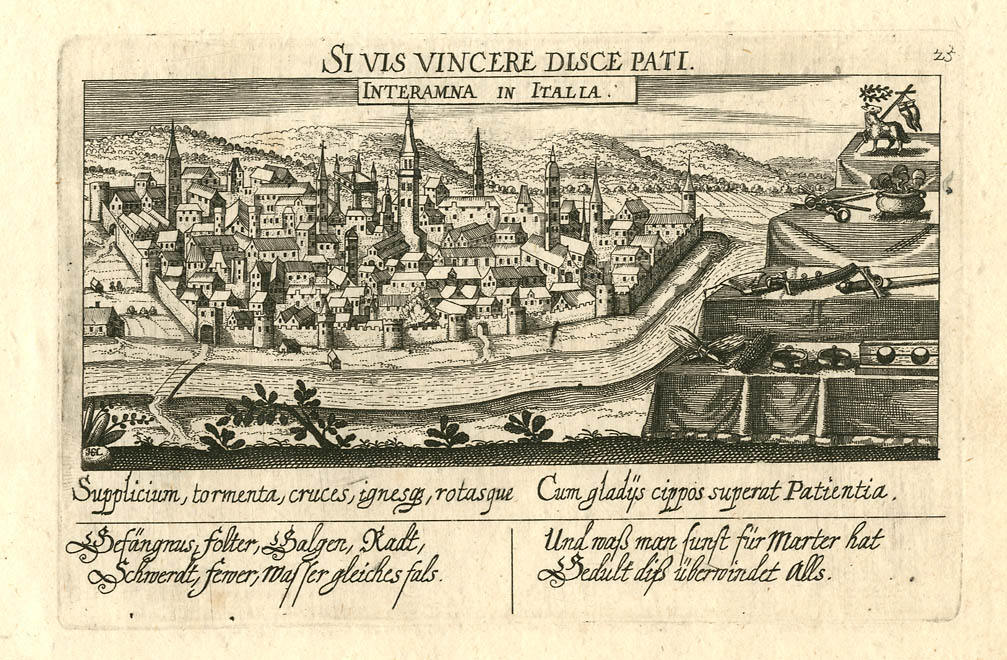
Mappa seicentesca di Teramo (1627)

Il centro storico di Teramo si divise in quattro rioni storici:
- San Giorgio: parte detta di Terranova, a occidente, accessibile dal Corso omonimo da Piazza Garibaldi, che attraversa il quartiere fino a Piazza Martiri della Libertà, dove si trovano i due palazzi porticati e la facciata minore del Duomo
- San Leonardo: storico quartiere della romana Interamnia, delimitato dal Corso Cerulli, Piazza Sant'Anna, Piazza Orsini. Vi si trovano la chiesa di Sant'Antonio di Padova, la cappella di Sant'Anna e la vicina domus di Largo Torre Bruciata, la domus del Leone, la casa Melatino, la chiesa di San Luca, la chiesetta di Santa Caterina, e l'ex ospedale psichiatrico di Teramo "Sant'Antonio Abate" con Porta Melatina. Termina nel Largo Madonna delle Grazie all'estremo oriente dell'asse viario Corso Cerulli-Corso De Michetti, mediante l'accesso di Porta Reale.
- Santo Spirito: delimitato dal Corso di Porta Romana via Vittorio Veneto, Circonvallazione Spalato, Piazza Dante. Termina in Piazza Orsini, dove si trovano l'anfiteatro romano e il teatro, al confine con il rione San Leonardo
- Santa Maria a Bitetto: il cuore di questo quartiere è delimitato da Piazza Verdi, via Stazio, via del Sole, con la piazzetta dove prospetta Casa Urbani. Una considerevole porzione di questo storico quartiere è stata smantellata negli anni '60 per realizzare nuove abitazioni moderne, si veda ad esempio la strada di via Savini. Di storico si conservano l'ex chiesa di Santa Maria ad Bitectum e la chiesa parrocchiale del Carmine.

### Architetture religiose

#### Chiese principali

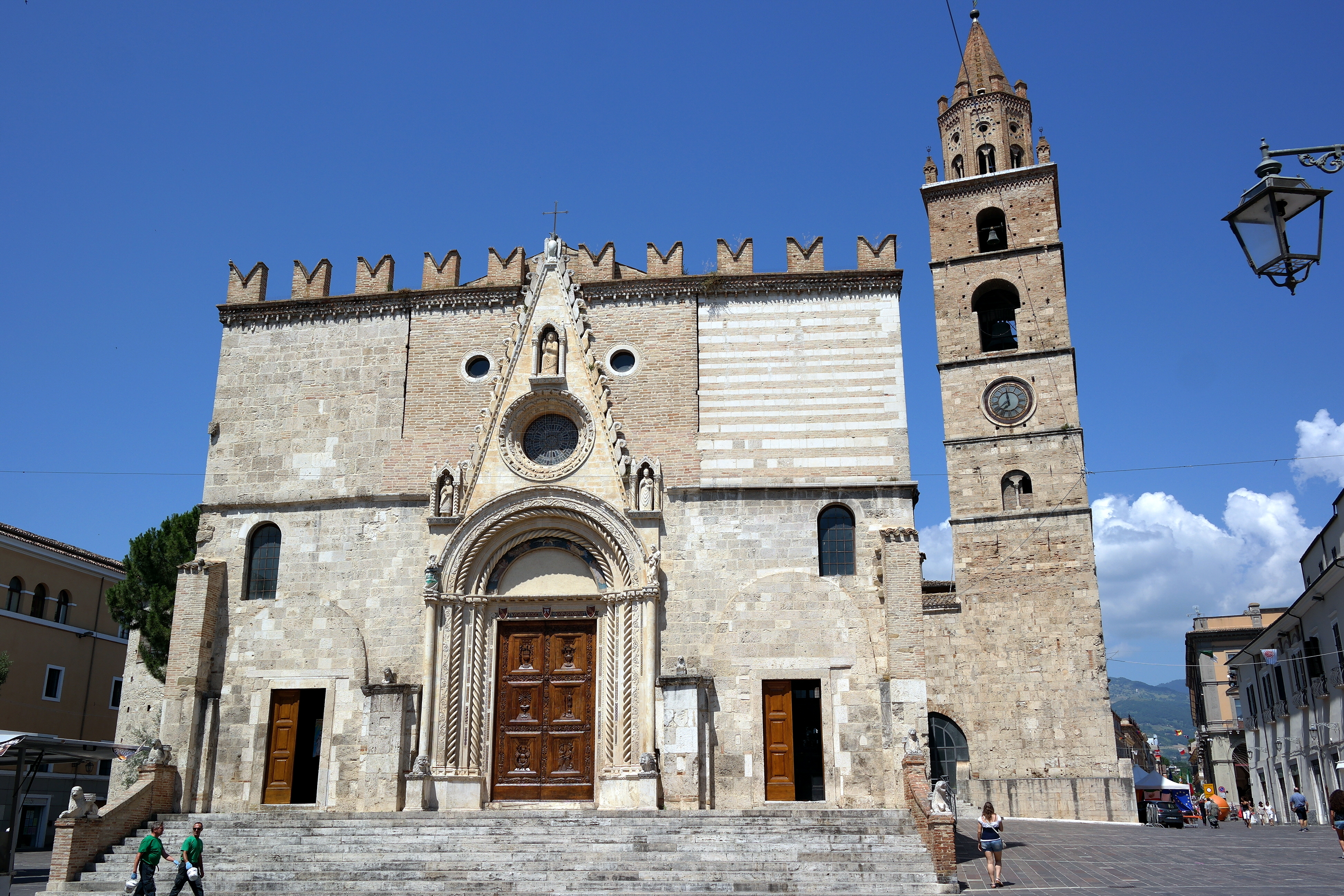
La facciata della cattedrale

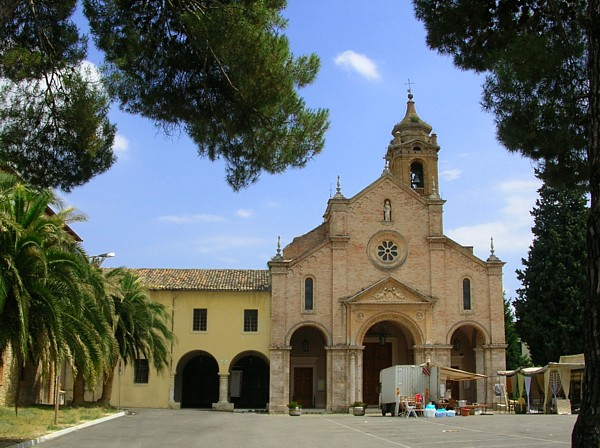
Il Santuario della Madonna delle Grazie

Cattedrale di Santa Maria Assunta
Opera artistica di maggiore pregio della città è il Duomo o cattedrale di Santa Maria Assunta, avente rango di basilica minore. La sua costruzione, iniziata nel 1158, è in stile romanico e, nella parte superiore, assume uno stile gotico, essendo stata realizzata sotto l'episcopato di Niccolò degli Arcioni. Al suo interno si trovano il prezioso paliotto d'argento di Nicola da Guardiagrele e il polittico dell'artista veneziano Jacobello del Fiore. Chiesa cattedrale sede della diocesi e del vescovo aprutino, che godendo del titolo di principe di Teramo, oltre che di conte di Bisegno e barone di Rocca Santa Maria, ebbe almeno sin dai tempi del vescovo Guido II, il rarissimo privilegio di celebrare la Messa armata.
Dopo gli ultimi lavori di scavo e restauro, è stata riportata alla luce, dopo circa 300 anni di oblio, la cripta di San Berardo che, dal settembre 2007 è visibile al pubblico.
La cattedrale fu restaurata nel XIV secolo, e ampliata nel 1739 con una nuova cappella barocca, e interventi negli interni e nella facciata, smantellati nei restauri del Novecento per riportare la struttura all'antico stile romanico-medioevale. Il portale cosmatesco è formato da Diodato Romano (1332), con pregevoli sculture, come quella dell'Arcangelo Gabriele e l'Annunziata di Nicola da Guardiagrele. Sopra di esso ci sono gli stemmi a scudo di colore rosso della città di Teramo, Atri e del vescovo Nicolò degli Arcioni.
Sulla destra si erge l'imponente campanile di 48 metri, iniziato nel XII secolo e completato nel 1493 da Antonio da Lodi.Fino agli anni '60 esso era collegato da un loggiato curiale al palazzo vescovile, ossia l'arco di Monsignore", demolito durante la giunta comunale Gambacorta. Il campanile è dotato di archi rinascimentali, un orologio civico novecentesco, e da pregevoli merlature presso la sommità dell'ultimo livello, dove si innalza il tiburio ottagonale che regge la cuspide.
L'interno della cattedrale è a tre navate ed è diviso in tre stili: il romanico duecentesco, quello gotico trecentesco e quello del cappellone della Sagrestia Nuova (1594-1632) con le tele settecentesche di Sebastiano Majewski. Le fasi di costruzione sono ben visibili dal diverso allineamento delle stesse facciate opposte del Duomo, che non sono in perfetta corrispondenza l'una dell'altra. La scansione a tre navate è data da pilastri gotici, che contengono presso il presbiterio l'arco trionfale con lo stemma civico sorretto da angeli, e il soffitto a capriate lignee. Presso l'altare si trova un paliotto, di Nicola di Guardiagrele, con 35 formelle decorate a sbalzo che ripercorrono scene di vita di Gesù.
Santuario della Madonna delle Grazie
Appena fuori dalle mura (altezza di Porta Reale, nel Largo Madre Teresa di Calcutta) sorge l'antico santuario dedicato alla Madonna delle Grazie. Fu costruita nel 1153 prendendo origine dalla chiesa di un monastero di benedettine intitolato a Sant'Angelo delle Donne. Nel 1448 la costruzione iniziale fu ampliata per accogliere i frati minori di San Giacomo della Marca. Agli inizi del Novecento la chiesa è stata restaurata e modificata nella facciata. Nell'interno vi sono affreschi di Cesare Mariani, che si raffigurò grande vecchio con barba nell'affresco del Presepio. Sull'altare maggiore vi è la Madonna col Bambino, in legno policromo, opera di Silvestro dell'Aquila.
Chiesa di Sant'Anna dei Pompetti
Nel centro storico, è visitabile la chiesa di Sant'Anna dei Pompetti, un tempo chiamata chiesa di San Getulio. È l'unico edificio altomedioevale di Teramo, residuo dell'antica cattedrale di Santa Maria Aprutiensis, che in parte era costruita su fondamenta di epoca romana e che fu bruciata nel 1156 dai normanni, insieme all'intera città.
La chiesa sarebbe stata costruita sopra una domus romana (accanto all'area archeologica dell'omonima piazza, dove si trova una villa del I secolo), che costituiva il nartece d'ingresso dell'antica cattedrale. A sua conferma c'è nel sottarco dell'ingresso mediano un affresco del XII secolo che raffigura due angeli nell'atto di reggere un clipeo contenente la mano benedicente di Dio. Della parte più antica rimane un vano articolato a tre campate, di cui quello centrale coperto con volta a laterizi rafforzata da costoloni che poggiano su pilastri di semicolonne. Sul vano è presente un triforio con coppia di colonne romane e capitelli corinzi. Sulla parete di fondo c'è un affresco quattrocentesco che raffigura la Madonna allattante con Sant'Apollonia e Santa Lucia di Giacomo di Campli.
Chiesa di Sant'Agostino
Nota dalle fonti sin dal XIV secolo quando venne fondata insieme al convento, la chiesa si presenta nella veste di un restauro corposo del 1876, progettato dall'architetto Lupi. L'interno è a navata unica, presso l'altare c'è una tela del XVIII secolo raffigurante la "Madonna della Cintola" con i santi agostiniani (tra i quali Santa Monica, Sant'Agostino e San Gregorio). Nella cappella maggiore ottocentesca sono presenti presso la cupola affreschi neoclassici e sette tele settecentesche che raffigurano scene di vita della Vergine, insieme alla pregiata tela dell'Assunzione del 1741. L'ex convento conserva ancora l'aspetto originario con il chiostro, dove si trovano affreschi rinascimentali della vita del santo. Nel 1792 fu trasformato in prigione e poi divenne sede dei carabinieri.
Dalla chiesa provengono due pregiate opere: il "polittico di Jacobello del Fiore", conservato nel Duomo, e un affresco della Madonna col Bambino di Giacomo da Campli, oggi conservato nella Pinacoteca Civica. La facciata della chiesa rispecchia lo stile eclettico ottocentesco, che lascia trasparire la presenza di un rosone probabilmente, visibile nell'oculo colmato centrale. Scandita da paraste ioniche nel primo settore maggiore, e da una cornice marcapiano, sopra il portale mostra un grande bassorilievo con lo stemma degli Agostiniani.
Chiesa dei Cappuccini
Si trova lungo viale Mazzini, all'ingresso di Corso Porta Romana. La chiesa dei Cappuccini, o di San Benedetto, risale a prima del 1150, fondato dai Padri Benedettini. Nel XVI secolo fu affidato brevemente ai Gesuiti, e nel 1575 andò ai Cappuccini, i quali raccolsero un gran numero di volumi nella biblioteca. Nel 1866 con la soppressione degli ordini, i libri andarono al Real Collegio, e successivamente alla Biblioteca "Melchiorre Delfico". Il complesso ha pianta rettangolare irregolare con la parte quadrangolare dell'ex convento, rivestito in austero laterizio, con spoglia facciata e semplice portale romanico a conci squadrati, con lunetta anticamente affrescata, sormontata al livello dell'architrave di facciata da un oculo. L'ex convento nel 1878 divenne l'Orfanotrofio "Regina Margherita", curato dalle suore della Carità, e successivamente asilo, fino alla chiusura. L'interno della chiesa principale è a navata unica, con sulla destra una navatella divisa in cappelle; di interesse l'altare ligneo ricostruito nel 1762 dal frate Giovanni Palombieri.

#### Altre chiese storiche

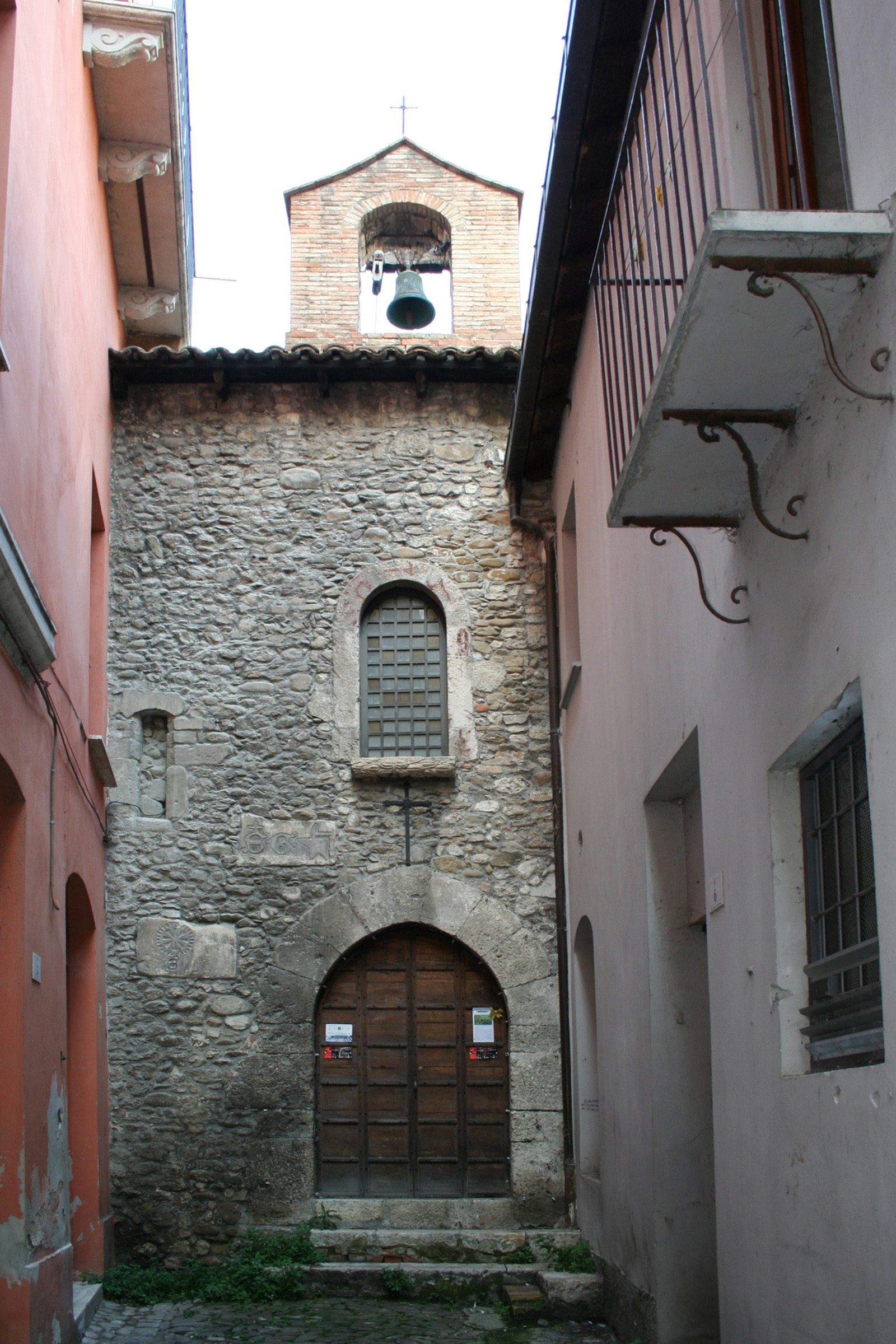
Chiesa di Santa Caterina

Numerose altre sono poi le chiese presenti nell'antico centro storico di Teramo: tra le altre, la Chiesa di Sant'Agostino collegata alla storia di uno dei monasteri più antiche della città; la chiesa di Sant'Antonio (XIII secolo) sita in largo Melatini, di fronte ai Portici Savini e alla medievale Casa dei Melatino; la chiesa e convento di San Domenico (XIII secolo) in corso Porta Romana; la chiesa del Santo Spirito (XIV secolo) che si affaccia su largo Proconsole proprio al fianco dell'antica statua romana di Sor Paolo Proconsole (I secolo a.C.) e, "immersa" tra gli edifici di Corso Cerulli (dai teramani comunemente chiamato "Corso vecchio"), la piccola chiesetta di Santa Caterina (IX secolo).
Chiesa di Sant'Antonio di Padova
Si trova lungo il Corso Cerulli, all'altezza dell'inizio del Corso De Michetti. La chiesa in origine era il convento di San Francesco d'Assisi, antico edificio di culto di Teramo, costruito nel XIII secolo, precisamente dopo le "liberalizzazioni" del vescovo Sasso del 1207, dunque nel 1227. L'edificio si trova sul Corso De Michetti, in stile romanico negli esterni, con il bel portale strombato con lunetta affrescata, e uccellini scolpiti in maniera molto fine presso i capitelli e gli archi.
L'interno è diviso in due chiese, ovvero il convento francescano con chiostro e quella di Sant'Antonio nella zona refettorio. Entrambe le chiese sono state ricostruite nel Settecento in stile barocco, che ha cambiato profondamente l'aspetto antico.
L'interno di Sant'Antonio è a navata unica con profondi aggetti, un organo ligneo presso la controfacciata, e l'abside semicircolare che conserva le opere di maggior pregio: la tela dell'Immacolata con San Carlo Borromeo e Sant'Antonio di Padova di Vincenzo Baldati, mentre nella cappella c'è una Madonna col Bambino di autore ignoto, del XVII secolo.

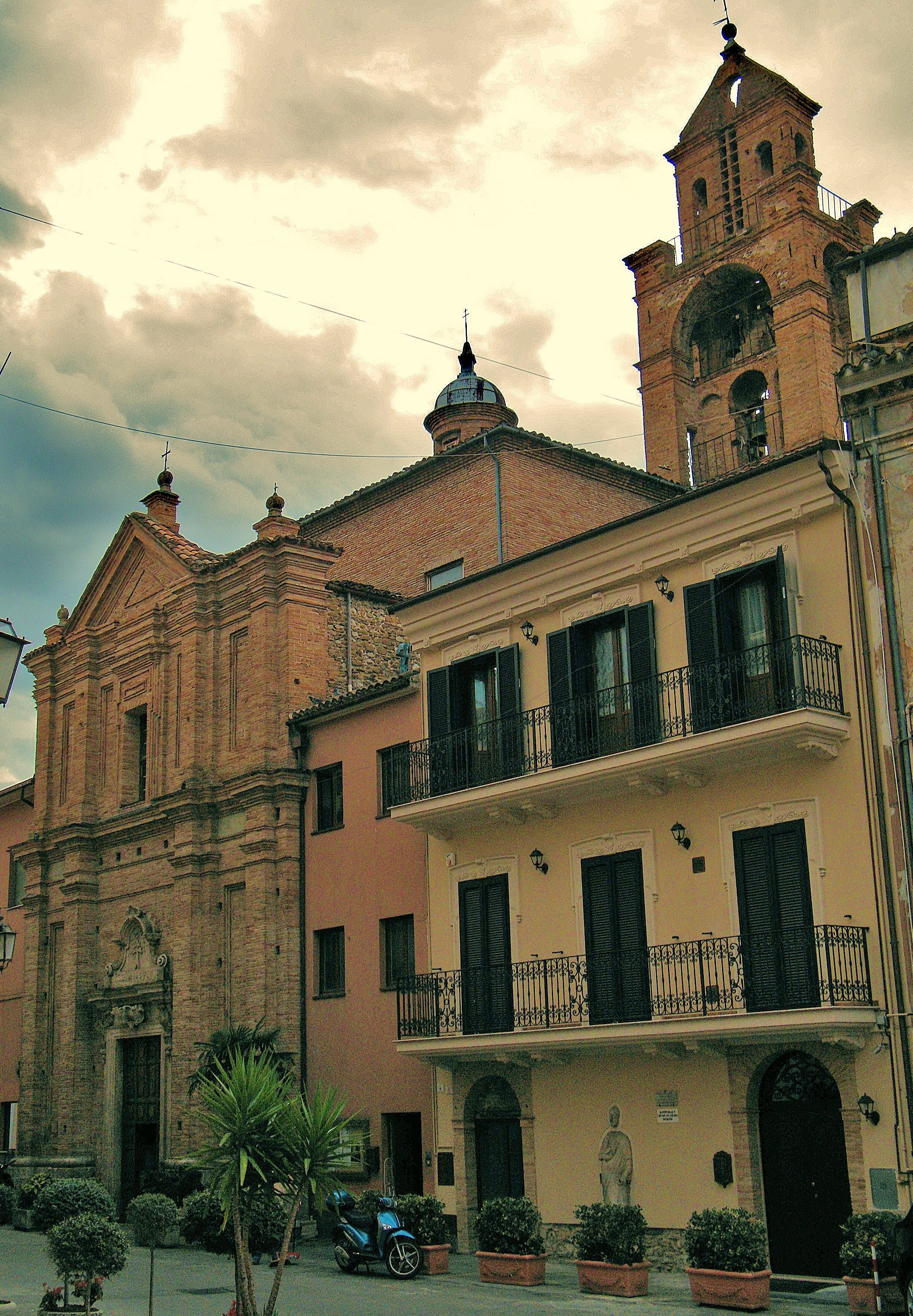
Chiesa del Santo Spirito
Si trova nel largo Proconsole, con la statua caratteristica di "Sor Paolo proconsole". Benché oggi sia posta tra abitazioni civili, la chiesa fu costruita fuori dalle mura medievali, e si hanno notizie già dal 1277. Fu sede della Confraternita dello Spirito Santo, che gestiva il più antico ospedale della città, oggi scomparso, posto accanto al tempio. Nella metà del Seicento la chiesa fu ricostruita totalmente, mostrano l'aspetto attuale barocco. I lavori furono condotti inizialmente dall'architetto Giuseppe Giosafatti da Ascoli Piceno, poi dal figlio Lazzaro. La chiesa è completamente in laterizio, sulla facciata coronata a timpano si aprono un bel portale in travertino e un finestrone centrale. Incorniciate al di sopra del portale sono una "Doppia Croce" costantiniana di Gerusalemme, simbolo della confraternita aprutina, e una colomba ad ali spiegate.
Sul lato destro, inglobato nelle mura come torre di controllo, c'è il campanile a vela che è un compendio delle stratificazioni architettoniche rinascimentali-barocche della chiesa stessa. L'interno a navata unica ha una cupola ellittica presso il presbiterio, abbellito da stucchi e dipinti seicenteschi. Presso l'altare maggiore c'è un Crocifisso ligneo del Trecento, mentre sopra l'ingresso c'è un organo ligneo di Vincenzo Paci (1864) sorretto da cantoria, con parapetto mistilineo.
Chiesa conventuale di San Domenico

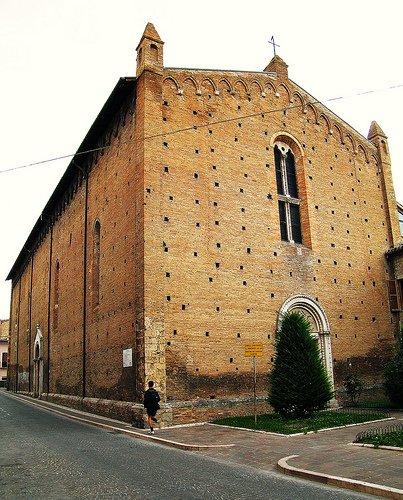
La chiesa di San Domenico (negli anni trenta, in occasione dei restauri del Duomo, divenne vicaria della cattedrale)

Il complesso si trova nel quartiere di Porta Romana, lungo il corso omonimo, ed è uno dei conventi più antichi e prestigiosi della città. La costruzione risale al XIV secolo, oggi esso appare in uno stile misto, con la facciata parzialmente ricostruita in stile neogotico da Francesco Savini nel Novecento. Ha copertura a capanna completamente in laterizio, presso la facciata si apre un bel portale nella cui lunetta sono stati rimontati alcuni frammenti di affreschi quattrocenteschi.
L'interno è costituito da una navata unica scandita da arcate gotiche molto pronunciate; con i vari restauri sono stati riportati presso le pareti gli affreschi quattrocenteschi che mostrano scene di vita di San Domenico. Di pregio è la Cappella del Rosario affrescata da Gilberto Todini con stucchi di Michele Clerici (XVIII sec). Gli archi a sesto acuto dell'interno sorreggono le capriate del tetto, consolidamento tardo gotico del Quattrocento. Gli affreschi trecenteschi, resistiti all'invasione francese degli inizi dell'Ottocento, sono presenti sulle pareti del coro, sulla parte terminale della parete sinistra della navata (questi ultimi, opera del presunto Luca di Atri, raffigurano storie cristologiche e il trionfo di San Tommaso). Gli affreschi presso la controfacciata, raffiguranti Sant'Antonio e San Donato, e della pareti attigue (ossia l'Annunciazione del maestro del "Giudizio universale" di Santa Maria in Piano a Loreto Aprutino), sono del primo Quattrocento.
Negli anni '30 la chiesa divenne Vicaria della Cattedrale, dal 2007 al 2015 è stata retta dai Francescani dell'Immacolata. Dell'attiguo convento domenicano rimangono gli archi del chiostro con alcune lunette dipinte da Sebastiano Majewski, che mostrano scene di vita del santo.
Non molto di originale si conserva dell'antica struttura conventuale, perché chiusa al culto dagli editti napoleonici, e riaffidata ai Domenicani solo nel 1931.
Chiesa di Santa Maria del Carmine
Si trova presso il quartiere di Santa Maria a Bitetto nel Largo del Carmine, anticamente fuori dalle mura, ed è una ricostruzione del 1761 dell'antica chiesa di Santa Croce, appartenuta a un monastero risalente al 1447 e poi caduto in rovina, ceduto ai Carmelitani nel 1578. Nel 1809 in seguito alla soppressione murattiana, il convento divenne sede della gendarmeria (oggi infatti ospita la principale Caserma). Dopo il risanamento coatto del quartiere medievale di Santa Maria a Bitetto della giunta comunale Gambacorta (anni '50), la sede della parrocchia dall'antica chiesa sconsacrata è passata alla chiesa del Carmine.
Ha pianta rettangolare, con facciata a coronamento mistilineo, scandita da paraste classiche, con semplice portale ad architrave piano, incorniciato in pietra. Nella parte in alto un finestrone centrale è sovrastato dal timpano ad arco ribassato. In un grande riquadro mediano c'è un affresco barocco della Vergine del Carmine. L'interno a navata unica p ricco di stucchi tipicamente barocchi, opera degli stessi maestri che lavorarono a Sant'Antonio di Padova. Il presbiterio è collegato al coro ligneo settecentesco, e presso la controfacciata si trova un organo.
Chiesa di Santa Caterina d'Alessandria
Insieme alla chiesa di San Luca, questo piccolo tempio è una delle architetture religiose medievali meglio conservate della città. Si trova lungo il Corso Cerulli, in vico Antica Cattedrale, risalente al tardo XV secolo, con una piccola facciata stretta tra le case civili, realizzata con pietre non sbozzate, mostrano semplicissimo portale sovrastato da una finestra. Alcuni elementi di reimpiego sono una colonna romana con fusto decorato da foglie, due blocchi con simboli e iscrizioni. Le epigrafi di grafia gotica sono simboli diversi: la prima a sinistra è una ruota dentata a otto raggi, simbolo del martirio della santa, la seconda il simbolo dell'incudine e del martello. Le due "S" fanno riferimento alla "santa" Caterina e a San Getulio, poiché la vecchia cattedrale teramana di Santa Maria (oggi Sant'Anna) era collegata ad essa mediante il seminario cinquecentesco.
L'interno è abbastanza manomesso per vari restauri, con un tetto del Settecento, arredi dell'Ottocento, insieme all'unico simbolo antico conservatori, una ruota dentata, la cui leggenda dice che se fatta girare il 25 novembre, la santa porterebbe fortune economiche e buoni auspici.
Chiesa di San Luca
La piccola chiesetta è già citata nel 1372 come cappella della famiglia Melatino, e prospetta davanti al palazzo di questa famiglia. Sopra l'architrave della porta c'è una piccola pietra con il simbolo del leone di San Marco, datato 1380. Secondo Francesco Savini l'emblema apparterrebbe a un'altra chiesa dedicata a san Marco e oggi scomparsa, fondata da mercanti veneziani.
La piccola chiesa ha pianta rettangolare, molto semplice nell'esterno in pietra, con un portale decorato da semplice architrave, e da un campanile a vela. Nella piccola navata centrale si trovano alcune tele barocche, provenienti da altre chiese di Teramo, specialmente dall'ex chiesa di San Matteo, demolita nel 1941 presso il Corso San Giorgio.

#### Chiese del centro moderno
- Chiesa del Cuore Immacolato di Maria: è una delle prime principali chiese della zona di espansione moderna di Teramo, affacciata su piazza Garibaldi, ingresso al corso San Giorgio. La chiesa fu costruita a partire dal 1958, poiché la vecchia parrocchia di San Matteo era stata abbattuta negli anni '40, situata presso il largo della Prefettura. Con lo sviluppo edilizio del quartiere fuori dal corso di San Giorgio, il primo parroco della nuova chiesa chiese sussidio comunale, insieme a libere offerte dei fedeli, raggiungendo la cifra di 3 milioni di lire. La chiesa, terminata nel 1962, è stata una delle prime moderne ad essere stata eretta nel nuovo spazio di espansione edilizia, e ciò lo dimostra anche il classicismo dello stile, che riecheggia il neoromanico.
- Parrocchia di San Berardo: fu costruita intorno al 1950 presso la nuova zona di espansione est, presso l'ospedale civile. La chiesa a pianta rettangolare conserva molti riferimenti al classicismo medievali, come la sintetizzazione del portico di ingresso composto da tre lunghe e strette arcate che immettono all'accesso principale, con tre portali e un rosone a oculo centrale che li sovrasta. L'interno a navata unica è rivestito in marmo, e l'altare si trova presso l'abside semicircolare, decorata da un gigantesco mosaico di Gesù in trionfo sopra la Città del Vaticano, che con le braccia si unisce alle luci stilizzare del Paradiso e alla colomba dello Spirito Santo.
- Parrocchia Sacro Cuore.
- Chiesa nuova della Madonna della Cona: è stata inaugurata il 7 dicembre 2007, presso la zona di espansione ovest di Villa Cona, dove si trovava l'antica chiesa settecentesca (ancora oggi esistente), che però non riusciva più a contenere il flusso sempre più crescente dei fedeli. La chiesa è un curioso esemplare di impianto rettangolare diviso in due porzioni, poiché la chiesa occupa un'area quadrangolare con due piccoli bastioni angolari circolari, e il terzo funge da torre campanaria. Il progetto architettonico, con cupola centrale che si innalza verso il cielo, è stato ispirato alle moschee islamiche.
- Chiesa di San Gabriele dell'Addolorata a Colleparco: è una chiesa moderna a pianta circolare con annessi locali parrocchiali. Il soffitto è coperto da una volta lignea, che è inframmezzato al perimetro mediante una serie di aperture allungate, con vetrate policrome, che infondono la luce. L'interno è molto semplice e schematico, con l'altare maggiore composto da un grande mosaico stilizzato.
- Chiesa della Madonna della Salute: nel quartiere di Villa Mosca, è stata consacrata nel 1968 dal Monsignor Abele Conigli, come nuova parrocchia che accorpa il controllo delle chiesette campestri di Sant'Antonio, di Santa Maria Assunta a Viola e San Gabriele ai Cannelli. Il corpo di fabbrica è in cemento armato, orientato a sud-ovest, con accesso principale presso la facciata. Lo spazio interno accoglie massimo 500 persone, a navata unica semplice e sobria, con annessa cappella feriale in marmo chiaro e rosso. La luce è data da finestre policrome istoriate che mostrano scene della vita di Cristo, dipinte da Fabienne Di Girolamo. Le statue votive sono dedicate alla Sacra Famiglia con l'effigie della Madonna della Salute.
- Chiesa di Santa Maria in Cartecchio: si trova presso il cimitero, situato nel nuovo quartiere di Colleatterrato. La chiesa fu costruita nel XVI secolo sopra una più antica, e una leggenda vuole che la costruzione fu voluta in seguito a un'apparizione mariana simile alle apparizioni di Canzano (1480) e di Giulianova (1557). La chiesa fu ristrutturata nel 1790 e poi ancora nel 1891, quando l'interno assunse uno stile tardo-gotico, con volte a crociera, in contrasto con l'architettura esterna tardo-settecentesca, tipica delle chiese rurali abruzzesi.

#### Chiostri

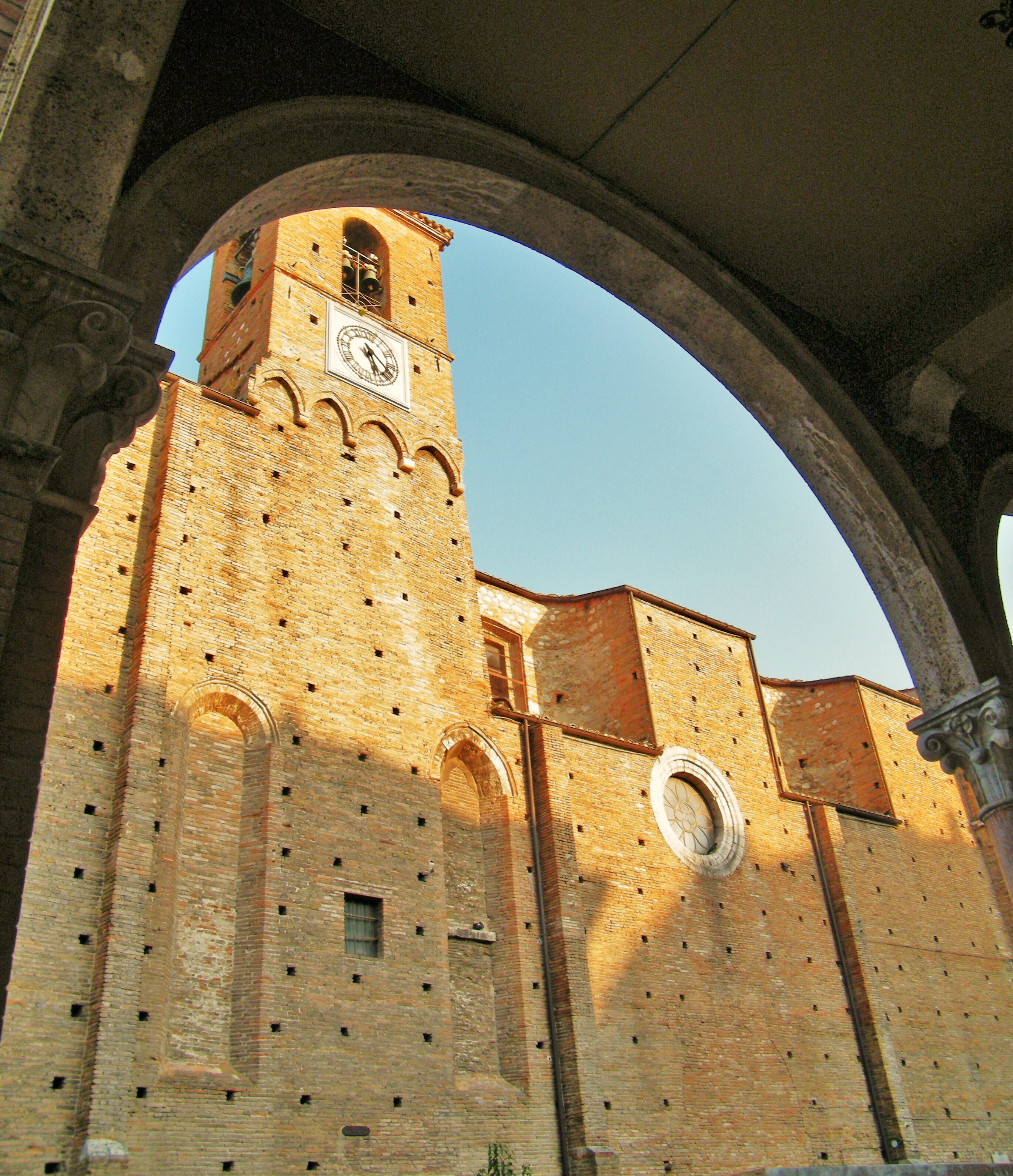
Retro di Sant'Antonio di Padova

- Chiostro di San Giovanni: edificato nel XIV secolo con l'annesso convento di San Giovanni a Scorzone (oggi presso Piazza Verdi), sede attuale del Conservatorio "Gaetano Braga"; fu costruito per volontà di Isabella di Cola di Licio, con diploma di Carlo III d'Angiò. Al monastero furono annessi quelli di Santa Chiara, Santa Croce, Sant'Anna e San Giovanni di Scorzone. Fino al 1916 il convento fu attivo, quando poi i frati si trasferirono a Fermo, così nel 1930 l'ex monastero fu destinato a varie funzioni fino all'attuale liceo musicale. Il chiostro è formato da un'area rettangolare porticata su tre lati, con arcate a tutto sesto sostenute da colonne a pilastri agli angoli, poggianti a loro volta su un basso muro in pietra e mattoncini. In alcuni punti le basi sono adoperate per capitelli e i capitelli rovesciati posti come base, a conferma della notizia che si trattava di un portico trasportato da una precedente ubicazione e ricostruito da mani inesperte. Su un portico laterale c'è una fontana in pietra dentro una nicchia incorniciata da conci di pietra intagliata. Sopra le arcate del portico è notevole un elegante marcapiano in mattoncini e tortiglioni in terracotta. Presenti inoltre un portale in pietra con decorazioni che doveva immettere all'antico convento e tre stemmi in pietra sulla parete non porticata ed altri tre sul lato adiacente.
- Chiostro della Madonna delle Grazie: accanto al santuario, mescola stile rinascimentale e barocco, composto da pianta quadrangolare con pozzo centrale. Una parte del colonnato ha arcate gotiche, mentre le altre sono a tutto sesto, poggianti su pilastri con capitelli ionici.
- Chiostro di Sant'Antonio: fa parte dell'ex convento francescano, ed ha arcate gotiche che si affacciano sul piazzale con pozzo.
- Chiostro di San Domenico: ospita una sezione dell'Archivio di Stato di Teramo, mentre il resto è affidato ai Domenicani, dopo la riapertura nel 1931. Il chiostro è molto piccolo, conservato solo in parte secondo lo stile originario, perché è stato chiuso dal 1809. Notevoli sono alcuni affreschi rinascimentali che rappresentano scene di vita di san Domenico.

#### Chiese principali delle frazioni

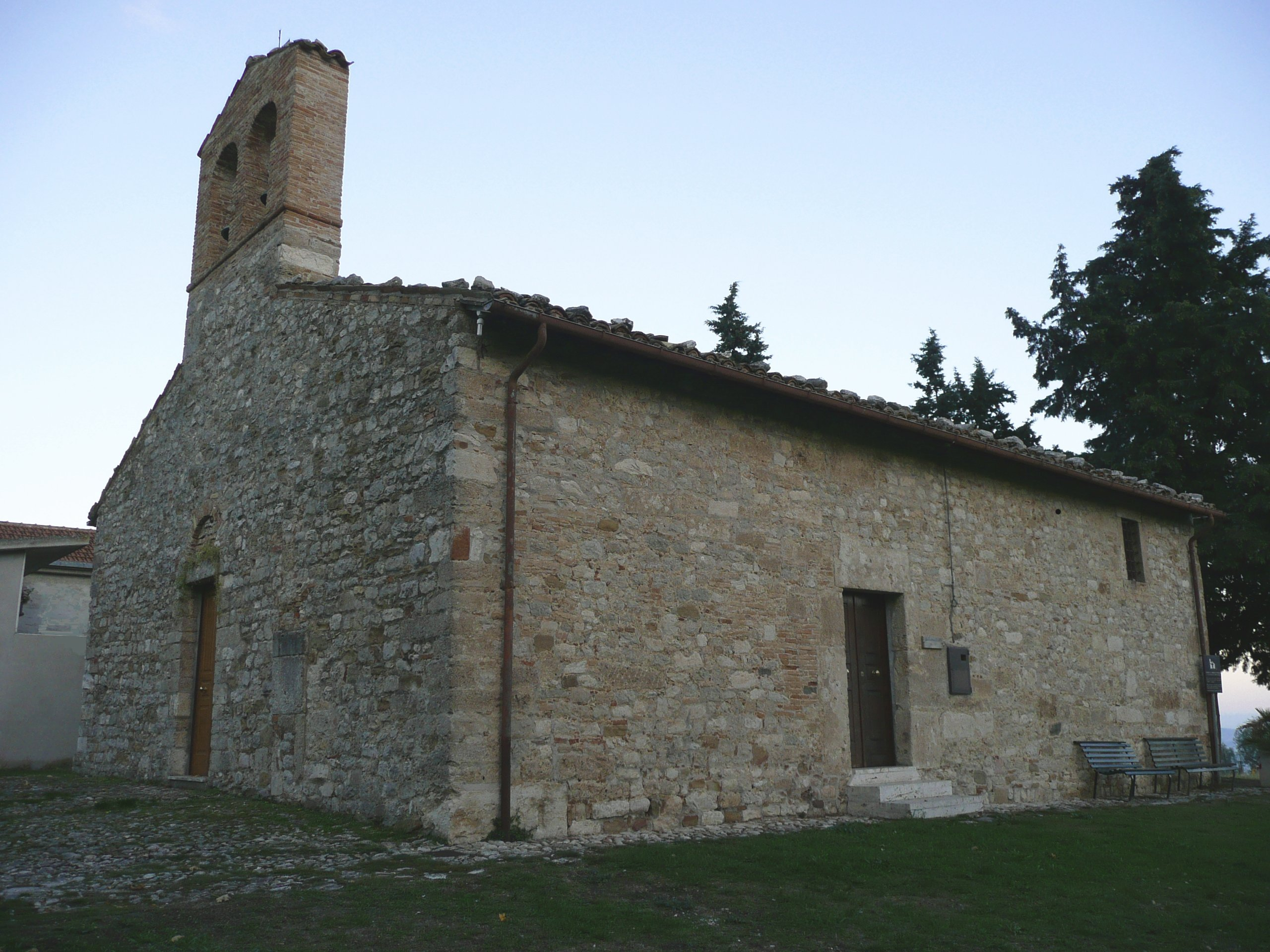
Chiesa di Santa Maria de Praediis

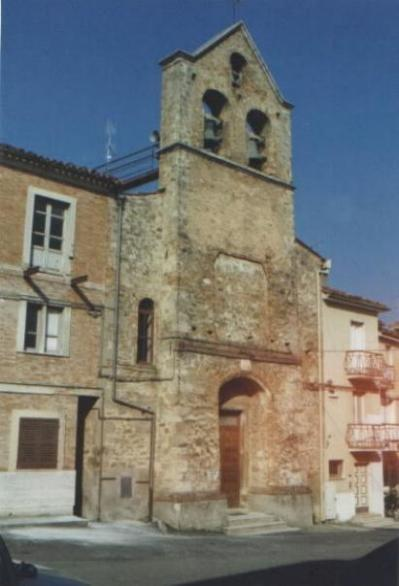
Chiesa di San Giovanni in Pergulis (Valle S. Giovanni)

- Chiesa di Santa Maria de Praediis: si trova in località Castagneto, molto antica e di rilevante importanza artistica. Risalirebbe all'XI secolo, costruita con i materiali di un castello andato distrutto, presso un tempio dedicato a Vesta. Una bolla papale del 1153 la cita come sotto il vicariato del vescovo di Teramo Guido II, registrata inoltre tra le 12 principali pievi della campagna teramana. Nel 1324 il registro delle Rationes Decimarum riportava che la campagna di "Praediis" contava 29 chiese che versavano un'oncia e tre tarini d'argento. Lo storico Nicola Palma ha tramandato gli atti delle visite pastorali nel 1611 e 1614. Nel 1597 fu restaurata dal vescovo Vincenzo Bugiatti da Montesanto. L'interno è l'elemento di maggiore interesse, con soffitto a capriate e tre navate, scandite da colonne alternate a pilastri. Le colonne sono altomedievali, i capitelli sono di vario aspetto, uno tuscanico, un altro corinzio, di età romana, mentre gli altri sono romanici, del Mille, fregiati da motivi vegetali e animali. Interessante è il capitello dell'abside con figura zoomorfa di un quadrupede inseguito da un uccello con la coda di drago, mentre urta contro un viticcio.

- Parrocchia di San Francesco d'Assisi (San Nicolò a Tordino)
- Chiesa della Madonna degli Angeli (San Nicolò)
- Chiesa del Carmine (Cavuccio)
- Chiesa di San Salvatore (Frondarola)
- Chiesa di San Martino (Scapriano)
- Chiesa di San Giovanni in Pergulis (Valle San Giovanni)
- Parrocchia di Santa Rita (Piano della Lenta)
- Chiesa di San Felice (Putignano)
- Chiesa di San Lorenzo (Colleminuccio)
- Chiesa della Santissima Trinità (Colle Santa Maria-Varano Alto)
- Chiesa dell'Immacolata (Monticelli)
- Chiesa di Santa Maria ad Porcellianum (Ponzano-Colle Santa Maria)
- Chiesa di San Lorenzo (Nepezzano)
- Chiesa di Sant'Emidio (Caprafico)
- Chiesa di San Nicola (Cavuccio)
- Chiesa di San Giacomo (Colle Caruno)
- Chiesa di Santo Stefano (Rapino)
- Chiesa di Santa Lucia (Rocciano)
- Chiesa di Santa Croce (Sant'Atto)

### Architetture civili

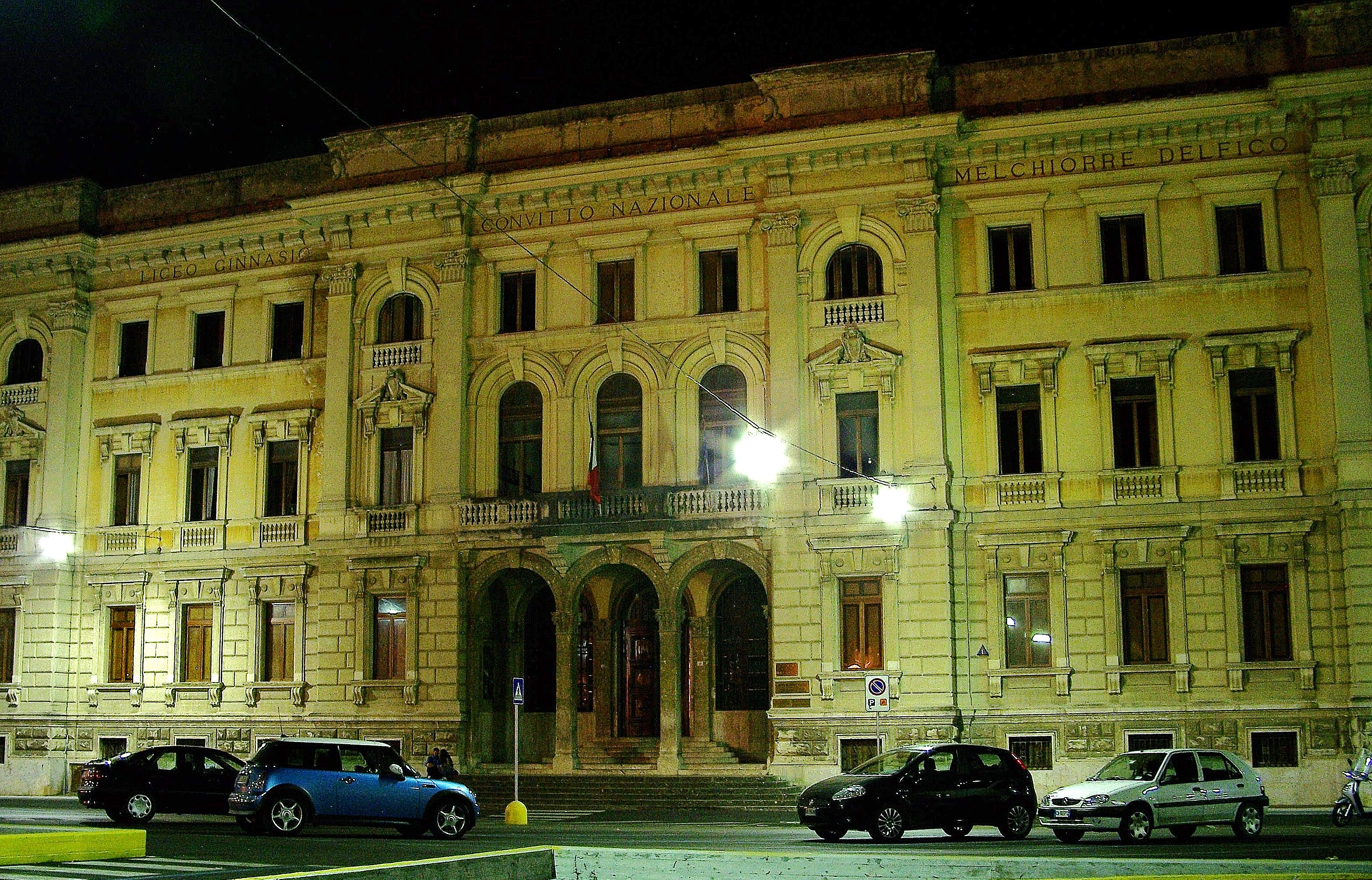
Liceo classico "Melchiorre Delfico"

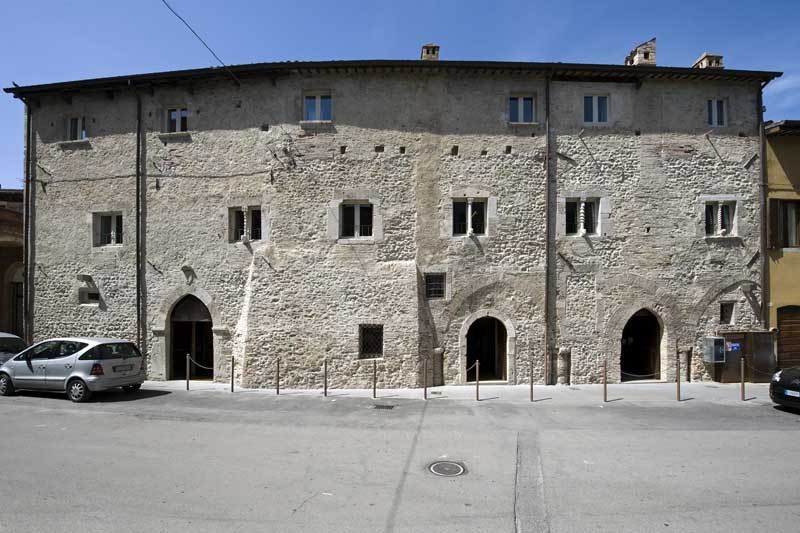
La casa dei Melatino

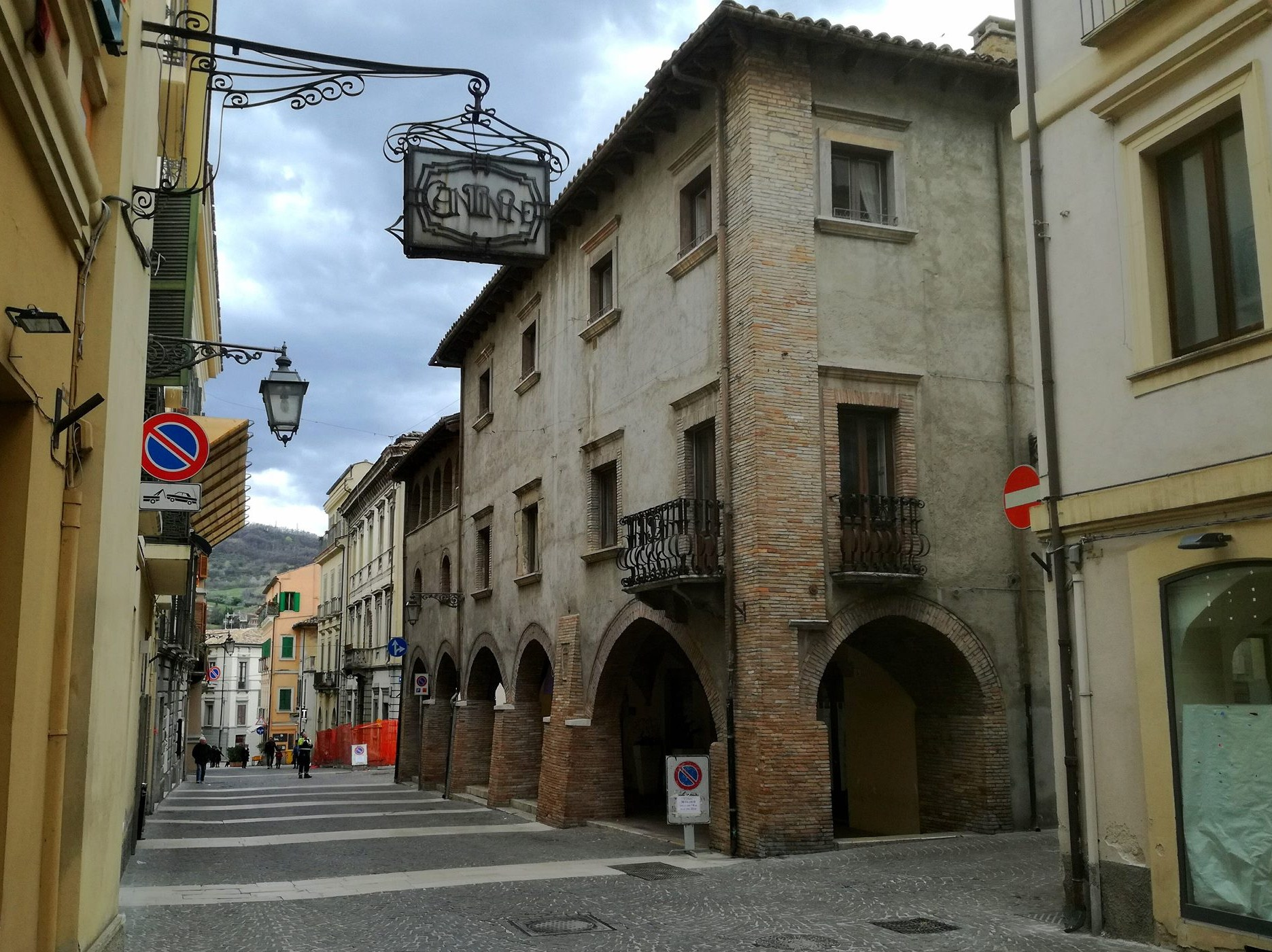
Casa Catenacci in Via Vittorio Veneto

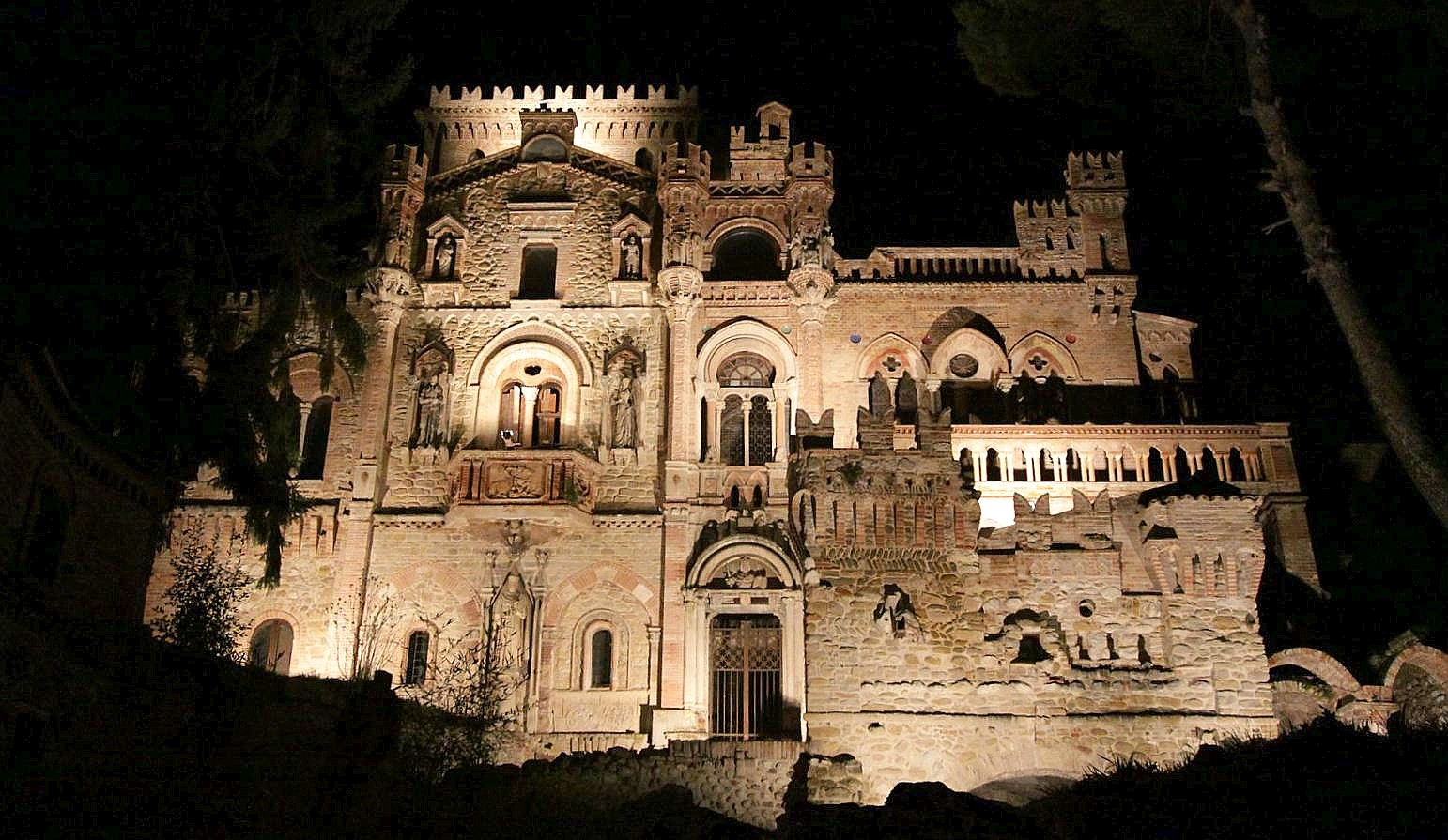
Borgo medievale di Teramo

Casa dei Melatino
Il palazzo è di origine medioevale risalente al XIII secolo e sito in largo Melatini; presenta finestre tipicamente ghibelline (il partito degli antichi proprietari) con architrave e soglie sporgenti ed a guscio: quattro di queste finestre, quelle che si aprono nella fascia mediana della facciata, sono rese bifore da eleganti colonnine divisorie poggianti su basi scolpite, tre delle quali sono tortili e, di queste, due presentano un serpente con testa di donna che le avvolge. Era l'abitazione privata della storica famiglia teramana dei Melatino.

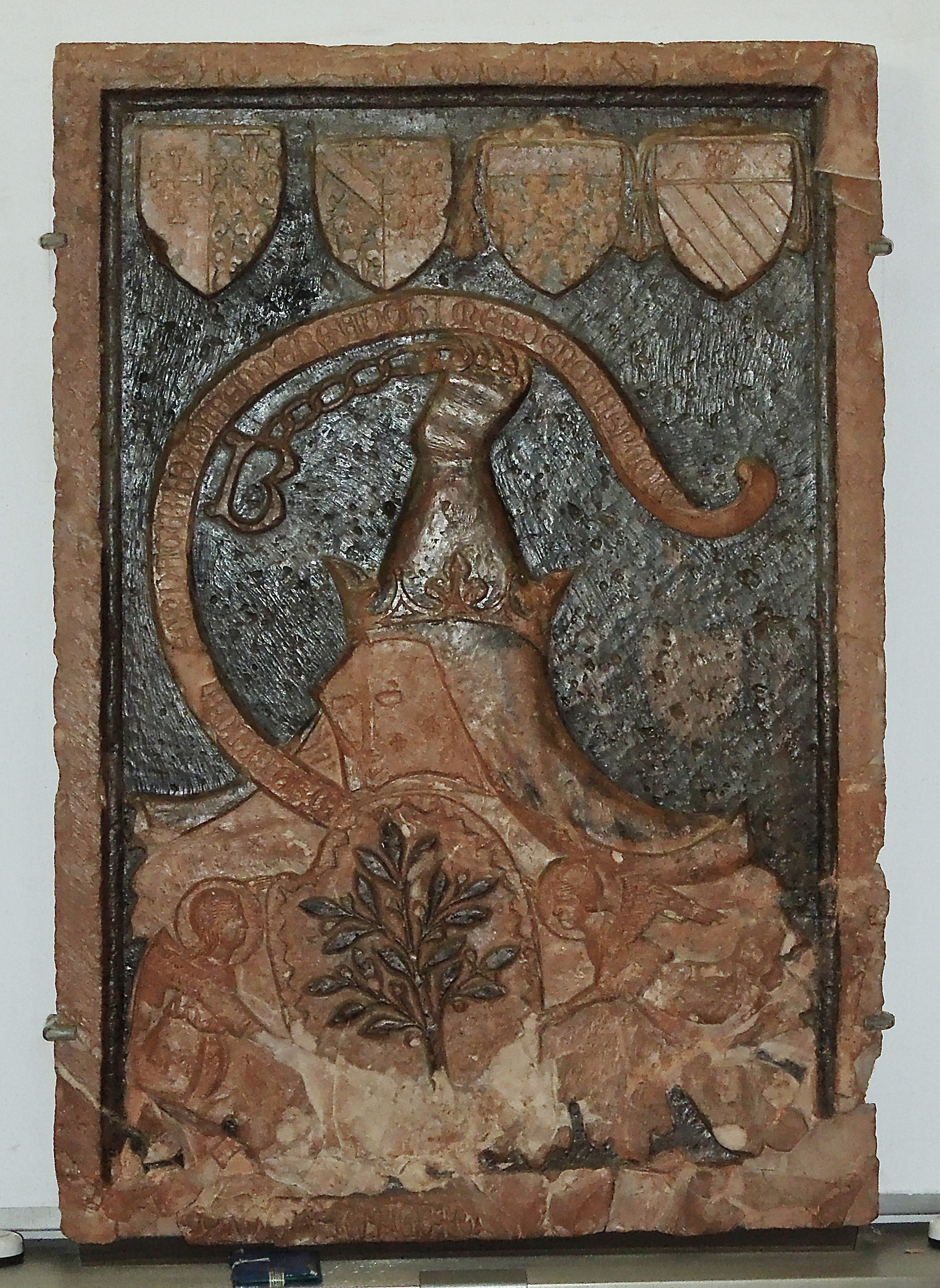
Stemma litico della Famiglia Melatino di Teramo, datato 1372, conservato presso Casa D'Egidio

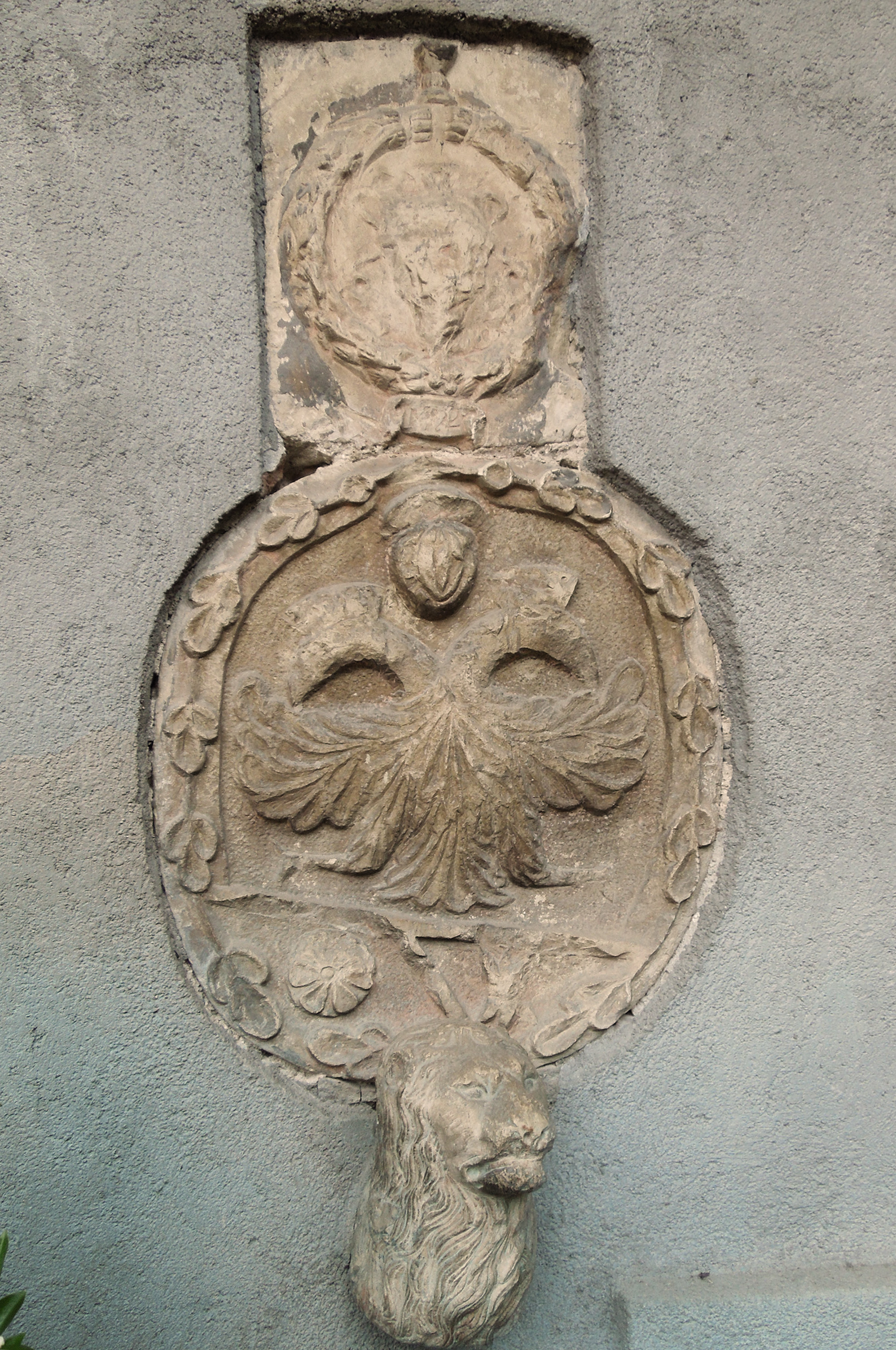
Stemma litico della Famiglia Mezzucelli di Teramo con la data 1422, murato su una parete della corte di Casa D'Egidio.

Casa D'Egidio
La Casa è stata individuata nel corso dei secoli anche con le denominazioni dei cognomi di altri proprietari, quali: Melatino, Mezzucelli e Manetta. Ai nostri giorni è l'abitazione privata della famiglia D'Egidio. Apre la sua facciata principale lungo via Niccola Palma, all'angolo con via Torre Bruciata, nel cuore del centro storico ed archeologico della città. Al suo interno sono conservate varie testimonianze di interesse epigrafico e araldico. Dal portale in pietra, del civico 32, con arco a tutto sesto contornato da cornice, montanti sagomati e rinquadrato da una seconda cornice si accede alla scalinata in pietra che conduce ai piani superiori e alla graziosa corte. All'interno del fabbricato sono custoditi: due stemmi litici appartenuti alle famigli Melatino e Mezzucelli e un architrave altomedievale su cui corre scolpita, in bassorilievo, una lacunosa iscrizione che circonda il disegno di un'ascia, simbolo appartenuto forse ad una corporazione di arti e mestieri. Lo stemma dei Melatino è stato dettagliatamente descritto dagli storici locali tra i quali: Muzio Muzii, Niccola Palma e Francesco Savini. Muzii lo menziona nei suoi scritti, nel III Dialogo della Storia di Teramo, con queste parole: «un'altra di sottil lavoro in una gran pietra laterizia posta sopra la porta della casa, ora posseduta da Eugenia Consorti, moglie di Marino Montani, che discende per linea femminile dai Melatini.» Palma ricorda lo stemma collocato sul muro della loggia della casa di Scipione Mezzucelli e scrive che Roberto Melatino, nell'anno 1372, ne avrebbe affidato l'esecuzione a Bartolomeo di mastro Giocondo del quale legge nitidamente il nome alla base della lastra, ne riporta anche il testo dell'iscrizione che ai nostri giorni è solo parzialmente visibile: «BARTOLOMEUS M(A)G(IST)RI IO(CUNDI)». La complessa composizione araldica risulta essere una sintesi celebrativa della casata e propone il melo fruttato a cinque rami, sradicato, affiancato da due angeli o geni alati che sostengono l'elmo coronato dotato di celata. Su quest'ultima compaiono di due croci ad incavo: una latina e l'altra indicata da cinque perline, forse a ricordo della partecipazione alle Crociate combattute in Terra Santa tra l'XI e il XIII secolo. Il cimiero riproduce la stessa impostazione stilistica di quello che compare nell'emblema di Berardo Melatino, Podestà e Capitano del Popolo di Firenze nel 1347, modellato a forma di una zampa di orso che artiglia una catena di sei anelli conclusa dalla lettera B. Sul cartiglio si legge il motto, scalpellato in alfabeto gotico, che recita: «IO SO BRA(N)CA D'(UR)SO P(ER) NATURA DE OFFENDERE AD CHI ME SDENGNA S(E) P(RO)CURA». Sulla sommità ci sono quattro scudi araldici che Palma ritiene stiano ad indicare le famiglie imparentate con i Melatino, mentre Savini li considera come «sopraeccellenze dei Melatino». Il primo è riferibile agli Angioini, famiglia regnante del Regno di Napoli, partito, con la Croce di Gerusalemme potenziata da quattro crocette a sinistra e cinque gigli di Francia a destra. Il secondo, anch'esso partito, con tre gigli di Francia a destra e crocette potenziate a sinistra, potrebbe essere appartenuto ai Cavalcanti di Firenze. Il terzo è poco leggibile, cimato da un cappello cardinalizio, e ne resta ignota l'appartenenza. Il quarto è stato attribuito da Savini alla famiglia romana degli Orsini e mostra la cimatura del cappello prelatizio con lo scudo bandato di tre e sormontato da una rosa a quattro petali. La lastra è stata sottoposta ad analisi chimico-fisica, nell'anno 2004, presso il Dipartimento di Chimica - Ingegneria Chimica e Materiali dell'Università dell'Aquila per conoscerne l'esatta composizione. Da questa indagine è emerso che la pietra è costituita da quarzite e calcio escludendo che possa trattarsi di terracotta come sostenuto da alcuni. Lo stemma è stato restaurato nell'anno 2005 da Luciano di Giacomantonio che ha trovato i segni di un precedente intervento conservativo consistente nella stesura di una patina di colore nero ed alcuni disegni idonei a nascondere i martellamenti e i lanci di sassi di cui il manufatto è stato vittima nei secoli passati. Lo stemma dei Mezzucelli reca al centro l'emblema araldico del casato a cui è stata aggiunta una testa leonina di epoca romana. Nel cartiglio alla base del decoro superiore si legge la data 1422.
Palazzo Mancini
Si trova lungo il Corso San Giorgio, e risale al XIX secolo, composto da cinque porzioni divise da paraste in bugnato, che ricopre la parte bassa di ciascuno di essi. Una cornice orizzontale con rilievo ad ovuli alternati attraversa tutta l'area, interrompendosi soltanto alle due principali aperture lungo il corso, ossia i portali con rilievi a foglie nelle cornici, abbellite inoltre da riccioli.
Dopo due ordini di quadrotte per porzione, nella parte mediana due grandi finestroni, in asse con i portali, sono abbelliti da ampie balconate con sostegni che terminano a volute, e tali sostegni dividono la cornice marcapiano, che corre lungo l'area. L'ordine delle finestre ha architrave a timpano triangolare, ed è sormontato nella parte finale in cima al palazzo da un altro ordine di aperture rettangolari. Le paraste terminano con ricchi capitelli corinzi finemente decorati. La parte che affaccia su via Delfico è assai diversa dalla facciata principale, poiché il palazzo è stato creato fondendo varie abitazioni di secoli precedenti.
Palazzo ex Banco di Napoli - Palazzo Pompetti
Si affacciano su Piazza Martiri della Libertà, quello sulla sinistra risale al tardo Ottocento, eretto come se del Banco di Napoli e realizzato in stile neoclassico, con ampi portici che si affacciano anche sul corso San Giorgio. Successivamente negli anni '30 è stato ricostruito in stile littorio, pur mantenendo molte caratteristiche della costruzione precedente, ed attualmente ospita la sede della Banca dell'Adriatico.
Il palazzo dei Portici si affaccia sempre sulla piazza, situato sull'estremità a destra del corso, ed ha uno stile sempre neoclassico, eretto nella prima metà del XIX secolo, ed è diviso in due parti da una cornice marcapiano. La parte di base mostra i portici ad arcate a tutto sesto, rifiniti da linee aggettanti, e da paraste in stile eclettico nel vertice angolare tra il corso e la piazza. Gli altri due piani invece sono occupati da due ordini di finestre, il primo dei quali con decorazioni ad architravi triangolari, eccezione per le finestre in zona angolare, con timpano curvilineo, mentre le finestre dell'ultimo ordine sono semplicemente senza cornice.
Casa Urbani
Si trova affacciata su Piazzetta del Sole nel rione Santa Maria a Bitetto. Risalente presumibilmente al secolo XI, è una delle rare abitazioni teramane che conservano testimonianze dell'edilizia privata risalente all'XI - XIII secolo, poiché è una delle poche scampate alla distruzione operata dal normanno conte di Loretello nella metà del XII secolo. È formata da un perimetro esterno edificato con ciottoli di fiume e da un portale ogivale del XIII secolo in pietra squadrata. Nel corso di recenti restauri, dinanzi al portale, sono venuti alla luce resti di un mosaico appartenente ad un'abitazione privata su cui poggiano direttamente i resti delle fondazioni della casa medievale. Si trova in Vico del Pensiero, nei pressi della Piazzetta del Sole.
Casa Catenacci ed ex teatro Corradi
In via Vittorio Veneto, nei pressi di piazza Martiri della libertà, si trova questo edificio medievale risalente al secolo XIV che ospitò il primo teatro della città, inaugurato nel 1792. Sulla facciata porticata dell'edificio (via Vittorio Veneto) si trova un emblema lapideo datato 1510 con la scritta ammonitrice 'S.A. NON BENE PRO TOTO LIBERTAS VENDITUR AURO' (La libertà non si vende per tutto l'oro del mondo).
La facciata ha un portico ad archi ogivali in laterizio su pilastri, portale principale in conci di pietra, con portaletti d'età più tarda, architrave piano sorretto da mensole sul fianco destro. Al primo piano resta una finestra con cornici di pietra e architrave piano, le altre finestre sono del XVI secolo, così come la loggia più bassa all'estremità sinistra.
Fu restaurata da Giacomo Corradi tra l 1495 e il 1511. Vari sono gli elementi di reimpiego come una colonnina tortile e il portico d'età trecentesca, quando la casa era dei Corradi, appartenendo poi dal Cinquecento ai Catenacci, il cui stemma si trova su una lastra della facciata.
Borgo medievale e Castello Della Monica
Conosciuto comunemente con la denominazione di Castello Della Monica, si tratta di una ricostruzione ottocentesca di un complesso di fabbricati in stile medioevale. Situato sul piccolo colle di San Venanzio, poco distante da piazza Garibaldi, il borgo medievale (iniziato nel 1889 e terminato nel 1917) fu realizzato dall'artista teramano Gennaro Della Monica, da cui ha mutuato il nome. L'opera principale, che spicca fra gli altri fabbricati, è il Castello vero e proprio, situato nell'area più elevata del complesso.
La costruzione ha un aspetto in parte neogotico, in parte moresco e in parte derivato da un miscuglio di stili che ne caratterizzano spiccatamente l'aspetto. Simbolo di un revival di stile che si manifestò anche in altre parti dell'Abruzzo, come a Vasto, Chieti e Loreto Aprutino, il complesso si compone di tre edifici secondari che, insieme al corpo maggiore, formano un vero e proprio borgo medievale, organizzato in castello e case civili con merlature e giardini terrazzati. Il castello fu eretto sopra l'antica chiesa di San Venanzio, di cui sono stati riutilizzati materiali decorativi. L'interno è ricco di affreschi che ritraggono paesaggi campestri e non, opere di Della Monica, che vi dimorò fino alla fine.
Il complesso maggiore è preceduto da un ingresso da finto ponte levatoio con torretta di controllo e arco maggiore. La struttura ha pianta rettangolare composta nella facciata da tre parti divise da pilastroni; da sinistra alla base ci sono due arcate gotiche cieche con una nicchia centrale decorata da statua, sormontata da un finestrone centrale a bifora con balconata, affiancato da altre nicchie con statue, a loro volta sormontate da ulteriori nicchie, per terminare con la sommità ornata da merlature. La porzione centrale alla base ha un portale romanico-gotico con lunetta ornata da un bassorilievo, sormontata nell'asse centrale da una finestra bifora, mentre nella porzione di destra, nel medesimo livello, tre finestre bifore gotiche ornano il prospetto. Anche l'interno è molto ricco di decorazioni decadenti, che dimostrano la conoscenza di Della Monica del gusto dei castelli gotici e delle cattedrali inglesi e francesi.
Dopo la morte di Della Monica, nel 1917, il castello restò di proprietà dei suoi eredi, che in parte lo abitarono e in parte lo posero in locazione. Vincenzo Bindi, studioso di architettura medioevale abruzzese, propose l'acquisizione del sito da parte del comune di Teramo per destinarlo a museo civico. La proposta però venne accantonata, e iniziò un periodo di lento degrado della struttura, che ebbe il picco negli anni '60, quando il sito, un tempo situato fuori dal contesto edilizio urbano, venne soffocato da strutture moderne, che ne oscurarono l'antico impatto paesaggistico.

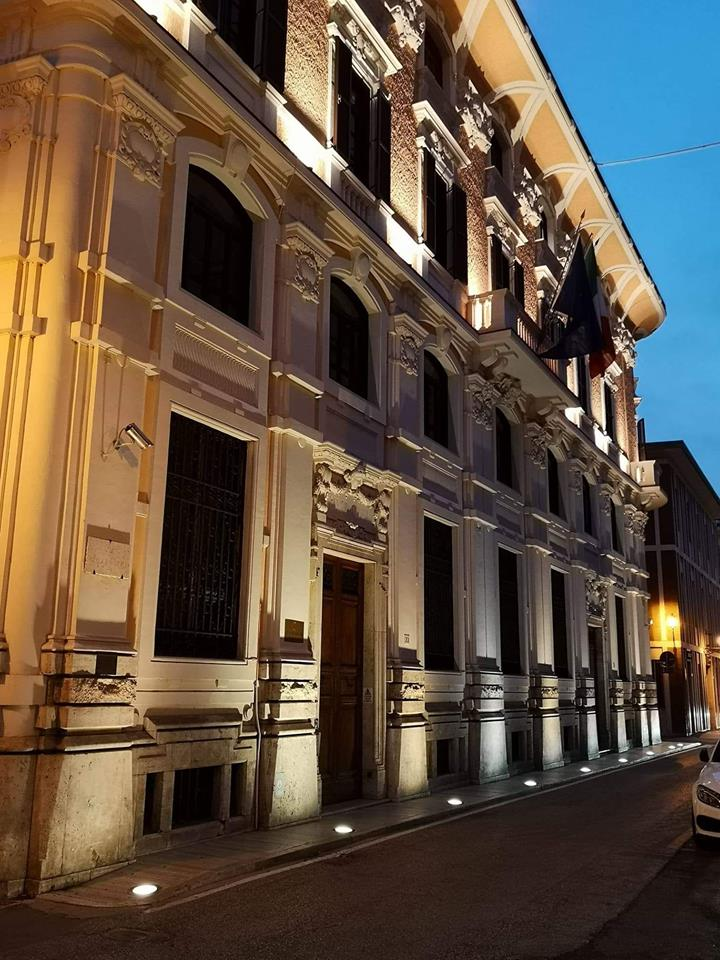
Palazzo ex Banca d'Italia in notturna

- Casa Delfico: elegante palazzo edificato nel 1552, è sito in corso San Giorgio ed era l'abitazione privata della storica famiglia teramana dei Delfico.
- Palazzo Civico: risalente al XIV secolo nella loggia inferiore e ottocentesco nella parte superiore, è la sede dell'Amministrazione comunale. Nell'atrio del municipio, che si raggiunge attraversando il portico, vi sono murate le più importanti iscrizioni su pietra di epoca romana rinvenute in città. Si affaccia in piazza Orsini, di fronte ai portici del palazzo vescovile.
- Palazzo vescovile: costruito attorno al 1374, questo edificio di impianto medioevale è la sede degli uffici della Curia vescovile, oltre ad essere residenza del vescovo. La sua facciata principale con loggetta trecentesca si affaccia su Piazza Martiri della Libertà, al fianco della cattedrale di Santa Maria Assunta;[34] nella parte retrostante, notevole il portico duecentesco formato da pilastri in pietra e travertino proveniente da Civitella del Tronto.

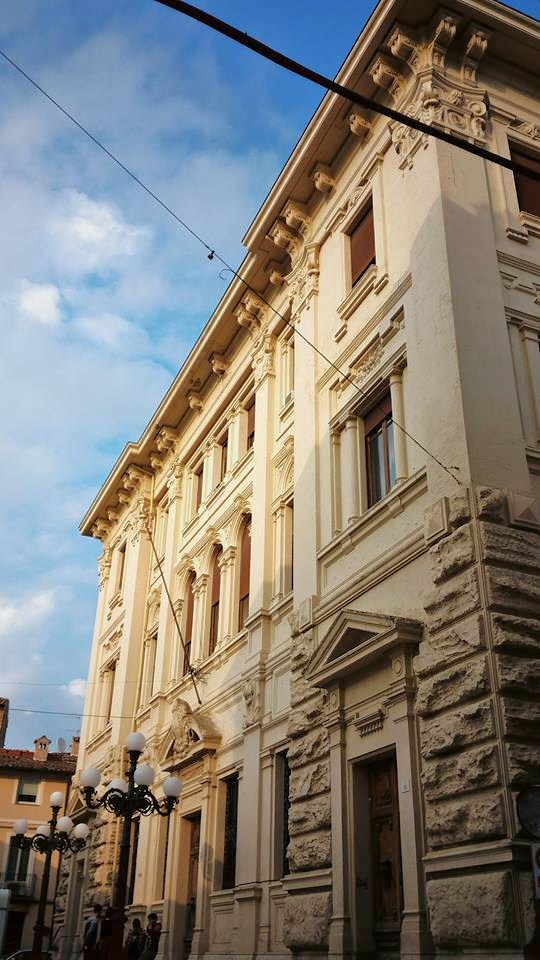
Palazzo delle Poste, Teramo

- Ospedale psichiatrico: una struttura imponente, costruita nel 1323, che ospitò uno dei padri della psichiatria italiana, Marco Levi Bianchini, che fu discepolo di Sigmund Freud e che in queste stanze fondò la prima Società italiana di psicanalisi: l'ospedale teramano era considerato il più grande del centro-sud d'Italia per la cura delle malattie mentali. Nel 1978 la legge sancì la chiusura delle strutture manicomiali, quindi anche di questo grande ospedale.[35]
- Palazzo Delfico: elegante edificio settecentesco sede della biblioteca regionale Melchiorre Delfico e dotato di una moderna sala polifunzionale.[36]
- Palazzo Savini: sito in Corso Cerulli, è uno dei palazzi più importanti di Teramo, costruito all'inizio dell'Ottocento sui resti del vecchio carcere, a sua volta costruito sulle rovine di una casa di epoca romana, come testimonia uno dei più significativi reperti che la città possiede, il mosaico del Leone, che si trova nel seminterrato del palazzo.

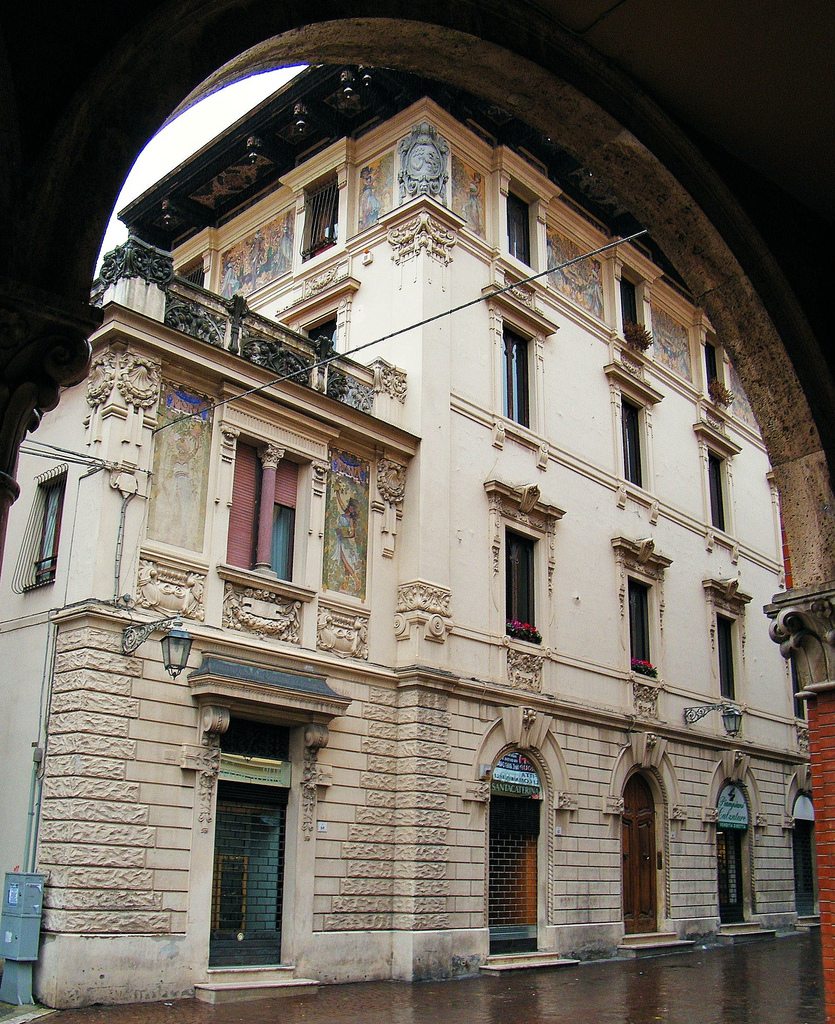
Palazzo Muzii-Castelli

- Liceo classico "Melchiorre Delfico": intitolato al filosofo illuminista Melchiorre Delfico, è un istituto che trae le sue origini dal Real Collegio aperto a Teramo nell'anno 1813.
- Istituto tecnico "Vincenzo Comi": imponente edificio ottocentesco, fondato il 17 dicembre 1871 dopo un lavoro preparatorio iniziato nell'aprile del 1869.
- Palazzo della Prefettura: costruito in epoca borbonica, nel 1827, dall'ingegner Carlo Forti, ospita oggi la Prefettura di Teramo. Si trova in Corso San Giorgio, di fronte al largo San Matteo.
- Palazzo Cerulli-Irelli: costruito agli inizi del Novecento in piazza Garibaldi, sorge sopra i resti (in piccola parte ancora visibili dal sottopasso della piazza) della Rocca degli Acquaviva, risalente al Quattrocento.
- Palazzo Castelli: ex Casa Muzii (dal cognome dell'antico proprietario) fu edificato nel 1908 in Corso Cerulli, di fronte a Palazzo Savini, ed è un notevole esempio di stile Liberty.
- Palazzo ex Banca d'Italia: elegante edificio liberty dei primi del Novecento, presso cui aveva sede la Banca d’Italia.

### Piazze

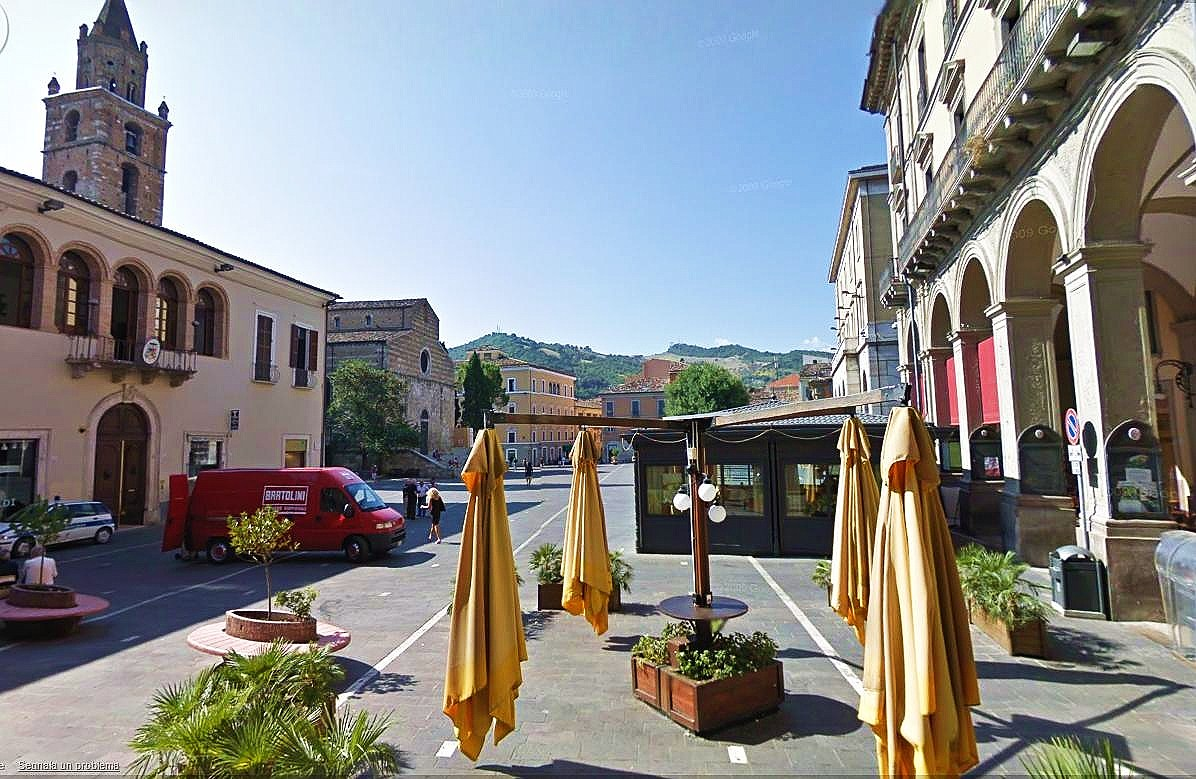
Piazza Martiri della Libertà
(Carlo Emilio Gadda)

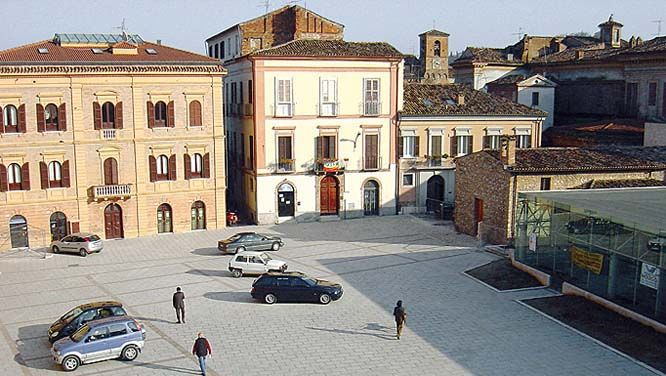
Piazza Sant'Anna vista dall'alto

Piazza Martiri è il centro della vita cittadina ed inizialmente denominata piazza Vittorio Emanuele II, è sede, nel corso dell'anno, di numerose manifestazioni. Vi si affacciano edifici storici e monumentali quali il duomo, il palazzo Vescovile, il Seminario, il palazzo dell'ex Banco di Napoli e il palazzo Costantini con i sottostanti portici (detti Portici di Fumo). Durante l'occupazione Francese del '700, fu il luogo in cui venne piantato l'albero della Libertà.
Piazza Sant'Anna
Ha tale intitolazione perché domina la chiesa di Sant'Anna dei Pompetti. Sita nella zona più antica del centro storico cittadino, prende il nome dalla Chiesa di Sant'Anna dei Pompetti, piccolo edificio religioso edificato sui resti dell'Antica cattedrale di Santa Maria Aprutiensis.
Durante il corso dell'anno si svolgono in questa piazza numerose manifestazioni culturali e musicali: tra le altre, l'annuale "La Villa Suite", kermesse musicale che da cinque anni a questa parte vede la partecipazione di artisti più o meno rinomati a livello nazionale: nell'edizione 2009 vi hanno preso parte tra gli altri Tonino Carotone e i Quintorigo.

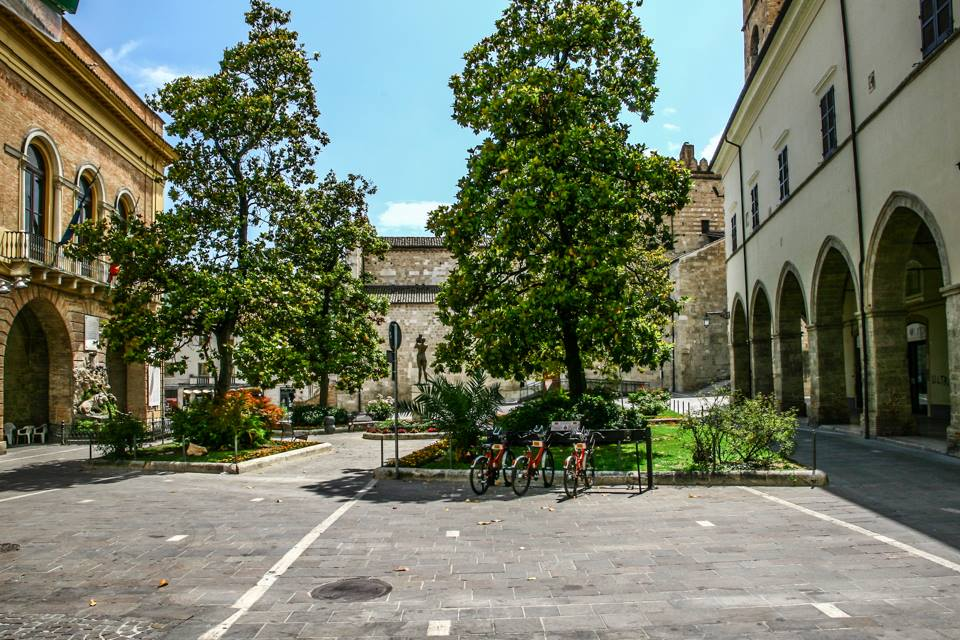
Piazza Orsini, sulla sinistra il Palazzo municipale, a destra quello vescovile

- Piazza Orsini[38]: questa piazza ha cambiato spesso nome nel corso degli anni: inizialmente era conosciuta come Piazza del Mercato in seguito al costume cittadino che la voleva come uno dei luoghi principali per la compravendita di merci; successivamente divenne Piazza del Municipio per la presenza di uno degli edifici principali della piazza, il municipio appunto che, nonostante le varie trasformazioni, ha mantenuto la sua originaria ubicazione; in seguito divenne Piazza Cavour e, alla fine del secondo conflitto mondiale, assunse l'attuale denominazione. Oltre al palazzo Civico, in questa piazza spiccano inoltre la facciata principale della xattedrale di Santa Maria Assunta, con la sua mole imponente e con il suo alto campanile, gli eleganti portici del palazzo Vescovile e la caratteristica Fontana dei Due Leoni.

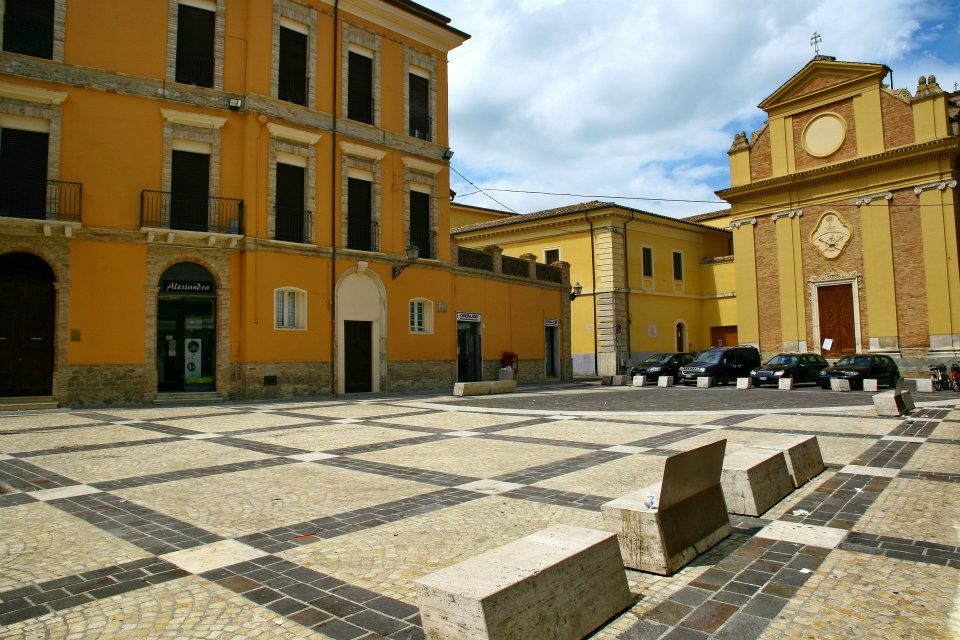
Piazza Sant'Agostino

- Largo Melatini: a metà tra corso De Michetti e corso Cerulli (chiamato dai teramani "Corso vecchio") si apre l'elegante largo Melatini dove sono presenti importanti edifici storici quali la chiesa di Sant'Antonio (XIII secolo), l'antica chiesetta di San Luca, i Portici Savini e il medioevale palazzo dei Melatino, recentemente restaurato.
- Piazza Dante Alighieri: altro luogo importante è piazza Dante Alighieri, nella quale si trovano il liceo classico, fondato nel 1813 e dedicato al filosofo Melchiorre Delfico e la trecentesca chiesa della Misericordia, oggi Casa del Mutilato. La piazza è stata inaccessibile per circa 18 mesi, dal 2008 al 2010, per la realizzazione di un parcheggio sotterraneo, inaugurato il 6 febbraio 2010.
- Largo Madonna delle Grazie: in questa piazza, sita nelle immediate vicinanze di Porta Reale, sono presenti notevoli testimonianze della storia di Teramo: il Santuario della Madonna delle Grazie, imponente edificio religioso risalente al XII secolo ed un sito archeologico con i resti di un'antica domus romana e di un impianto industriale. A tutto ciò fa da cornice naturale un'area verde intitolata al cantautore teramano Ivan Graziani.
- Piazza San Francesco, dove si affaccia il vecchio Ospedale Psichiatrico. Uno dei principali snodi cittadini: la circonvallazione Ragusa collega la zona di Piazza Garibaldi alla zona della Madonna delle Grazie. Qui vi è anche il terminal dei pullman e gli uffici comunali.
- Piazza Sant'Agostino con l'omonima Chiesa del XIV sec.

### Architetture militari

#### Le mura di Teramo

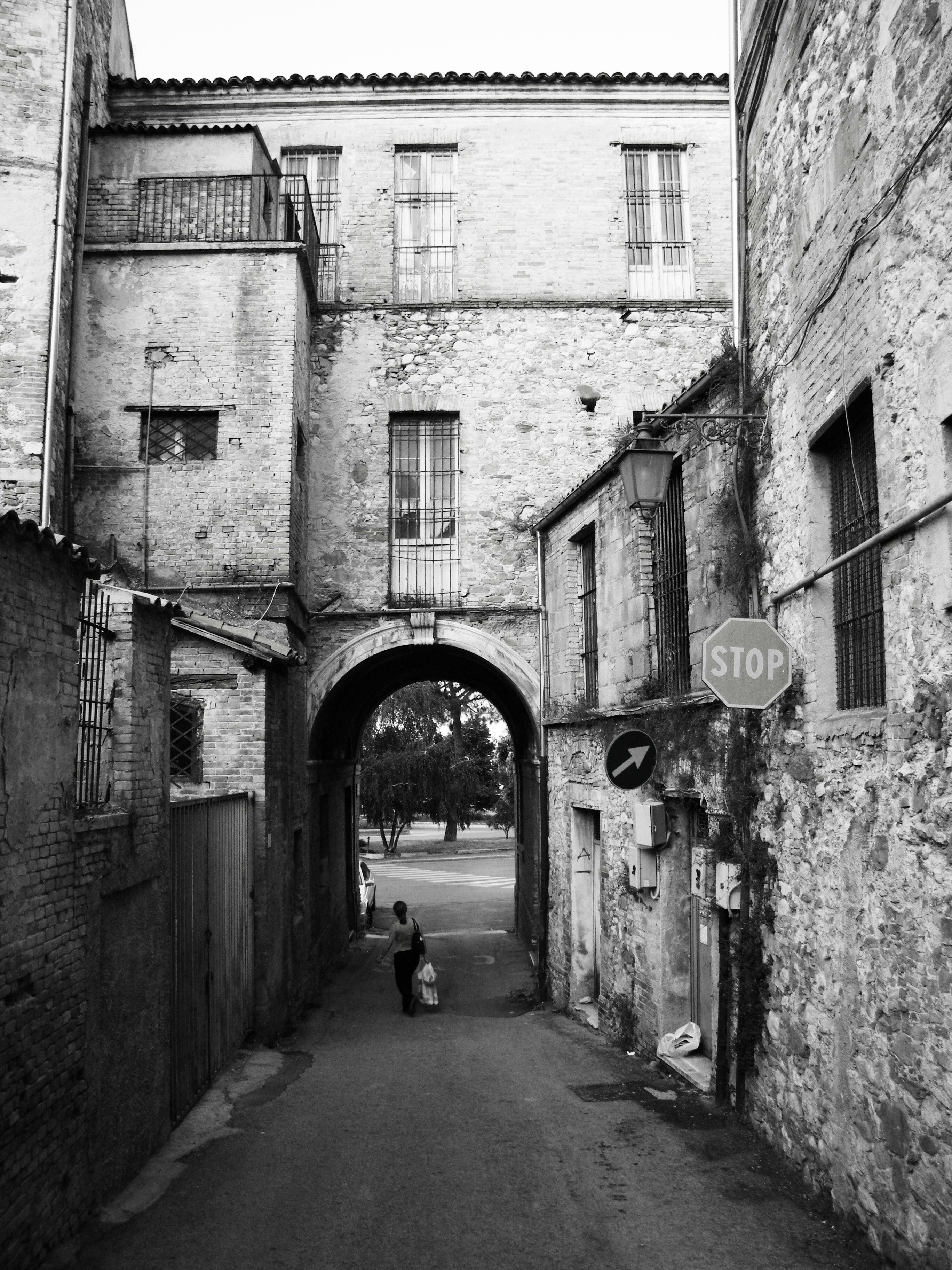
Porta Delle Recluse

La città di Teramo fu cinta da mura nel 1158 circa, dopo la distruzione di due anni prima da parte del conte Roberto III di Loritello, che rase letteralmente al suolo la città, meno alcuni edifici. Nelle carte storiche del XVII secolo è ancora ben visibile la cinta muraria con porte e torri di guardia, che però nel XVIII secolo perse d'importanza, e incominciò a essere smantellata. All'inizio del Novecento quasi tutto il perimetro murario era scomparso, con l'eccezione di alcune porte e di Torre Bruciata, l'antico campanile della vecchia Cattedrale di Santa Maria Aprutiensis. La cinta muraria abbracciava la zona della Circonvallazione Ragusa a nord, con il tratto di Porta delle Recluse - Porta Melatino, ingresso dell'ex ospedale psichiatrico di Teramo "Sant'Antonio Abate", via Porta Reale a est, la Circonvallazione Spalato a sud, il viale Mazzini a ovest con l'ingresso da Porta Due di Coppe al Corso San Giorgio. Le porte visibili sono:

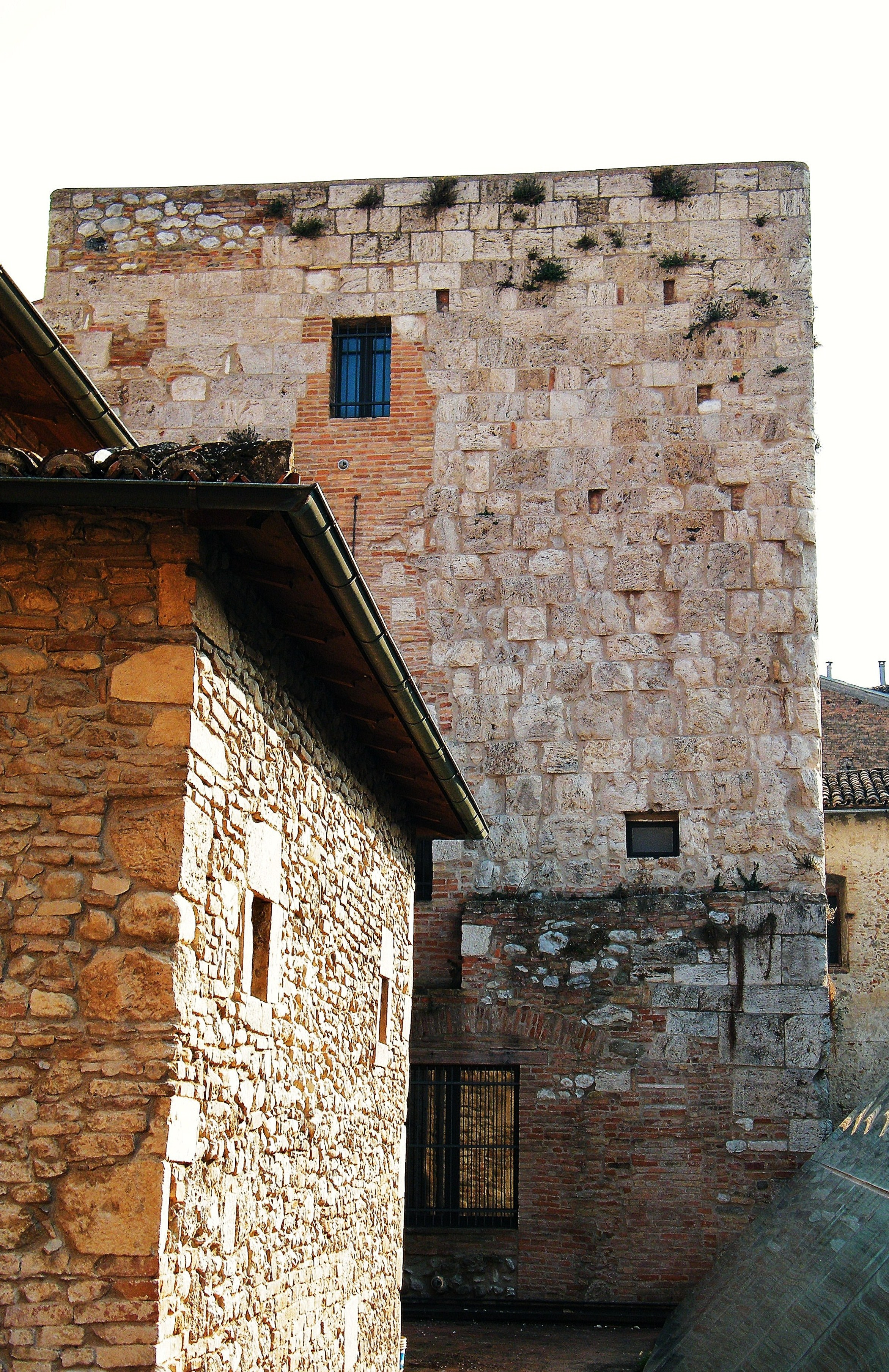
Torre Bruciata, di fianco alla Chiesa di Sant'Anna dei Pompetti.

- Torre Bruciata: fa parte del complesso di Sant'Anna dei Pompetti. Si tratta di un bastione romano del II secolo a.C., poi trasformato in campanile della vecchia cattedrale di Santa Maria Aprutiensis, alta 10 metri, con mura possenti che la circondano. L'appellativo "bruciata" proviene dalle vistose parti ancora in nero che risalgono alla distruzione di Roberto di Loritello.
- Porta Reale o Porta Madonna: si trova allo sbocco a est del Corso De Michetti, ed è una delle storiche porte di accesso al centro storico. Insieme a Porta Melatina si tratta di un arco onorario, e non di fortificazione, edificato nel 1825 in onore di Ferdinando I delle Due Sicilie che visitò la città. L'arco è chiamata dai teramani "Porta Madonna" perché volge verso il santuario di Santa Maria delle Grazie, e fu costruito in maniera molto rozza e semplice, con un grande arco a tutto sesto sorretto da pilastri murari laterali. L'arco infatti, come si presenta oggi, è frutto di un restauro apportato durante il Ventennio, con dei blocchi di travertino, cui furono apposti dei fasci littori, successivamente rimossi.

Davanti all'ingresso del Piazzale Madre Teresa, dove si trova il santuario, si trova una statua ritraente Giuseppe Garibaldi nelle vesti di condottiero.
- Porta delle Recluse: è una porta realizzata agli inizi del '900, durante l'opera di ampliamento dell'ospedale psichiatrico di Teramo. Si tratta di un grande arco a tutto sesto, dove venivano fatte passare le internate di sesso femminile nelle sale di degenza.
- Porta Melatina: anticamente "di Sant'Antonio", è una porta storica delle mura, risalente al XIV secolo, ma pesantemente modificata nel corso di ampliamento dell'ospedale psichiatrico, di cui è coeva Porta delle Recluse. Oggi si affaccia a nord, sulla circonvallazione Ragusa, la porta presenta un semplice arco a tutto sesto, ed è l'ingresso principale al centro storico venendo da Nord, nonché all'ospedale psichiatrico, il cui corpo principale poggia proprio sopra l'arco.

#### Porte urbiche

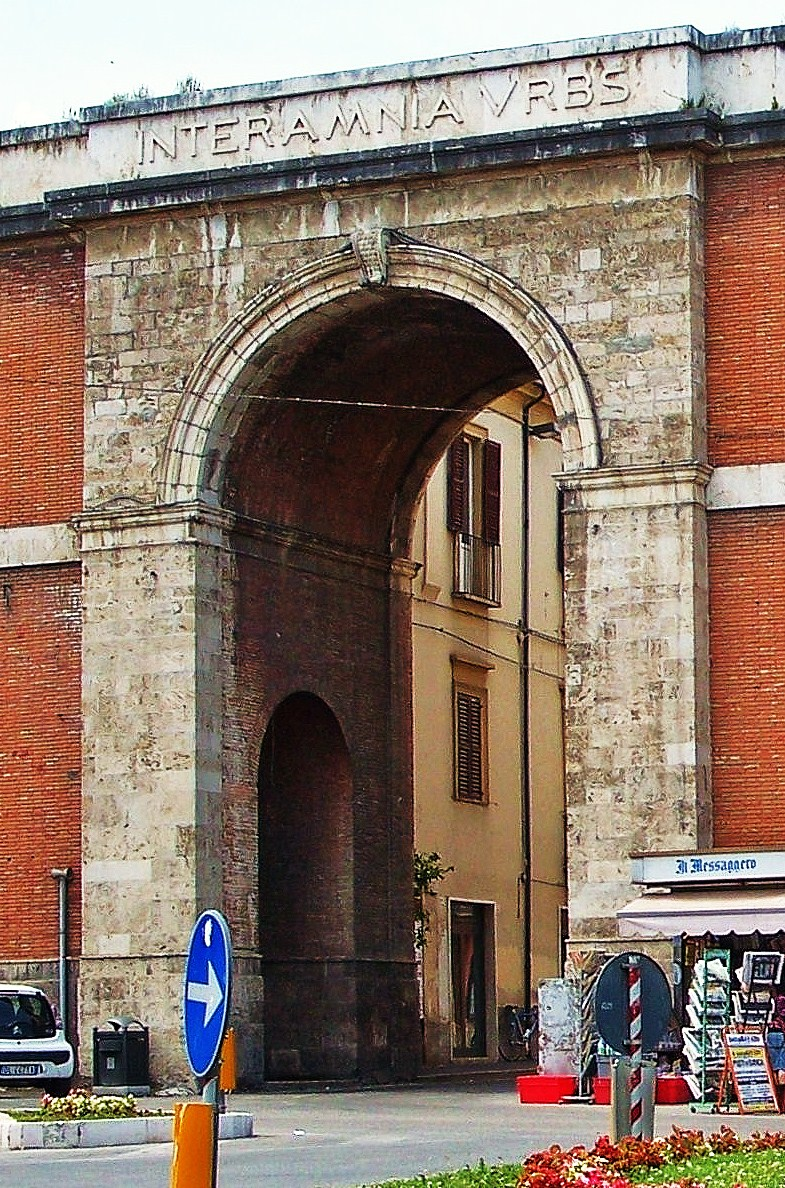
Porta Reale o Porta "Madonna"

Innocenzo IV in uno scritto del 1251 parla delle valvas civitatis di Teramo. Le porte della città erano sette:
- Porta Melatina: antica porta di accesso alla città, risalente al XIV secolo.
- Porta Reale (detta dai teramani Porta Madonna perché situata nei pressi del Santuario della Madonna delle Grazie): arco onorario eretto per accogliere la visita di Ferdinando I di Borbone (primo ventennio dell'Ottocento, è stata ristrutturata nel 1936 in stile razionalista con l'iscrizione di "INTERAMNIA VRBS" sull'architrave, mentre ai lati della porta è possibile ancora leggere "Porta rest AD MCMXXXIX Fascium aetate XVII".
- Porta delle Recluse: il nome deriva dalla presenza dell'attiguo ospedale psichiatrico. È sita a lato della Porta Melatina.
- Porta Carrese (non più esistente): dove un tempo sorgeva quest'antica porta d'ingresso permangono un'esigua porzione dell'antica cinta muraria e un piccolo bastione difensivo.
- Due di Coppe (già Porta San Giorgio, abbattuta all'inizio del XIX secolo[39]): immetteva da Piazza Garibaldi al Corso San Giorgio, è stata rifatta nel 1826 in stile monumentale, con due stipiti sovrastati da due vasi monumentali a coppe, da cui il nome. Nel 1929 è stata di nuovo demolita per sempre, e i vasi trasferiti nella Villa Comunale.
- Porta Romana (non più esistente): già scomparsa dall'Ottocento, immetteva da ovest al Corso di Porta Romana.
- Porta del Querceto (o della Quercia): si trovava allo sbocco della via dello Spirito Santo[39].

#### Torri

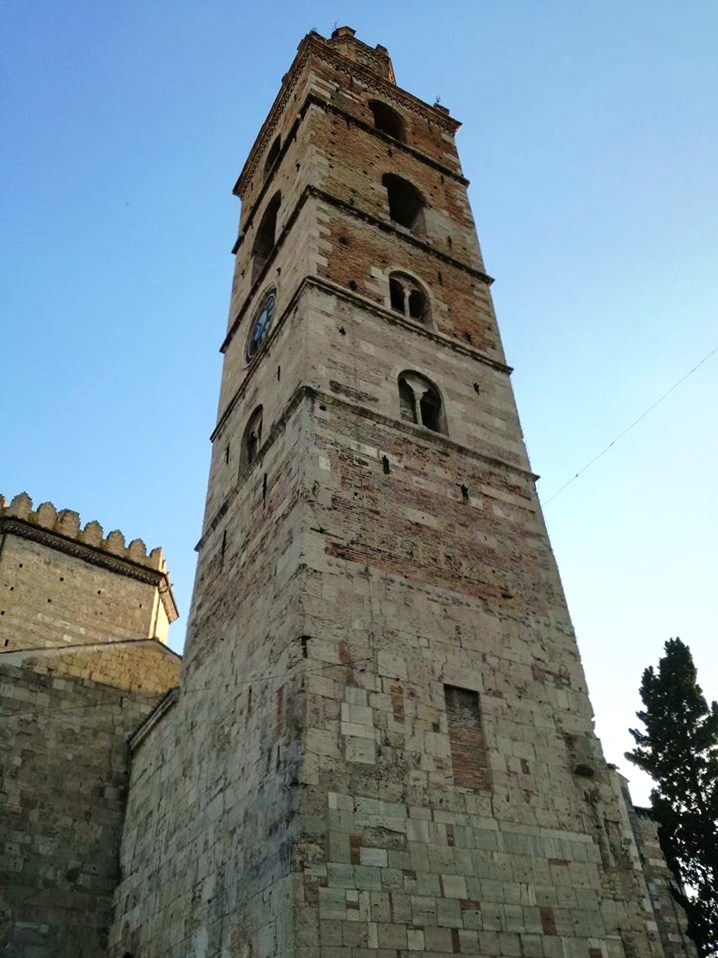
Torre del Duomo di Teramo

- Torre Bruciata[40]: bastione romano di forma quadrata risalente al II secolo a.C. Chiamata "bruciata" poiché ancora oggi presenta le tracce del devastante incendio subito dalla città ad opera dei Normanni, nel 1150. La sua funzione era quella di difendere l'Episcopio.
- Torre del Duomo[41]: struttura annessa alla Cattedrale e simbolo stesso della Città. Sulla sua sommità, fino al 7 ottobre 2011, era posta la vecchia sirena antiaerea comunale. L'ultimo restauro risale ai primi mesi del 2019.
- Torre di Casa Bonolis: resti della torre della medievale Casa Bonolis in Via Irelli.

#### Ponti antichi
- Ponte degli Impiccati[42]: costruito verso la fine del XII secolo, presenta l'arco superstite in travertino di Civitella; aveva la prerogativa di essere sede delle impiccagioni: su di esso veniva posta la forca e venivano eseguite le condanne.
- Ponte degli Stucchi: resti di un ponte medievale del XII secolo, con archi in travertino di Civitella.
- Ponte San Ferdinando: nel 1833 si iniziarono i lavori per la costruzione di questo ponte, progettato dall'ingegnere teramano Carlo Forti, e terminarono nel 1847. È il ponte cittadino più antico tra quelli ancora utilizzati ed è da molti ricordato come il "Ponte Miracolato", poiché scampato all'esplosione di mine tedesche durante la loro ritirata nell'ultima fase della Seconda guerra mondiale. Ha subito un restauro nei primi anni 2000.

### Monumenti

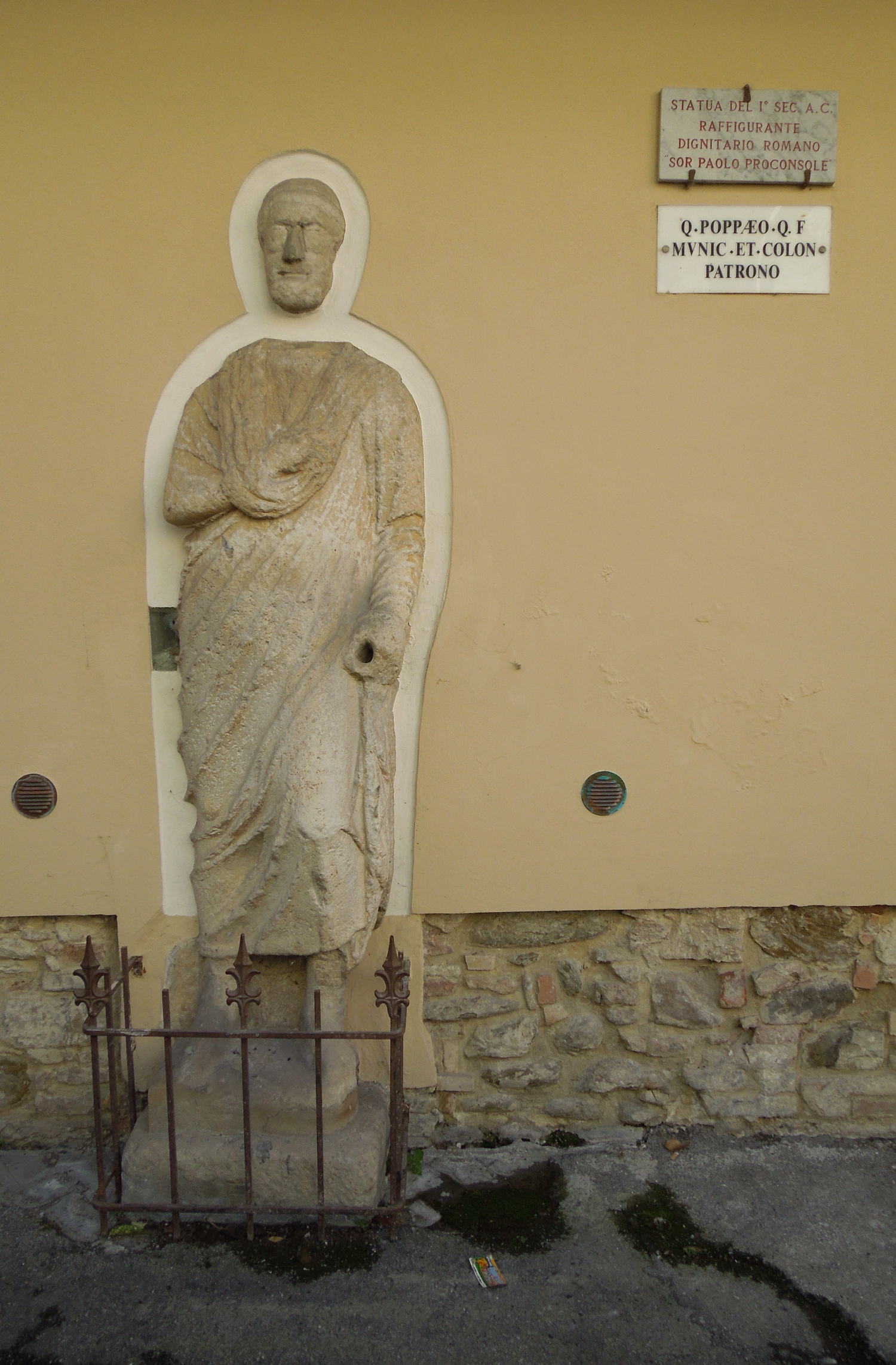
Statua di Sor Paolo

- Statua romana di Sor Paolo Proconsole[43]: antica statua togata di un potente patrizio romano, risalente al I secolo a.C.
- Statua della Maternità, opera dello scultore Venanzo Crocetti, in piazza Orsini.
- Statua di Giuseppe Garibaldi, in piazza Madonna delle Grazie di fronte a Porta Reale.
- Il gruppo di statue dedicate ai "Caduti di tutte le guerre" di Venanzo Crocetti, in viale Mazzini.
- Il gruppo di busti dedicati ai personaggi illustri locali in viale Mazzini.

### Fontane
- Fonte della Noce[44], di epoca medievale. Secondo la tradizione l'acqua di questa fonte, se bevuta, renderebbe innamorati della città e praticamente incapaci di staccarsene.
- Fonte del Latte: antico fontanile posto sul sentiero che dal Vezzola risaliva verso le frazioni più alte del comune teramano, noto perché la sua acqua aumentava la produzione di latte nelle puerpere.
- Fontana dei Due Leoni: realizzata dallo scultore Pasquale Morganti verso la fine del XIX secolo, fu posta a decorazione di un pilastro nel loggiato del palazzo Municipale in piazza Orsini e si compone di un gruppo scultoreo di due leoni tra rocce che rappresentano i due fiumi che racchiudono il centro storico di Teramo, il Tordino e il Vezzola. Tra i due leoni sgorga l'acqua che si raccoglie in un catino ovale, posto sopra altre rocce e rialzato di due gradini. In alto, sopra le rocce, sono collocati lo stemma della città e una lapide con la seguente iscrizione:[45]

- Fontana di Piazza Garibaldi (non più esistente): anche detta fontana dei fasci, venne costruita nel 1936 per essere poi smantellata in parte nel 1947.[46] La fontana continuò a rimanere "spogliata" fino ai primi anni duemila, quando fu demolita.
- Sfera di Mastrodascio: fontana costruita da Silvio Mastrodascio nel 2004, originariamente collocata a piazza Garibaldi in sostituzione della vecchia fontana fino al 2008, quando fu rimossa per realizzare l’Ipogeo. Tuttavia nel 2011 la fontana viene collocata nella rotonda di Porta Romana.
- Fontana di “Picette”: in origine chiamata la fonte “a lo Trocco”. Offriva acqua potabile derivandola da una grossa sorgiva di Villa Mosca che compiva un lungo percorso e arrivava fino alla fontana attualmente situata a viale Crispi.
- Fontana delle Piccine (non più esistente): opera di fine ottocento dello scultore e pittore teramano Luigi Cavacchioli (1856-1936), gli viene commissionata da una signora americana desiderosa di far immortalare nella pietra il suo giunonico seno. La fontana viene collocata in via Carducci (già Vico De' Ponti e Vico Del Burro), sotto un arco del giardino Delfico; durante il periodo della guerra è chiusa da una cortina di mattoni, abbattuta successivamente dal popolo desideroso di riportare alla luce la fontana. Infine viene definitivamente demolita con la distruzione del giardino alla fine degli anni Cinquanta.
- Fontana delle "Grasselle" (non più esistente): fontana circolare costruita in Piazza Vittorio Emanuele (oggi Piazza Martiri della Libertà) poco dopo l’apertura del nuovo acquedotto (1898), ribattezzata sprezzantemente fontana “delle grasselle” (cioè delle ranocchie) dal cronista del “Centrale” Luigi Medori, che condusse la battaglia d’opinione pubblica che portò al suo smantellamento nel 1903.

### Siti archeologici

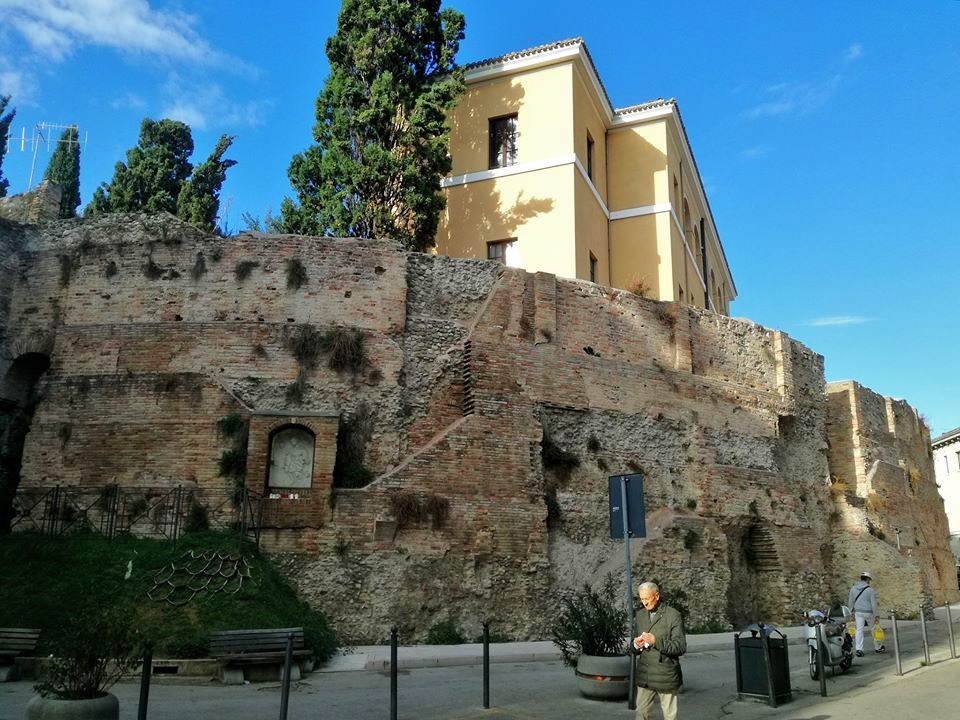
Resti dell' Anfiteatro romano di Teramo

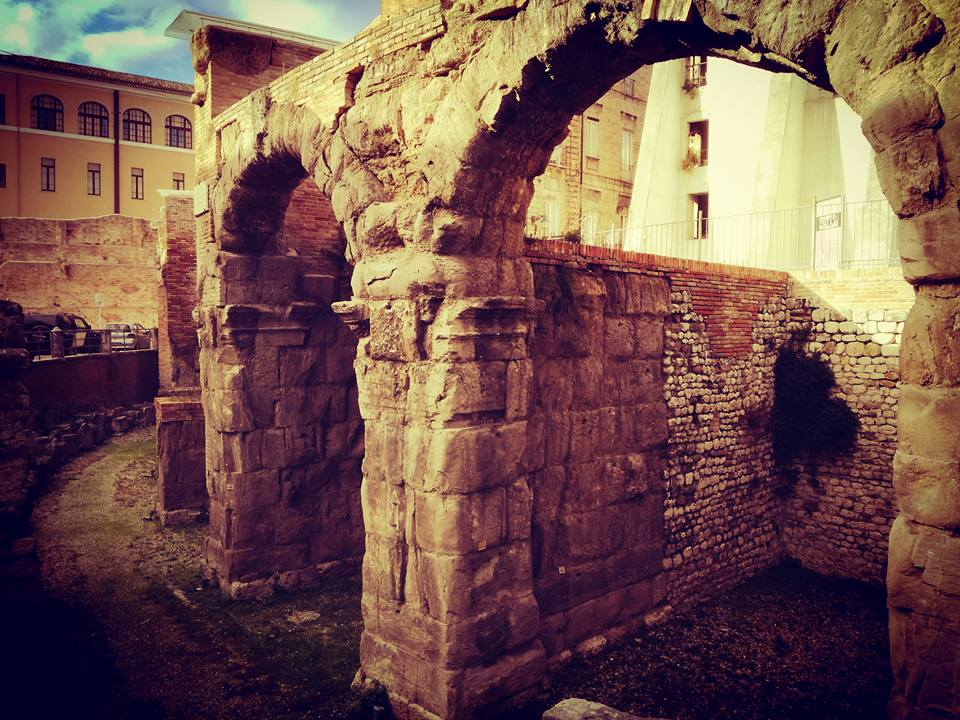
Teatro romano di Teramo

- Teatro romano[47]: nel centro storico di Teramo sono presenti i resti del teatro romano; gli studiosi datano la sua costruzione nel II secolo d.C. ed è considerato quello meglio conservato tra tutti i teatri del piceno. Dista pochi metri dall'Anfiteatro romano, caso quasi unico al mondo. Per anni cittadini ed associazioni si sono battuti per ottenere il recupero del sito archeologico, che ancora stenta ad iniziare.
- Anfiteatro romano: resti dell'anfiteatro romano, databile al I secolo d.C.
- Necropoli di Ponte Messato: nel quartiere Cona vi è il Parco archeologico di Ponte Messato dove sono visibili una strada romana e tombe. Di origine pre-romana e ampliata nel periodo romano, si sviluppa ai lati dell'antica strada lastricata, contornata di monumenti, da qualcuno chiamata anche via sacra d'Interamnia (con le dovute proporzioni una sorta di via Appia teramana per le analogie con la via Appia Antica nei pressi di Roma).
- Domus e Mosaico del Leone: tra gli emblemi della storia archeologica teramana è da annoverare il mosaico, rinvenuto nel 1891 durante i lavori di costruzione di palazzo Savini in Corso Cerulli. Destinato ad arricchire il pavimento di una domus patrizia (Domus del Leone), il Mosaico del Leone è databile intorno al I secolo a.C., così come quelli, simili nella fattura, rinvenuti a Pompei e nella Villa di Adriano a Tivoli. È stato universalmente riconosciuto come uno degli esempi più alti dell'arte del mosaico.
- Sito archeologico di torre Bruciata: in piazza Sant'Anna, al fianco della chiesa omonima, si trovano i resti di una sontuosa villa romana databile al I secolo a.C.
- Sito archeologico di largo Madonna delle Grazie: resti di abitazioni romane di età augustea e di un impianto industriale.
- Domus di Vico delle Ninfe: resti di un'antica pavimentazione a mosaico, risalente ai primi secoli d.C.

### Aree naturali

#### Parchi fluviali del Tordino del Vezzola
Nell'alveo di ciascuno dei due fiumi che cingono il centro storico della città, è stato creato un parco fluviale con percorsi ciclopedonali: quello del parco del Tordino è lungo circa quattro chilometri, mentre quello del parco del Vezzola è di circa due chilometri. I due parchi sono collegati tra loro da un ponte di legno a doppio arco, e a monte il percorso attraversa il bosco nel quartiere del Castello, superando un dislivello di diverse decine di metri. 

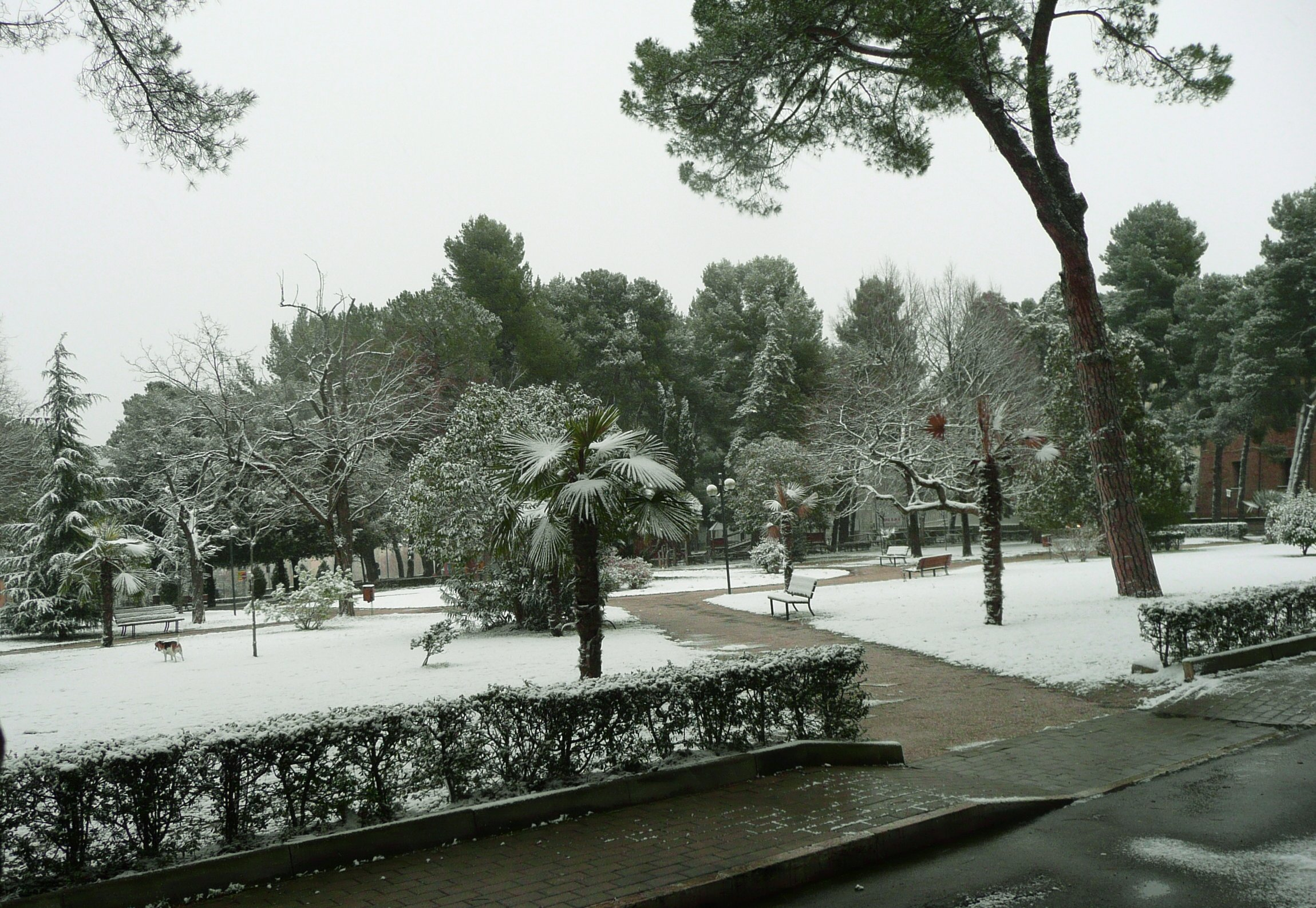
Parco Ivan Graziani

#### Parchi verdi
L'area verde intitolata al cantautore teramano Ivan Graziani è sita fuori da Porta Reale; nel parco sono presenti i resti archeologici di una Domus romana e un monumento alla resistenza dell'artista Augusto Murer. Un'altra area verde molto frequentata si trova lungo Viale Mazzini ed è denominata "i Tigli" dai teramani. Lungo "i Tigli" si possono osservare dei busti di illustri personaggi che hanno fatto la storia della Città.
Fuori dalle antiche mura vi è il parco della Villa comunale, progettato tra il 1882 e il 1884 da Ernesto Narcisi. La Villa è ciò che resta del Giardino Botanico di Teramo che si estendeva nella zona di Piazza Garibaldi.

### Monumenti scomparsi

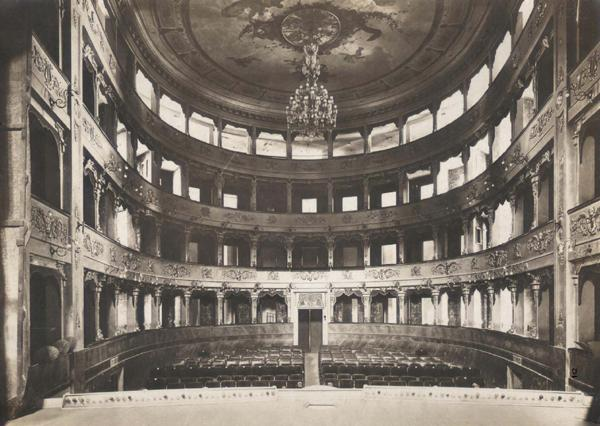
Il loggione del Teatro Comunale di Teramo abbattuto negli anni '60.

Nel 1969, con l'intento di isolare l'architettura del duomo di Teramo, fu demolito l'Arco di Monsignore, un collegamento pedonale presente da secoli tra il duomo stesso e il palazzo vescovile.
Nel 1941 venne demolita la chiesa barocca di San Matteo in corso San Giorgio, mentre nel 1959, nella stessa zona, venne demolito il teatro comunale del 1868, progettato da Nicola Mezucelli. Un ulteriore abbattimento nel centro storico, che subì numerosi interventi di questo tipo in quegli anni, fu quello della palazzina del Credito abruzzese a metà anni '50, edificio in stile neogotico che fu progettato da Alfonso De Albentiis nel 1925. Sempre negli anni '60, sotto l'Amministrazione Gambacorta, il centro storico ha subito innumerevoli danni e demolizioni di edifici storici, specialmente nel quartiere medievale di Santa Maria a Bitetto, oggi completamente irriconoscibile.

## Società

### Evoluzione demografica
Abitanti censiti

### Etnie e minoranze straniere
Al 31 dicembre 2023 gli stranieri residenti nel comune erano 3616, ovvero il 6,87% della popolazione. Di seguito sono riportati i gruppi più consistenti:
- Romania 674
- Marocco 409
- Albania 320
- Cina 231
- Ucraina 207
- Senegal 151
- Macedonia del Nord 125
- Nigeria 122
- Polonia 104
- India 90

### Tradizioni e folclore
- Sacra festa dei Trionfi[52]: si tratta di una rievocazione storica medievale, svolgentesi alla fine di luglio. Consiste nel riunire in piazza Martiri della Libertà, presso la Cattedrale, i quartieri storici di Teramo, tra i quali San Leonardo e Santa Maria a Bitetto, per la tenzone dei rioni (giochi medievali con gare), con sbandieratori, sfilate di processione e canti.
- Settimana Santa di Teramo: il rito cristiano è molto antico, risalirebbe al XIII secolo. Durante la preparazione dei sacri riti, vengono addobbate le principali parrocchie del centro (il Duomo, la chiesa delle Grazie, la chiesa di Sant'Antonio, la chiesa del Carmine, la chiesa di Sant'Agostino, la chiesa di San Domenico e quella di Santo Spirito). Il Venerdì Santo prevede una processione della statua della Vergine "Desolata" sin dal primo mattino per le vie della città, di chiesa in chiesa, partendo da quella di Sant'Agostino (dopo il terremoto del 2009 è stata scelta la chiesa di Sant'Antonio) alla ricerca simbolica della statua del figlio Cristo. Al ritrovo del figlio nella chiesa di Santo Spirito, la processione si ripete, sino alla messa finale nel Duomo. La domenica di Pasqua, ogni chiesa celebra una messa speciale, portando in trionfo la statua del Cristo risorto. La messa speciale presieduta dal vescovo si tiene nel Duomo.

## Cultura

### Istruzione

#### Biblioteche

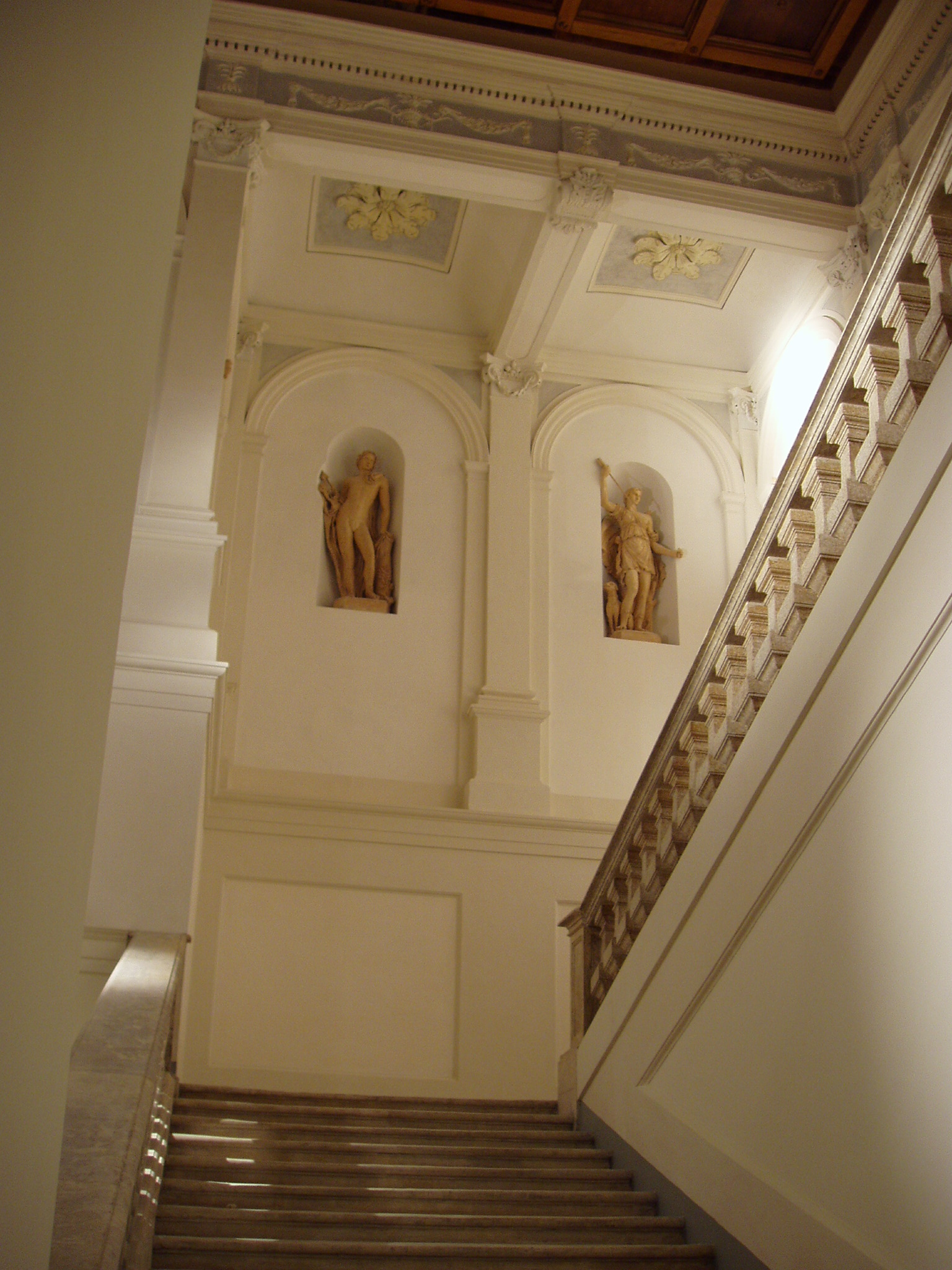
Scalinata della Biblioteca Melchiorre Delfico

- Biblioteca regionale Melchiorre Delfico - è la principale biblioteca di Teramo
- Biblioteca dell'Osservatorio astronomico d'Abruzzo
- Biblioteca dell'Istituto zooprofilattico sperimentale dell'Abruzzo e del Molise
- Biblioteca del Convento della Madonna delle Grazie - Teramo
- Biblioteche dell'Università degli Studi di Teramo[53]
- Biblioteca dell'Ospedale Psichiatrico - oggi conservata presso il Dipartimento di salute mentale in via Nicola Palma

### Ricerca

#### Osservatorio astronomico d'Abruzzo
Sulle colline prospicienti, a 4 km da Teramo, sorge l'Osservatorio astronomico d'Abruzzo. Fu fondato nel 1890 dall'astronomo teramano Vincenzo Cerulli che poi lo donò allo Stato nel 1917. Dal suo telescopio, il 2 ottobre 1910, Cerulli scoprì un asteroide a cui diede il nome Interamnia (l'antico nome latino di Teramo).

#### Istituto zooprofilattico sperimentale dell'Abruzzo e del Molise
L'Istituto zooprofilattico sperimentale dell'Abruzzo e del Molise (IZSAM), intitolato allo storico direttore Giuseppe Caporale, è uno dei dieci Istituti Zooprofilattici Sperimentali italiani e ha competenza sulle Regioni Abruzzo e Molise.
La sede centrale è sempre stata a Teramo sin dalla sua fondazione datata 2 settembre 1941.

#### Società psicoanalitica italiana

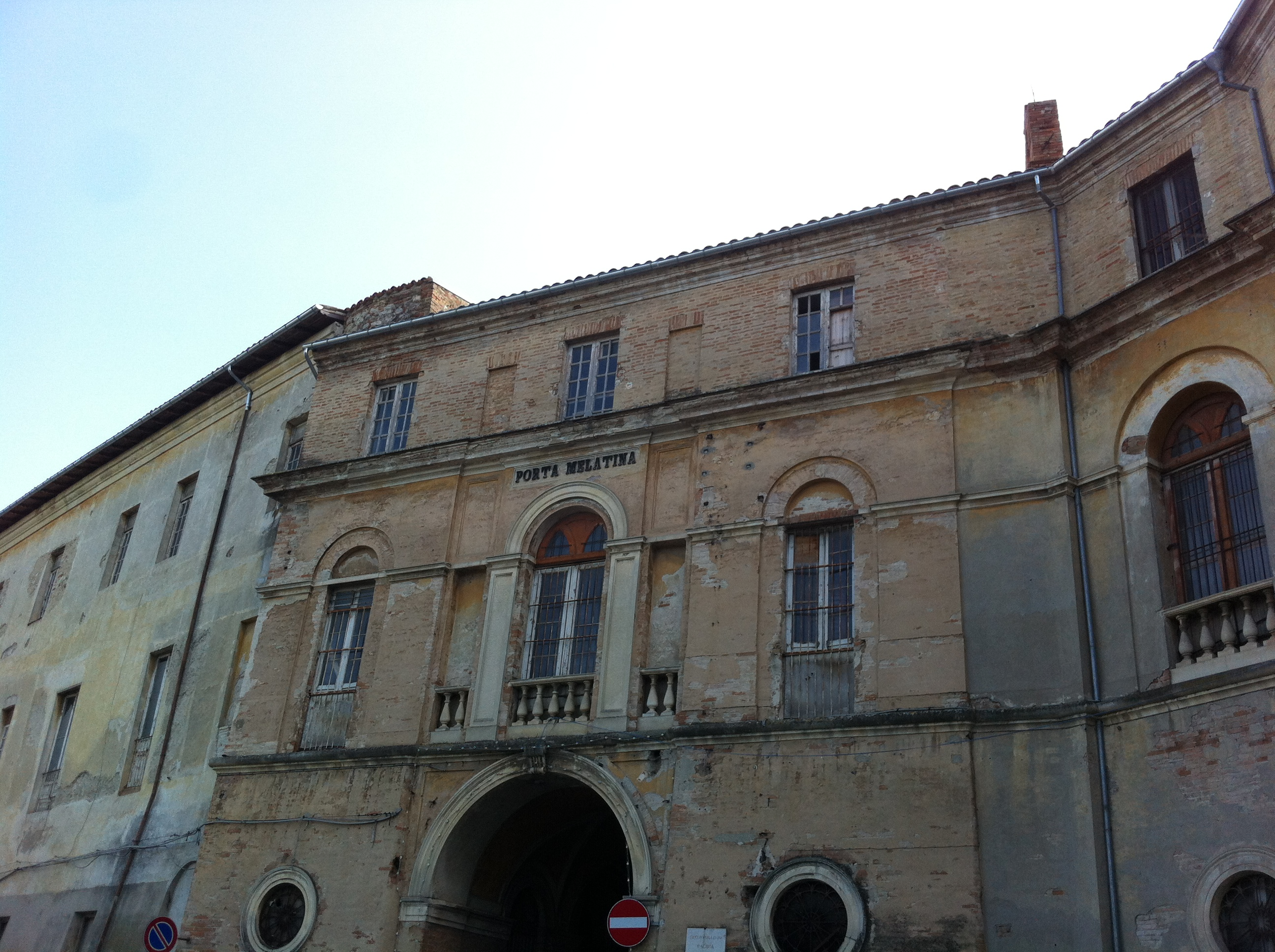
Ex Ospedale psichiatrico di Teramo

A Teramo, all'interno dei locali dell'ospedale psichiatrico, venne fondata nel 1925 la Società psicoanalitica italiana, ad opera di Marco Levi Bianchini, docente presso l'Università degli Studi di Napoli Federico II e direttore dell'ospedale psichiatrico di Teramo. Tuttora, su una parete esterna all'ospedale, su via Aurelio Saliceti, una lapide ricorda la straordinaria figura di Marco Levi Bianchini e la nascita della Società psicoanalitica italiana, che ancora oggi svolge la propria attività e ha visto trasferire, nel 1932, la sua sede ufficiale da Teramo a Roma.

#### Scuola Montessoriana
Nel 1909, presso le scuole elementari della città, all'epoca situate in prossimità del duomo, in un edificio prossimo al Palazzo del Seminario (demolito negli anni trenta nell'ambito degli interventi di isolamento della cattedrale e per consentire altresì l’apertura dell'attuale via di San Berardo), fu attivata la Scuola Montessoriana, collocando Teramo fra le prime città italiane ad ospitare istituti di educazione primaria che applicavano il metodo pedagogico di Maria Montessori. A decorrere dal 1915, in concomitanza con l'avvio del primo conflitto mondiale, la scuola montessoriana venne dapprima sospesa e successivamente soppressa.

### Istruzione primaria e secondaria
A Teramo sono presenti numerose scuole primarie e secondarie, pubbliche e private. Nelle vicinanze del centro cittadino, gli studenti possono frequentare diversi indirizzi di studio, quali il Liceo classico, scientifico, linguistico, delle scienze umane, artistico, musicale; gli istituti tecnici e professionali. Sono attive anche numerose scuole di formazione artistica, dedicate alla danza, alla musica e al teatro, e un istituto di formazione religiosa.

### Istruzione superiore

#### Università degli Studi di Teramo

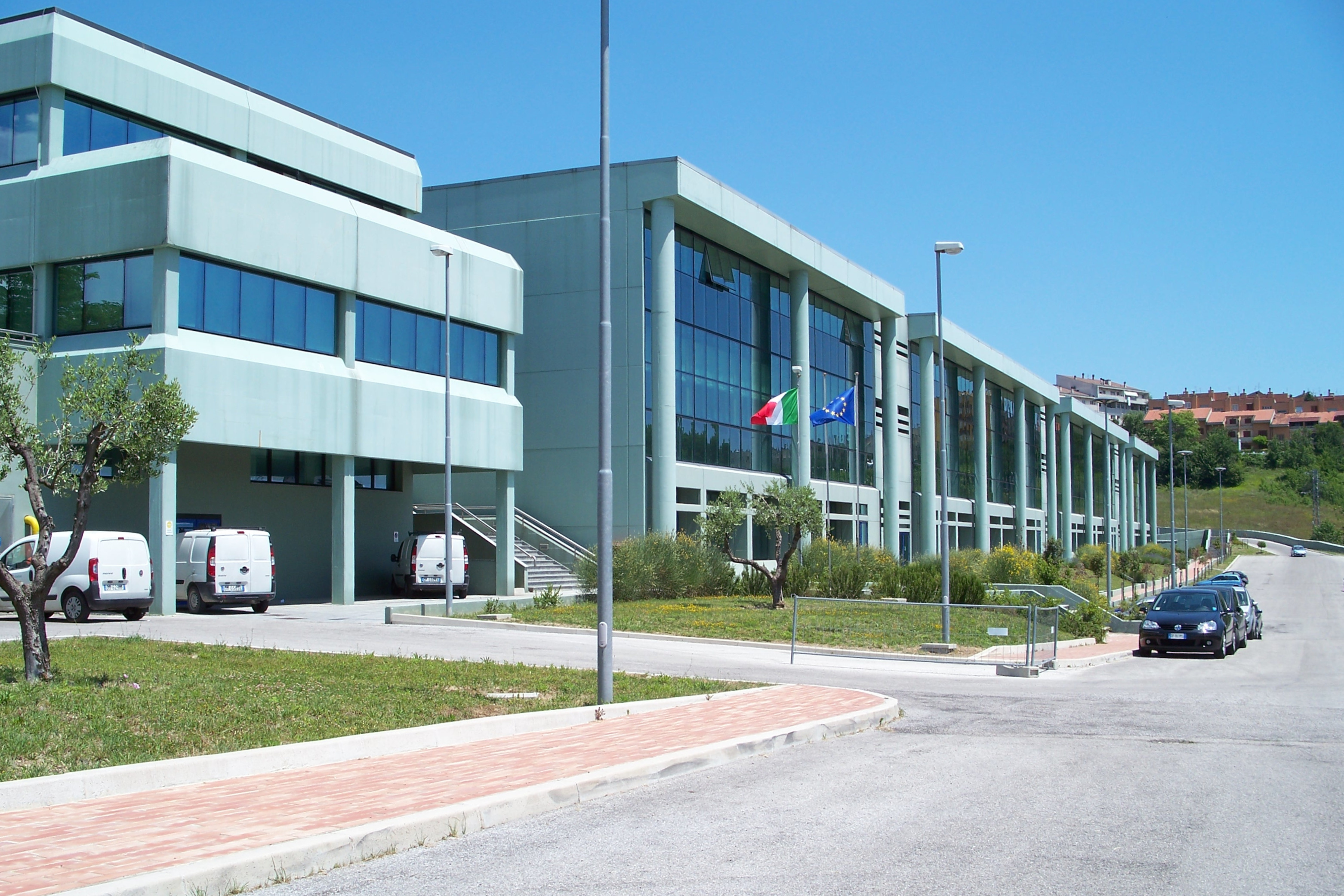
Campus "A. Saliceti" e Rettorato, in località Colleparco.

L'Università degli Studi di Teramo è nata nel 1993 per scorporo dall'Università "G. D'Annunzio" di Chieti; al 2024, conta 5 Dipartimenti (Giurisprudenza, Bioscienze e Tecnologie agro-alimentari e ambientali, Medicina Veterinaria, Scienze della Comunicazione e Scienze Politiche), 24 corsi di laurea, 19 Master e 7 Scuole di specializzazione. Due i centri di eccellenza: quello giuridico-politico-comunicativo e quello agro-bio-veterinario. L'Ateneo conta due strutture: il Campus "Aurelio Saliceti" nel quartiere di Colleparco, dove hanno sede 4 Dipartimenti, il Rettorato, la mensa universitaria, laboratori scientifici, lo studio televisivo e radiofonico a disposizione degli studenti; l'Ospedale Didattico Veterinario Universitario in località Piano D'Accio dove ha sede il Dipartimento di Medicina Veterinaria.
Conservatorio Statale di Musica "G. Braga"
Il Conservatorio "G. Braga", divenuto tale dal 2015, affonda le sue origini nella società musicale "La Cetra", nata nel 1895, rendendolo il più antico istituto di alta formazione musicale nella regione Abruzzo. La sede attuale si trova in Corso San Giorgio.

### Musei
I principali musei di Teramo sono:
- Museo archeologico Francesco Savini, di fianco alla Biblioteca Delfico.
- Museo civico di Teramo.
- Museo di fisica e astrofisica 'Galileium', realizzato a cura dell'INFN e del comune di Teramo a cui collabora anche l'Osservatorio astronomico d'Abruzzo.[56]
- Pinacoteca Civica, nei pressi della Villa Comunale, in Viale Bovio.
- L'Arca - Laboratorio per le Arti Contemporanee, in Largo San Matteo.
- Palazzo Melatino, sede della Fondazione Tercas, dove vengono conservate numerose opere d'arte.
- Museo del gatto[57]
- Museo di Astronomia dell'Osservatorio di Collurania[58]
- Museo Paleontologico e Centro Erpetologico[59]
- Museo ex Ospedale Psichiatrico, in progettazione[60][61]
- Castello della Monica[62][63].
- Contemporary Sculpture Garden UNITE Museum.[64]

### Letteratura

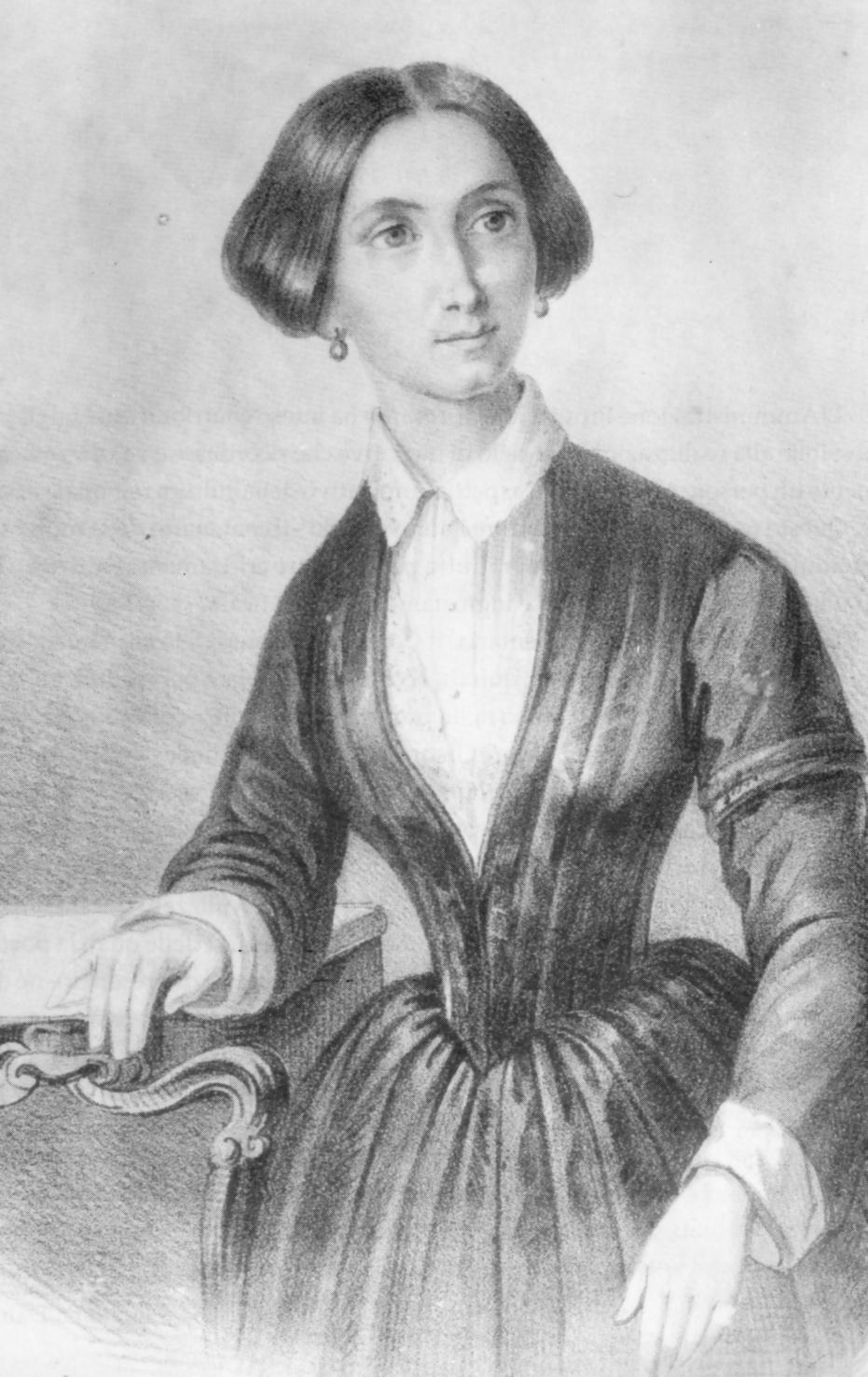
Giannina Milli, scrittrice teramana

Teramo ha conosciuto la letteratura con lo storico Muzio de' Muzii, vissuto nel XVI secolo, il quale scrisse una Storia di Teramo in Dialoghi sette, pubblicata però solo nel 1893 da Giacinto Pannella. Si tratta della prima monografia riguardo alle vicende storiche della città, scritta in forma dialogica, e con alcuni errori storici, poiché Muzio si concentra più sul riportare aneddoti e particolarità avvenute nelle vicende storiche della città, piuttosto che basarsi su fonti autorevoli. L'opera comunque rimane un punto di riferimento nel raccontare certe particolarità che all'epoca della seconda monografia storica di Niccola Palma (1832) erano andate già perse. Il Palma scrisse in quattro volumi la Storia ecclesiastica e civile della Regione più settentrionale del Regno di Napoli nominata Aprutium, e riguarda sin dalle origini fino alla rivoluzione francese del 1799 con Melchiorre Delfico dei fatti non solo di Teramo, ma anche della provincia circostante, in particolare parlando di Campli, Civitella del Tronto e Giulianova.
Quanto a letteratura non storica, si ricordano le figure di Giannina Milli, Raffaele Aurini, Melchiorre Delfico, Mario Pomilio, Fedele Romani.

### Cinema
- L'uomo fiammifero (2005)
- Colpo d'occhio di Sergio Rubini (2008)

### Teatro
Fino agli anni sessanta, la fonte di cultura principale in ambito teatrale, nella città, era il teatro comunale di stile vittoriano, lungo il corso San Giorgio (inaugurato nel 1868 - il primo teatro di Teramo era il Corradi, inaugurato nel 1793 presso Casa Catenacci in via V. Veneto). Dopo la caduta in degrado e abbattimento durante la giunta comunale di Carino Gambacorta, venne ricostruito un nuovo teatro moderno. Il nuovo Teatro comunale era stato dapprima adibito anche a cinema, fino al 2010, quando le principali realtà teatrali cittadine e provinciali hanno portato numerosi spettacoli di vario genere. Dal 2024 l'edificio subirà importanti lavori di riqualificazione con fondi PNNR che andranno a rivisitare profondamente l'intera struttura teatrale.

### Cucina
La gastronomia teramana è piuttosto ricca e varia e trae origine da antiche tradizioni contadine.

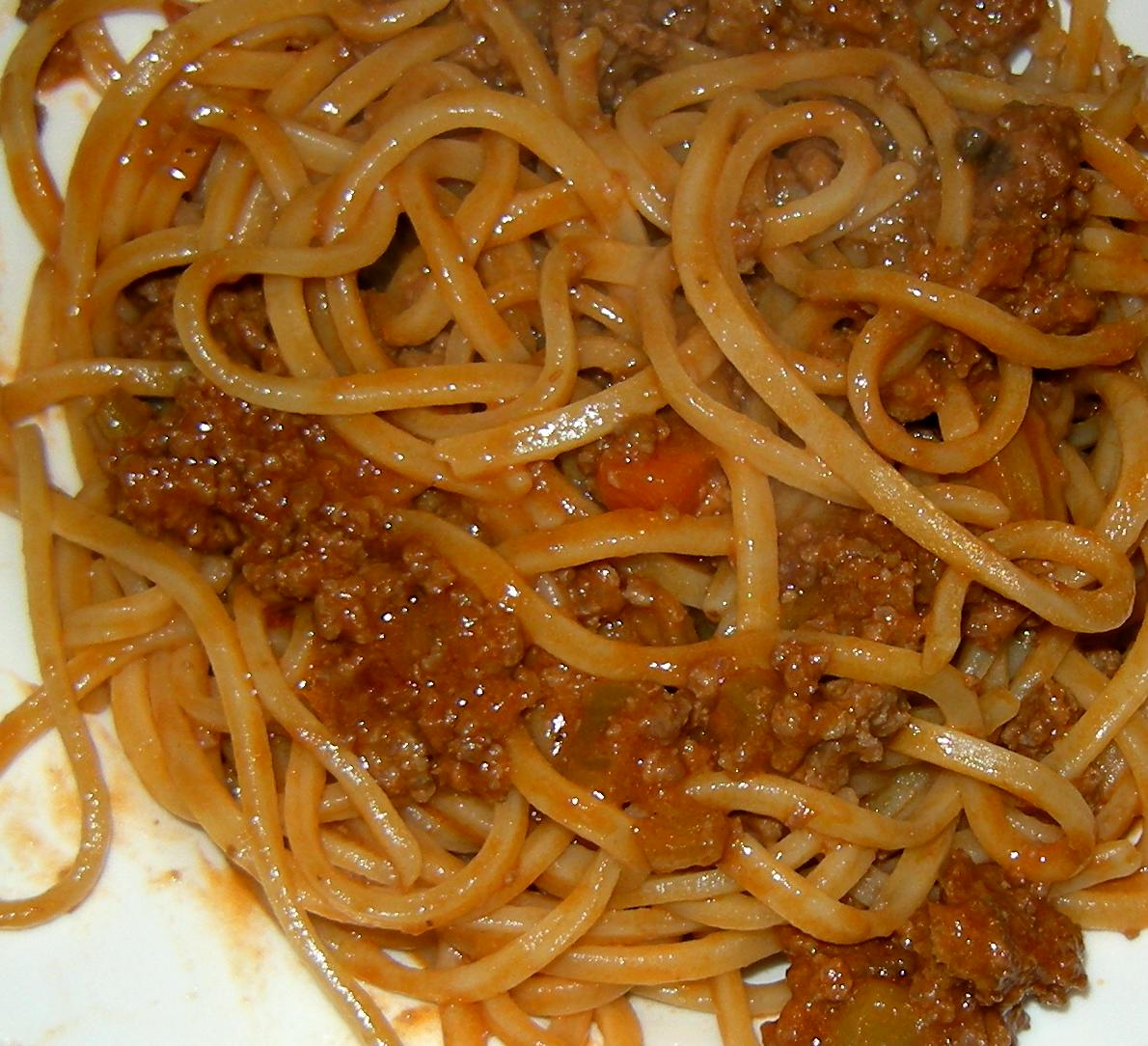
Spaghetti alla chitarra teramani

Un rituale propiziatorio si celebra all'arrivo della primavera, ogni primo maggio, con la preparazione delle virtù, un piatto le cui origini si perdono nella notte dei tempi quando, alla fine dell'inverno, le contadine univano alle primizie portate dalla buona stagione ciò che era rimasto nelle dispense delle scorte invernali.
La preparazione, che secondo la tradizione dura tre giorni e tre notti, è alquanto laboriosa perché i numerosi ingredienti (fave e piselli freschi, lenticchie, ceci, fagioli, indivia, carciofi, spinaci, cicoria, bietole, cime di rape, cuori di sedano, zucchine, aglio, cipolla, erbe aromatiche, prosciutto, cotenna, orecchio e piedini di maiale, cotiche, pallottine) vanno cotti separatamente, e solo alla fine si possono amalgamare con la pasta, di vari tipi e colori, che dovrebbe essere fresca anche se sono molto comuni le paste secche e i tortellini.
Un altro piatto principe della cucina teramana sono i Maccheroni alla chitarra o Chitarra con le pallottine, nonostante il nome si tratta di una sorta di spaghetti a sezione quadrata che si ottengono pressando la sfoglia di pasta sulla chitarra: un attrezzo tradizionale abruzzese costituito da fili d'acciaio tesi, accostati parallelamente, su un'intelaiatura di legno. Una caratteristica di questo piatto è nel sugo ricco di carne sotto forma di pallottine: piccolissime polpettine di carne mista preparate a mano e fatte soffriggere.
Un altro elemento tipico della cucina locale sono le scrippelle: sottilissime frittatine preparate versando su una padella caldissima una pastella di farina, acqua e uova; tanto simili alle crêpes francesi che, secondo alcuni, da Teramo furono portate oltralpe al seguito dei loro eserciti. Le "scrippelle" sono alla base di due dei piatti fondamentali della cucina teramana, ovvero le scrippelle mbusse, cioè bagnate, immerse in un leggero brodo di gallina dopo essere state cosparse di parmigiano e arrotolate, e il timballo di scrippelle, dove sostituiscono la pasta sfoglia nel separare gli strati di ingredienti.
Un primo piatto caratteristico del teramano è la zuppa di ceci, funghi e castagne.

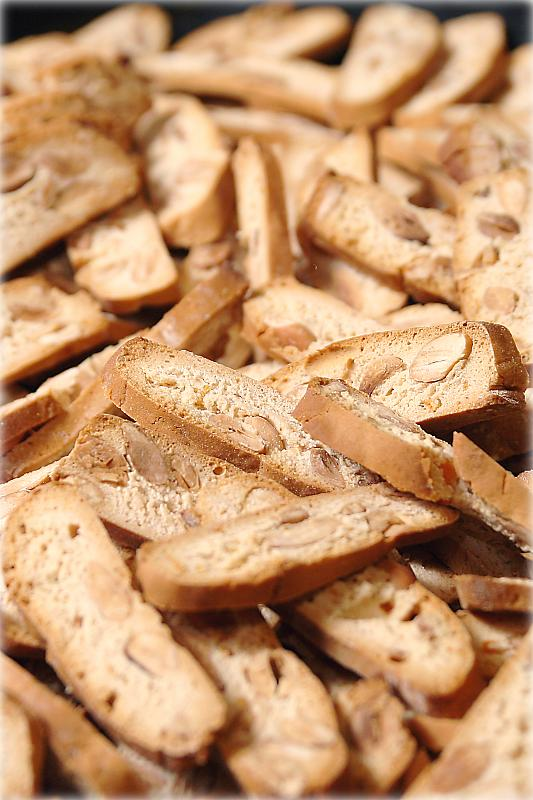
Dolci Pepatelli

Le saporite mazzarelle vengono preparate con una foglia di indivia legata con un budellino che avvolge pezzetti di coratella d'agnello (fegato, cuore e polmoni), con cipolla, aglio e prezzemolo, possono essere semplici o con il pomodoro.
Non mancano i tipici arrosticini, in dialetto rustell, presenti soprattutto nei territori teramano e pescarese.
Altre pietanze sono le ‘ndocca ‘ndocca, il classico piatto povero dei contadini nel quale si utilizzano tutte le parti del maiale (orecchie, muso, cotenna, piedi, costate) che non possono diventare prosciutti o salumi, e la Pinsa teramana, una pizza leggera e croccante di forma rettangolare creata con farine speciali.
Tra i dolci, si ricordano i caggionetti, tipico dolce abruzzese a forma di raviolo; una sfoglia leggerissima contiene un ripieno che, nei caggiunitt‘ teramani è a base di castagne, insieme ai classici cioccolato, mandorle tostate, cedro candito, buccia di limone, rum e cannella e Li papatill o Pepatelli, (anche questi tipici del periodo natalizio come i caggionetti) sono preparati con farina mista bianca e integrale, mandorle miele e pepe in polvere con l'aggiunta di scorza d'arancia. li papatill risultano durissimi per cui vengono tagliati in fette sottili che hanno una forma che ricorda i cantucci toscani. Ancora li sfujatell, le sfogliatelle, che si differenziano da tutte le altre perché anticamente venivano preparate dalle pazienti massaie, con la marmellata d'uva fatta in casa; al giorno d'oggi si utilizzano anche altre marmellate. Si aggiungono mandorle e cacao in polvere e questo ripieno va poi messo dentro una sfoglia che una volta cotta avrà la tipica forma di mezza luna sfogliata.
Sulle colline teramane si coltivano i tipici vitigni abruzzesi: il Montepulciano a bacca nera e il Trebbiano a bacca bianca.

### Eventi

#### Maratonina Pretuziana
L'evento si svolge ogni 1º maggio all'interno del centro storico con gare competitive e non (tra cui le gare da 5 e 10 km), che si svolgono per tutto l'arco della giornata.

#### Cineramnia
Cineramnia è un festival cinematografico che si svolge in una settimana di giugno.
La formula che contraddistingue questo festival è la seguente: cinque registi girano cinque film in cinque giorni, ovvero cinque scuole di cinema italiane ed europee vengono invitate a girare e montare un cortometraggio in cinque giorni. Durante il sesto giorno, i corti vengono proiettati in piazza dando al pubblico la possibilità di votare il migliore.
Protagonisti dei corti sono i cittadini che tre mesi prima hanno sostenuto un provino. Il nome Cineramnia è stato ideato dal regista Stefano Saverioni.
Nella settimana delle riprese, mentre i corti vengono realizzati, si svolgono lezioni e laboratori sul cinema e i suoi aspetti tecnici, linguistici, narrativi, spettacolari, con il corredo indispensabile di numerose proiezioni.

#### Coppa Interamnia - Interamnia World Cup
La Coppa Interamnia è la più grande manifestazione sportiva di Pallamano a livello mondiale: è infatti considerata l'olimpiade della pallamano, a cui partecipano ogni anno migliaia di persone. Le squadre partecipanti si sfidano sui campi allestiti per l'occasione in diversi punti della città. Il campo principale, dove avviene la serata di apertura e le premiazioni finali, è quello di Piazza Martiri della Libertà, munito di spalti, reti e luci.
Dal 1972 si svolge annualmente a Teramo nei primi giorni di luglio e vi partecipano squadre giovanili provenienti da tutti i continenti.
(Unicef - 1989)

#### Premio Ars nova Città di Teramo
Ogni anno (dal 2001), dal 18 al 22 novembre (festa di Santa Cecilia, patrona della musica) si tiene il Concorso Internazionale di Esecuzione Musicale Ars nova Città di Teramo riservato a musicisti di ogni nazionalità. Il concorso è dedicato a tutti gli strumenti, divisi in classi anno per anno. Importante appendice del concorso è l'assegnazione del premio "alla carriera" ad un musicista teramano illustre. Lo hanno ricevuto Anna Guerrieri(2002), Ennio Vetuschi (2003), Leonia Vetuschi (2004), Anna Gorgoglione (2005), Giovanna Labellarte (2006), Rina Lupi (2007), l'Associazione corale teramana "G. Verdi" (2008), Marco Renzi (2009). Al premio "alla carriera" corrisponde una targa o una medaglia in argento donata dal Presidente della Repubblica Italiana.

#### Premio "Gianni Di Venanzo"
Ogni mese di ottobre una settimana è dedicata al Premio Internazionale per la Fotografia Cinematografica "Gianni Di Venanzo". La prima edizione risale al 1996.

#### "Premio Teramo" per un racconto inedito
Dal 1959 è sede del "Premio Teramo" per un racconto inedito. Il premio è stato fondato per iniziativa di Giammario Sgattoni che ne è stato il segretario per oltre vent'anni prima di entrare a far parte della giuria; Presidenti della giuria sono stati (in ordine cronologico): Michele Mandragora, Diego Valeri, Carlo Bo, Michele Prisco, Alberto Bevilacqua.

#### Rassegna Internazionale di Musica Danza e Canto Popolare
Organizzata dall'associazione culturale ARCAT, la manifestazione che si svolge a piazza Martiri della Libertà è un appuntamento fisso di fine luglio dell'estate teramana. Tema delle serate è la musica popolare italiana e internazionale suonata da gruppi provenienti dalle diverse regioni italiane e da paesi esteri.

#### "Serate Liliana Merlo" - Stagione Internazionale di Danza
Il 10 dicembre 2010 ha avuto inizio la prima edizione di una Stagione Internazionale di Danza, promossa dalla Società della Musica e del Teatro "Primo Riccitelli".

#### Interferenze
Interferenze è un festival di danza urbana, ideato e diretto da Eleonora Coccagna, promosso dall'Associazione Electa creative arts di Teramo, nato nel 2006, si sviluppa in giornate di performance di danza in luoghi urbani della Città. Dal 2008 Interferenze entra nel Circuito mondiale Ciudades Que Danzan, una rete di Festival di danza nei paesaggi urbani che conta decine di festival in tutto il mondo.

## Geografia antropica

### Urbanistica

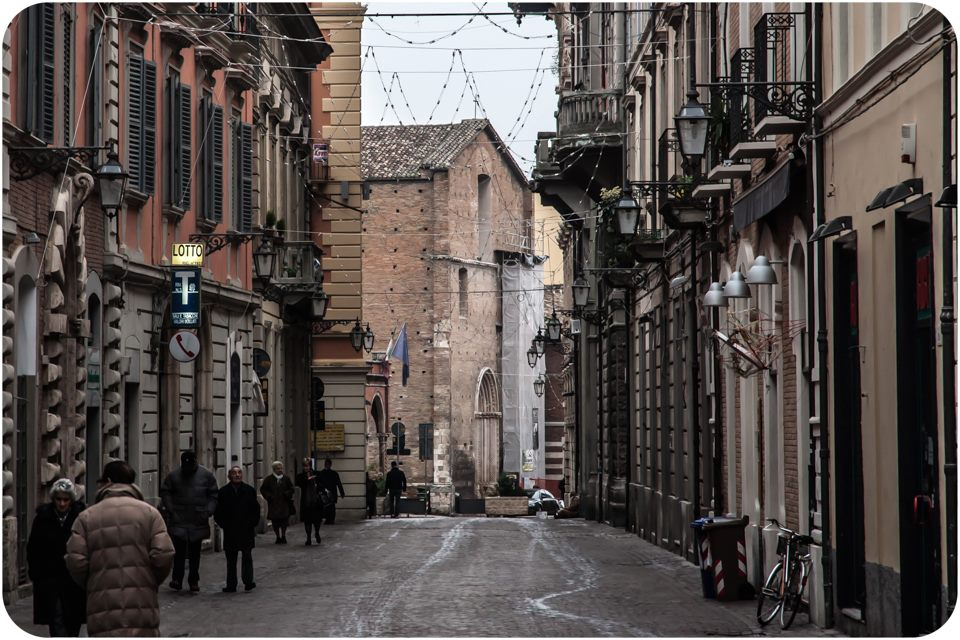
Corso Cerulli

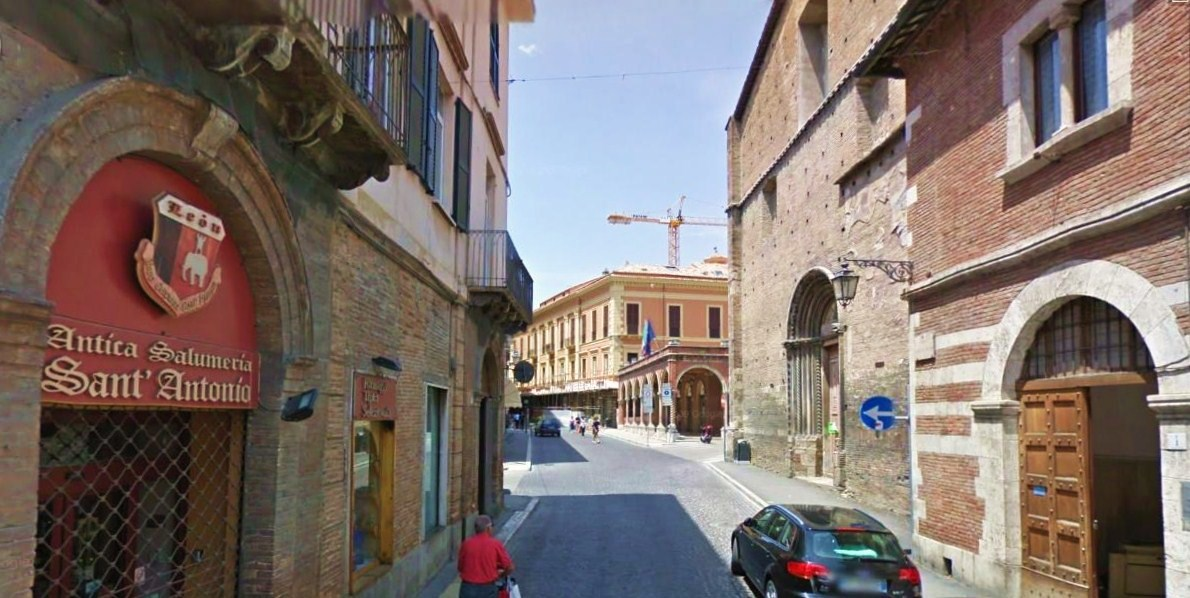
Corso De Michetti

Il centro storico è a forma ellittica irregolare, attraversato nel centro, orizzontalmente, da due assi principali, il corso San Giorgio da sinistra e il corso De Michetti da destra, che si collega mediante il corso Cerulli alla piazza del Duomo. Essi confluiscono nel punto focale del centro storico, ossia nella Cattedrale di Santa Maria Assunta, con le due facciate che volgono a destra verso Piazza Orsini, e a sinistra a Piazza Martiri della libertà. Altra importante piazza è il Largo Torre Bruciata, detto anche Piazza Sant'Anna, dove si trova l'omonima chiesa, un tempo antica cattedrale di Teramo.
Nel corso dei secoli si sono creati altri slarghi e vie principali, specialmente con le demolizioni iniziate nell'800 e proseguite nel corso del Novecento che hanno portato alla realizzazione di Piazza Verdi, Piazza Martiri Pennesi, Piazza Sant'Agostino, Piazza Giuseppe Garibaldi, Piazza del Carmine e Piazza Dante.
Oltre ai tre principali corsi, Teramo nella zona sud dietro il Convitto "Melchiorre Delfico" conserva il quartiere di Corso Porta Romana, con il complesso di San Domenico, che mediante via Vincenzo Irelli si collega al piazzale del teatro romano, oppure mediante via Stazio al rione Santa Maria a Bitetto, fino al piazzale della chiesa del Carmine.
Verso nord-est si trova il quartiere di Sant'Antonio, che è collegato alla zona di Sant'Anna dei Pompetti.

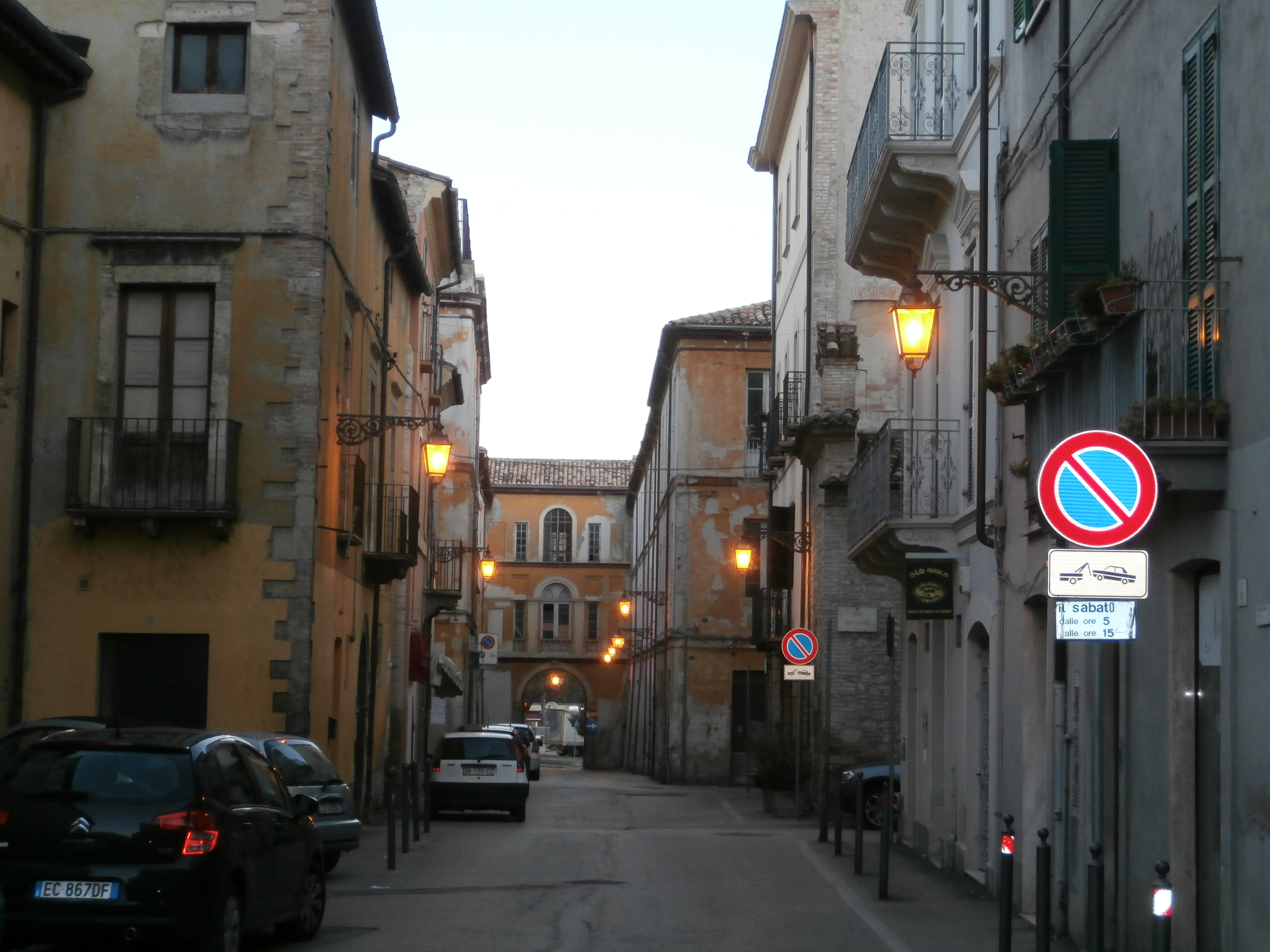
Porta Melatina ed ex manicomio

Il centro è lambito dalle vie della Circonvallazione Spalato, lungo il vecchio Quartiere di Santa Maria a Bitetto e il vecchio stadio, e la Circonvallazione Ragusa, che parte dal largo di Porta Reale. All'imbocco dei due corsi ci sono il Largo Madonna delle Grazie, per il corso De Michetti, e la piazza Garibaldi per il San Giorgio.

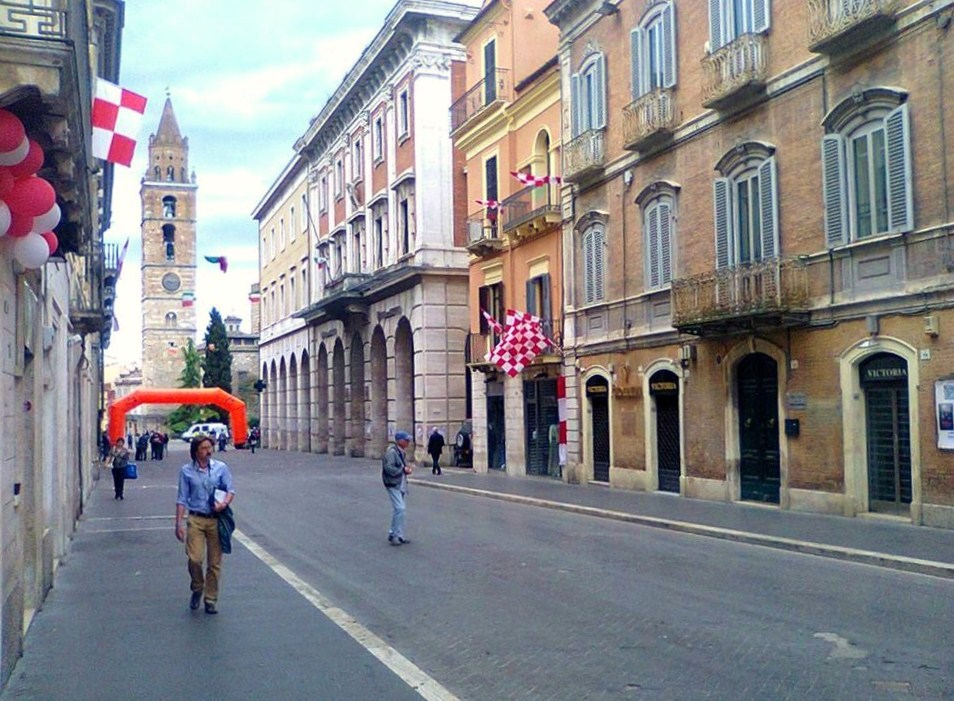
Corso San Giorgio, Teramo

Il centro antico è circondato dai seguenti quartieri moderni: a nordovest il rione Piano della Lenta e il Viale Bovio. Questo percorso è stato uno dei primi nuclei espansivi moderni della città da Piazza Garibaldi, dove si trova la villa comunale "Stefano Bandini", e tra i vari uffici amministrativi ospita la Questura di Teramo.
A sud-ovest i tre viali principali dedicati a Mazzini, Cavour e Crucioli collegano il nuovo quartiere di Santa Chiara-Madonna della Cona sorto negli anni '60 attorno alla pineta che attorniava il neogotico Castello Della Monica; a nordest ci sono il rione Ospedale, insieme al quartiere di San Berardo (zona stazione) con il Parco fluviale Vezzola, e i due quartieri di Colleatterrato e San Nicolò a Tordino. Questi sono le maggiori zone moderne di espansione ad est: il primo si trova presso il cimitero, il secondo ospita la nuova zona dello stadio comunale "Gaetano Bonolis", insieme al centro commerciale "Gran Sasso" e al complesso industriale principale del capoluogo, che insieme alle zone di Sant'Atto e Piano d'Accio forma una nuova realtà urbana dinamica fuori dal centro antico teramano, in facile collegamento con il casello autostradale Teramo Est dell'A24.

### Suddivisioni amministrative

#### Quartieri (storici e moderni)

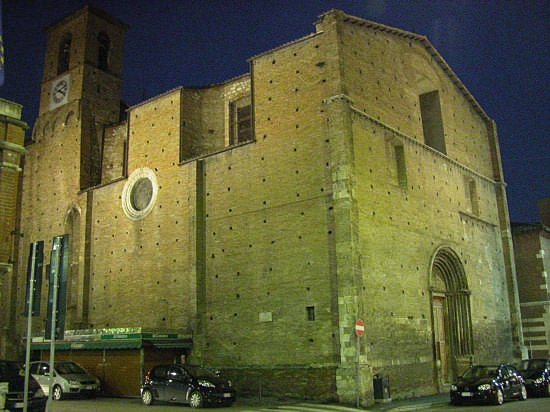
Chiesa di Sant'Antonio (XIII secolo)

Castellocoincide con il territorio della parrocchia del Cuore Immacolato di Maria.
ColleatterratoIl quartiere di Colleatterrato, di recente costituzione, è nato dall'espansione demografica a seguito dell'istituzione di "zona 167". Si trova nella parte più a est della città ed è diviso principalmente in tre zone: Colleatterrato Alto, Colleatterrato Basso e Contrada Casalena.
Colleparcoè una delle zone residenziali di più recente sviluppo, si trova in alta collina e vi ha sede il Campus di Coste S. Agostino. La sua notevole altitudine la porta ad essere la più alta di tutta la città.
Gammaranasi trova alle spalle della stazione ferroviaria, tra gli anni cinquanta e sessanta era una zona industriale, poi è divenuta residenziale ed è in continuo sviluppo. Vi ha sede il campo di atletica della città, la Protezione Civile di Teramo, e il Parco della Scienza. Negli ultimi anni è stato creato un percorso ciclopedonale che percorre tutto il quartiere fino a ricongiungersi al parco fluviale del Vezzola e il centro sportivo Acquaviva, che comprende un campo di calcio, uno di pallamano, uno da basket, la pista di pattinaggio e due piscine comunali. In fase di realizzazione un nuovo centro polifunzionale.
Madonna della Conacoincide con il territorio della parrocchia della Madonna della Cona. Si trova nella parte ovest della città e si sviluppa attorno alla statale 80. Tra i primissimi insediamenti fuori dalle antiche mura e luogo di ritrovamento di reperti archeologici Romani (necropoli, ecc.), oltre che di uno degli ultimi esempi di archeologia industriale (fornace di mattoni con metodo Hoffman). Nel quartiere, prevalentemente residenziale, hanno sede tre scuole superiori: l'Alberghiero, il Geometri e l'Istituto tecnico commerciale per programmatori.
Ponte a Catena - Madonna delle Graziesi estende a sud-ovest della città vecchia, poco oltre le mura cittadine. Comprende il parco dedicato ad Ivan Graziani e il santuario della Madonna delle Grazie. Si estende da Porta Reale fino al punto d'incontro dei due fiumi. Qui sorgeva probabilmente il primo centro abitato nell'epoca preromana. Il quartiere nasce dall'unione di Campo della Fiera, dove risiede l'IZSAM, e di Camposanto Vecchio, luogo in cui sorgeva il cimitero cittadino monumentale dell'800, poi abbattuto nel corso del '900 e sostituito dalla scuola materna "De Albentiis", oggi in disuso. Il quartiere prende il nome dall'omonimo ponte sul fiume Tordino, fatto di assi di legno e catene, ormai sostituito da un ponte in cemento armato che garantisce il transito delle macchine nell'ingresso Sud della città.
Piano della Lentasi estende a nord dell'area urbana cittadina lungo la strada statale 81 che conduce alle vicine Campli, Civitella del Tronto ed Ascoli Piceno. È quasi totalmente residenziale e conta più di 3 000 abitanti.
San Benedetto in Chartulisil più recente quartiere di Teramo. Sorto all'inizio degli anni 2000 nella zona est della città, a ridosso della zona di Colleatterrato basso, popolato da circa 6 000 abitanti. In fase di ultimazione un nuovo centro commerciale, stazione di polizia e ristorante.

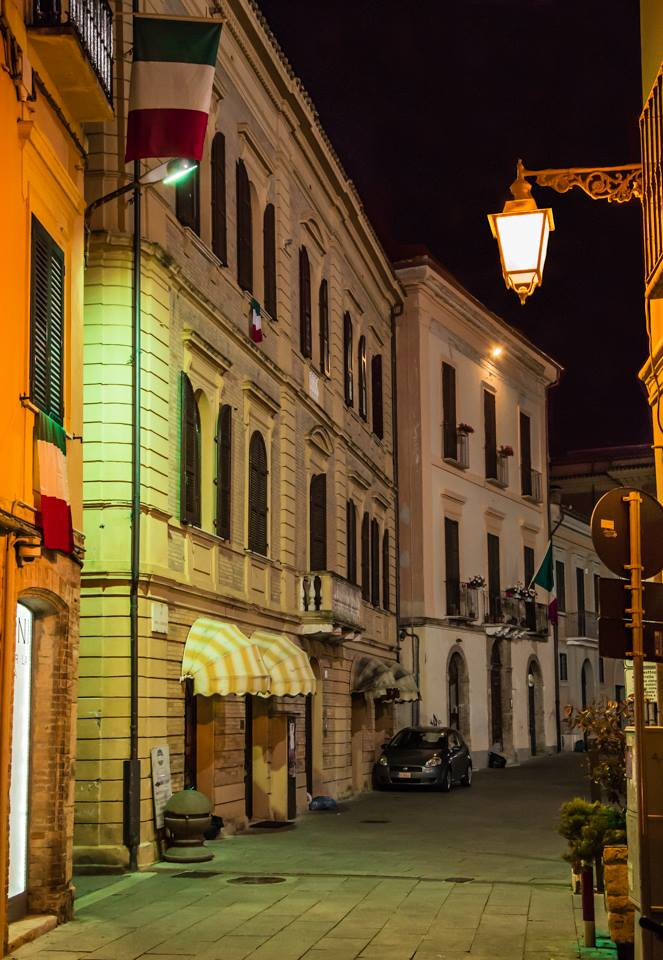
Rione San Leonardo: uno sguardo verso Piazza Sant'Anna da Via Getulio

San Berardosituato nella zona est di Teramo, è un quartiere prevalentemente residenziale e popolare, dedicato al patrono della città. Si trova di fronte al quartiere Gammarana, al di là della ferrovia.
San Giorgioè uno dei quartieri storici della città, il suo gonfalone è bianco e rosso e reca il simbolo del drago alato. Coincide con il territorio della parrocchia del Duomo.
San Leonardoè uno dei quartieri storici della città, nel XVI secolo incorporò il sestiere di Sant'Antonio, il suo gonfalone è una galera, fornita di remi, in campo rosso. Coincide con il territorio della parrocchia di Sant'Antonio.
Santa Maria a Bitettoè uno dei quartieri storici della città, nel XVI secolo incorporò il sestiere di Santa Croce; il suo gonfalone è nero e rosso e reca il simbolo dell'elefante con una torre sulla schiena. Coincide con il territorio della parrocchia del Carmine. Vi ha sede la caserma dei Carabinieri.
Santo Spiritooggi conosciuto come Porta Romana, è uno dei quartieri storici della città; il suo gonfalone è giallo bianco e verde con in mezzo il simbolo della torre. Coincide con il territorio dell'omonima parrocchia. Vi ha sede il Liceo Classico Melchiorre Delfico, Il liceo linguistico G. Milli, Scuola Media Savini, Scuola Elementare San Giuseppe e il Vecchio Stadio Comunale costruito nel 1929 ed utilizzato nelle partite interne dalla squadra cittadina fino al 2008.
Villa Moscaquartiere prevalentemente residenziale. È sede, tra l'altro, dell'Ospedale Mazzini di Teramo. Dal centro si attraversa per raggiungere la casa circondariale di Castrogno.
Villa Pavoneagglomerato artigianale situato nell'estremo levante della città. Ospita la chiesa di Santa Maria di Cartecchio e, dal secolo scorso, il Cimitero Comunale.
Stazionequartiere residenziale e commerciale compreso tra i quartieri Gammarana e San Berardo.

#### Frazioni
Il Comune di Teramo consta di 43 frazioni all'interno del proprio territorio, per un totale di oltre 18 000 abitanti. Bivio Miano, Cannelli, Caprafico, Casette, Castagneto, Castrogno, Cavuccio, Cerreto, Chiareto, Colle Caruno, Colle Marino, Colleminuccio, Colle Santa Maria, Forcella, Frondarola, Frunti (paese abbandonato), Galeotti, Garrano Alto, Garrano Basso, La torre, Magnanella, Miano, Monticelli, Nepezzano, Orciano, Pantaneto, Piano d'Accio, Poggio Cono, Poggio San Vittorino, Ponte Vezzola, Ponzano, Putignano, Rapino, Rocciano, Rupo, Saccoccia, San Nicolò a Tordino, San Pietro ad Lacum, Sant'Atto, Sant'Egidio, Sardinara, Scapriano, Sciusciano, Secciola, Sorrenti, Sparazzano, Spiano, Tofo Sant'Eleuterio, Torre Palomba, Travazzano, Valle San Giovanni, Valle Soprana, Varano, Villa Butteri, Villa Falchini, Villa Gesso, Villa Pompetti, Villa Ripa, Villa Romita, Villa Rossi, Villa Schiavoni, Villa Stanchieri, Villa Taraschi, Villa Tordinia, Villa Turri-Ferretti, Villa Viola e Villa Vomano.

Autostrada A24

## Economia

### Agricoltura
Teramo, a partire dagli anni cinquanta del Novecento, ha visto un notevole incremento della produzione agricola grazie al circostante territorio pianeggiante che permette la coltivazione di vari ortaggi, legumi, e soprattutto di vigneti. La produzione principalmente riguarda quella del vino. Sviluppata è anche l'attività della pesca in acqua dolce, essendo la città vicino al fiume Vomano. L'agricoltura teramana è rappresentata dall'Ispettorato Provinciale dell'Agricoltura di Teramo.

### Industria
Altre industrie sono specializzate nella lavorazione del vetro e della ceramica, quest'ultima vanta in realtà una tradizione che risale al Rinascimento e si sviluppa in particolare nel Settecento, nonché nel settore manifatturiero. 
Negli anni del boom economico è cresciuta anche l'industria, sviluppata principalmente sul settore delle ceramiche con Spea, oggi conosciuta come Hatria, la metalmeccanica di precisione, la farmaceutica e in ultimo le costruzioni.

### Servizi
Il turismo per Teramo è una tra le città più visitate della regione Abruzzo (insieme a L'Aquila, Chieti e Pescara) nonché della provincia stessa (insieme ad Atri, Giulianova e Tortoreto), principalmente per il turismo religioso (vi sono chiese artisticamente pregevoli e il santuario di San Gabriele a Isola del Gran Sasso d'Italia) e per la città antica. Sono oggetto di visita anche i palazzi storici, i rioni medievali, le biblioteche storiche il Museo archeologico con i resti romani in diversi luoghi del centro storico.
Sono inoltre di interesse turistico le aree naturali del territorio e la Val Vomano, che consente escursioni e battute di pesca sul fiume.
Il turismo teramano è anche eno-gastronomico per la produzione di vini, carni e formaggi, e per una cucina ricca di piatti tipici quali la chitarra con le polpettine, il timballo di "scrippelle", le "scrippelle" in brodo, le "virtù", le "mazzarelle", vari tipi di paste lavorate, nonché secondi piatti di carne e pesce e contorni a base di verdure.
La città essendo capoluogo di provincia ospita molti uffici periferici centrali.
Nel quartiere di Colleparco è presente la sede centrale dell'Unite.
Ospita uno sei 7 Istituti Zooprofilattici Nazionali, l'Istituto zooprofilattico sperimentale dell'Abruzzo e del Molise.

## Infrastrutture e trasporti

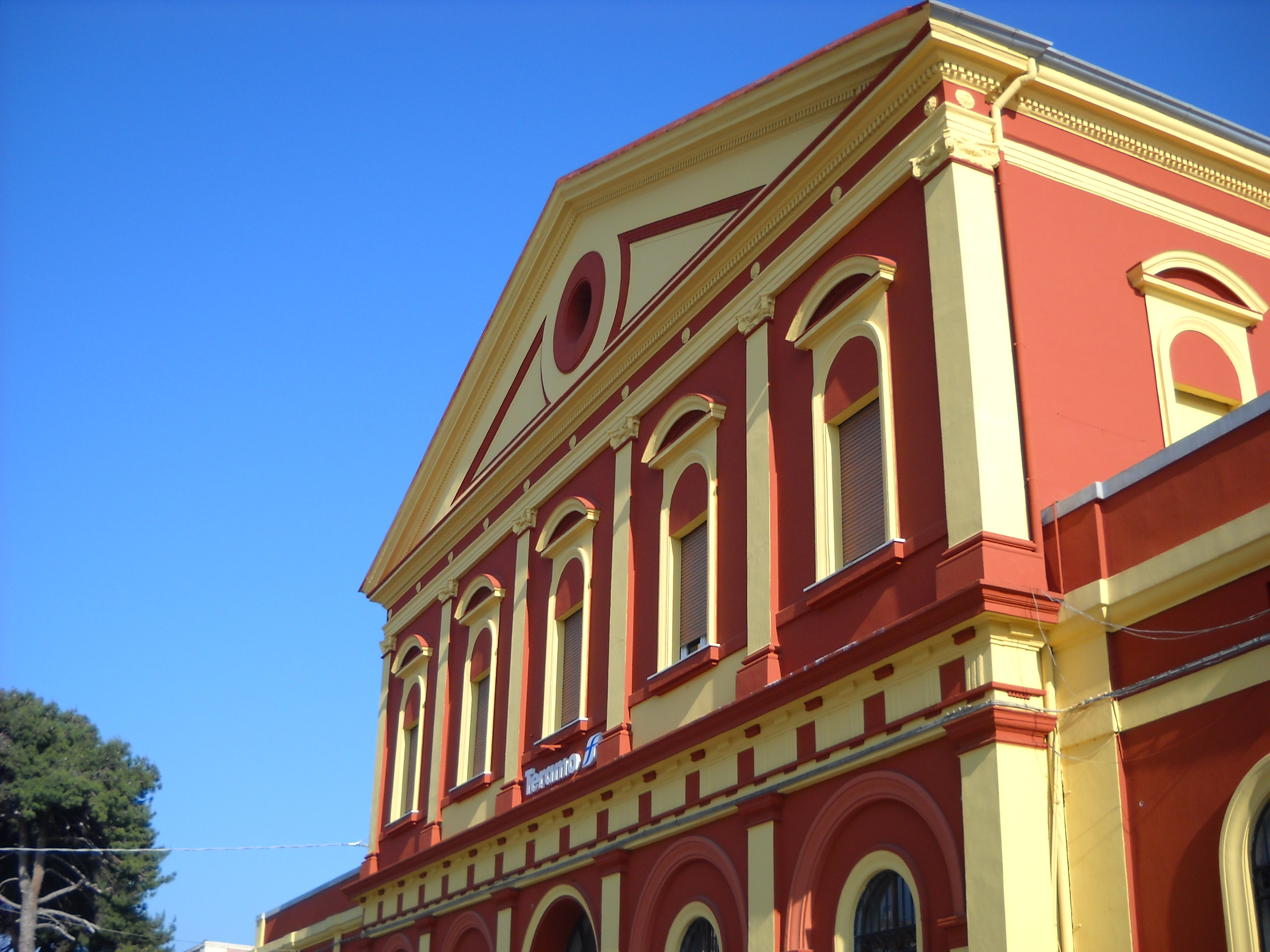
Facciata della stazione ferroviaria

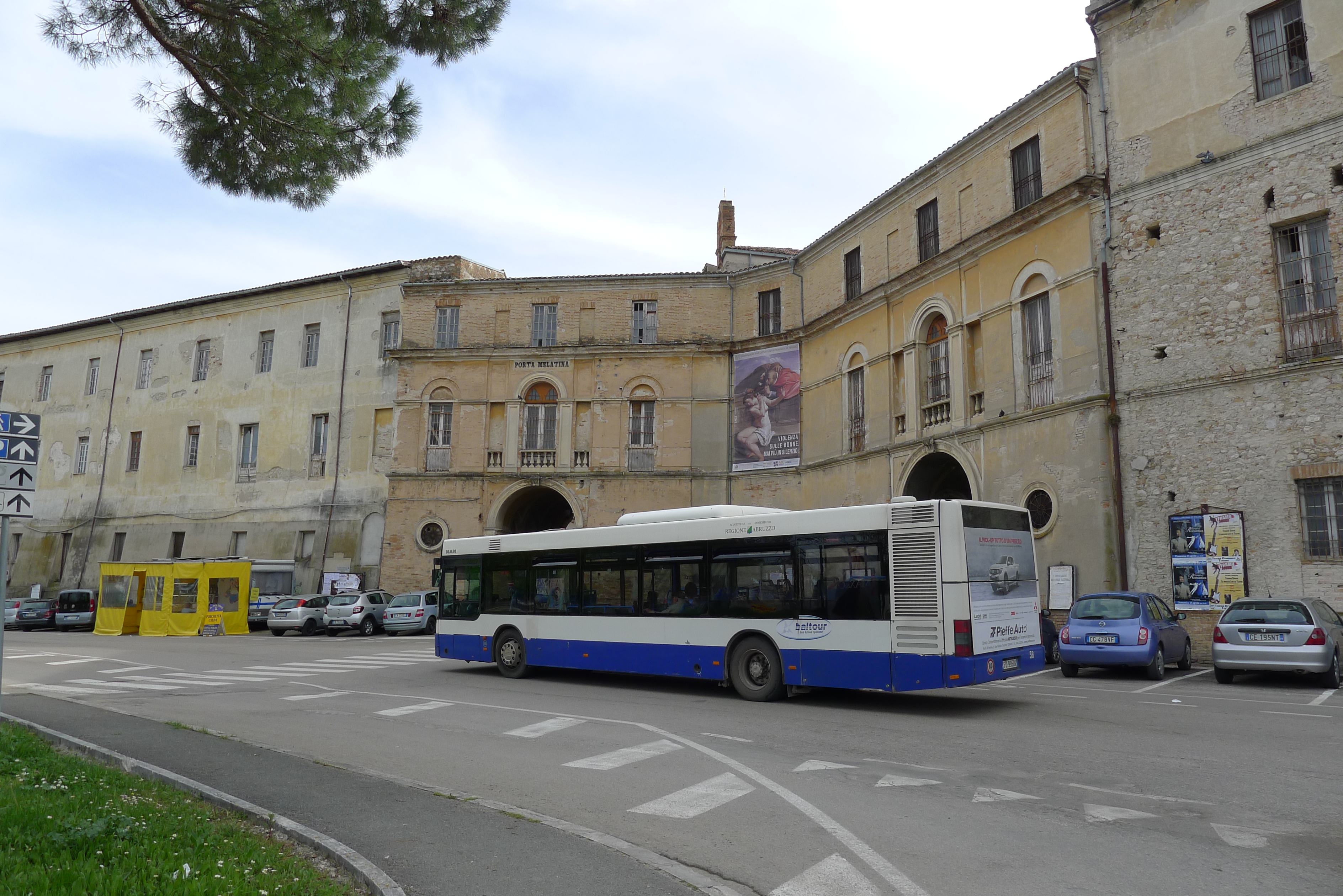
Autobus del servizio urbano in transito davanti a Porta Melatina

### Strade
La città è facilmente raggiungibile grazie all'autostrada adriatica A14, che la collega ad Ancona e Pescara, e all'autostrada A24 (detta anche Strada dei Parchi) che la collega a Roma in meno di due ore e al capoluogo di regione L'Aquila in circa 40 minuti.
La SS 80 racc di Teramo prolunga l'A24 fino al casello Teramo-Giulianova-Mosciano Sant'Angelo dell'A14 costituendo un collegamento baricentrico tra Roma e l'intera costa adriatica.
Il Lotto Zero classificata come SS 80 var, costituisce la tangenziale sud della città abruzzese che collega le uscite Teramo Est e Teramo Ovest. L'uscita Teramo Ovest consente un collegamento immediato tra il quartiere Cona e il centro della città.
Anche la SS 80 del Gran Sasso d'Italia collega Teramo alla costa e, attraverso il cuore del Parco Nazionale del Gran Sasso e Monti della Laga, al capoluogo di regione, L'Aquila.
La SS 81 Piceno Aprutina è un'arteria nord-sud che collega la città da Ascoli Piceno fino a Casoli, sviluppandosi principalmente per quasi tutto l'interno della regione abruzzese.
Altra arteria nord-sud è la Dorsale Marche-Abruzzo-Molise, strada in costruzione ma funzionante in alcuni tratti, che collegherà l'interno delle Marche con quello del Molise.

### Ferrovie
La ferrovia Teramo-Giulianova collega la Stazione di Teramo con quella di Giulianova. La stazione fu aperta nel 1884 progettata come stazione passante lungo la ferrovia Roma-Giulianova, mai realizzata. Fu elettrificata nel 2003 con la realizzazione del Servizio Metropolitano Regionale Chieti/Pescara/Teramo. Teramo è collegata con vari paesi e cittadine come Gulianova, Pescara, Chieti, Lanciano e San Benedetto. La fermata in zona Piano d'Accio permette di raggiungere l'Ospedale Veterinario universitario, Il centro commerciale Gran Sasso e lo Stadio Gaetano Bonolis.

### Mobilità urbana
La locale rete di trasporti pubblici urbani è esercitata dall'azienda privata Baltour; il servizio è strutturato su 8 linee, tutte transitanti in Piazza Garibaldi, mentre la maggior parte di esse transitano anche in Piazza San Francesco e davanti alla Stazione Ferroviaria. I trasporti interurbani afferenti alla città di Teramo sono gestiti dalla società TUA.

Il gonfalone cittadino

## Amministrazione

### Gemellaggi
Teramo è gemellata con:
- Berane, dal 1982, ex Ivangrad
- Memmingen, dal 1986[79] (gemellati tra loro anche i corpi di Polizia delle due città)
- Rishon LeZion, dal 1988
- Ribeirão Preto, dal 2005[senza fonte]
- Praga (Distretto 7), dal 6 giugno 2005[80]
- Gorzów Wielkopolski, dal 2007
- Strovolos, dal 2010
- Avila, dal 2010[senza fonte]
- Aglantzia, dal 2011[senza fonte] (gemellaggio tra Municipio 3 e distretto Aglandjià)

### Patti d'amicizia
- Longarone, dal 22 maggio 2025[81] dedicato al legame tra l'Abruzzo ed il disastro del Vajont, tra cui il libro[82] del teramano Andrea Di Antonio dedicato al tema.
- Novafeltria, dal 14 luglio 2025[83] dedicato alla figura di Ivan Graziani.

## Sport

### Calcio
Il Teramo Calcio fu fondato nel 1913. A seguito del fallimento dell'estate del 2008, che ha comportato l'estromissione dalla serie C2, è stata fondata una nuova società, il Real Teramo (denominazione cambiata dopo appena un anno in Teramo Calcio), che ha vinto il campionato di Promozione 2008/2009 e quello di Eccellenza abruzzese 2009/2010, conquistando la promozione in Serie D. Nel 2012 la società, che ha ripreso il nome di Teramo Calcio, vincendo il campionato di serie D è tornata nel professionismo. Nella stagione 2012/13 milita nel campionato di Seconda Divisione (ex C2), girone B. Il 6 aprile 2014 con la partita Teramo-Arzanese, conquista la promozione nella terza serie nazionale, la Prima Divisione. Nella stagione 2014-2015 vince il girone B della Lega Pro ottenendo la prima storica promozione in Serie B per la stagione 2015-2016, ma non viene promosso a causa della combine del match Savona-Teramo. Dal 2015 al 2022 i Biancorossi militano in Serie C, sempre in zona di metà classifica. In seguito a problemi societari, la squadra nell'estate 2022 non si iscriverà al Campionato di Lega Pro. Nasce così il Città di Teramo 1913, che partecipa e vince il campionato di Promozione 2022/23 e inizia il percorso che riporterà la squadra aprutina di nuovo nei campionati professionistici nazionali.
Nel 2008 è stato inaugurato il nuovo Stadio Gaetano Bonolis, già Stadio Comunale di Piano d'Accio, dove la squadra aprutina gioca le sue partite casalinghe dal 2008 ad oggi. Il Vecchio Stadio Comunale, è stato lasciato in condizioni non ottimali per oltre un decennio, le sue tribune considerate inagibili, ed è in attesa di lavori di manutenzione e riqualificazione per un possibile riutilizzo. Quest'ultimo si trova all'interno del centro storico cittadino ed è il luogo dove dal 1929 al 2008, la squadra biancorossa ha costruito gran parte della sua storia calcistica.
I colori sociali sono il bianco e il rosso e il diavolo è il simbolo della squadra, denominata anche "i diavoli" o "gli aprutini". Il logo della squadra ricorda lo scudo sannita con striscia trasversale e la scritta "Teramum", proprio come quello del Comune di Teramo. Le maglie da gioco sono solitamente a strisce verticali o a tinta unita, in qualsiasi caso con i colori del Club.

### Pallacanestro

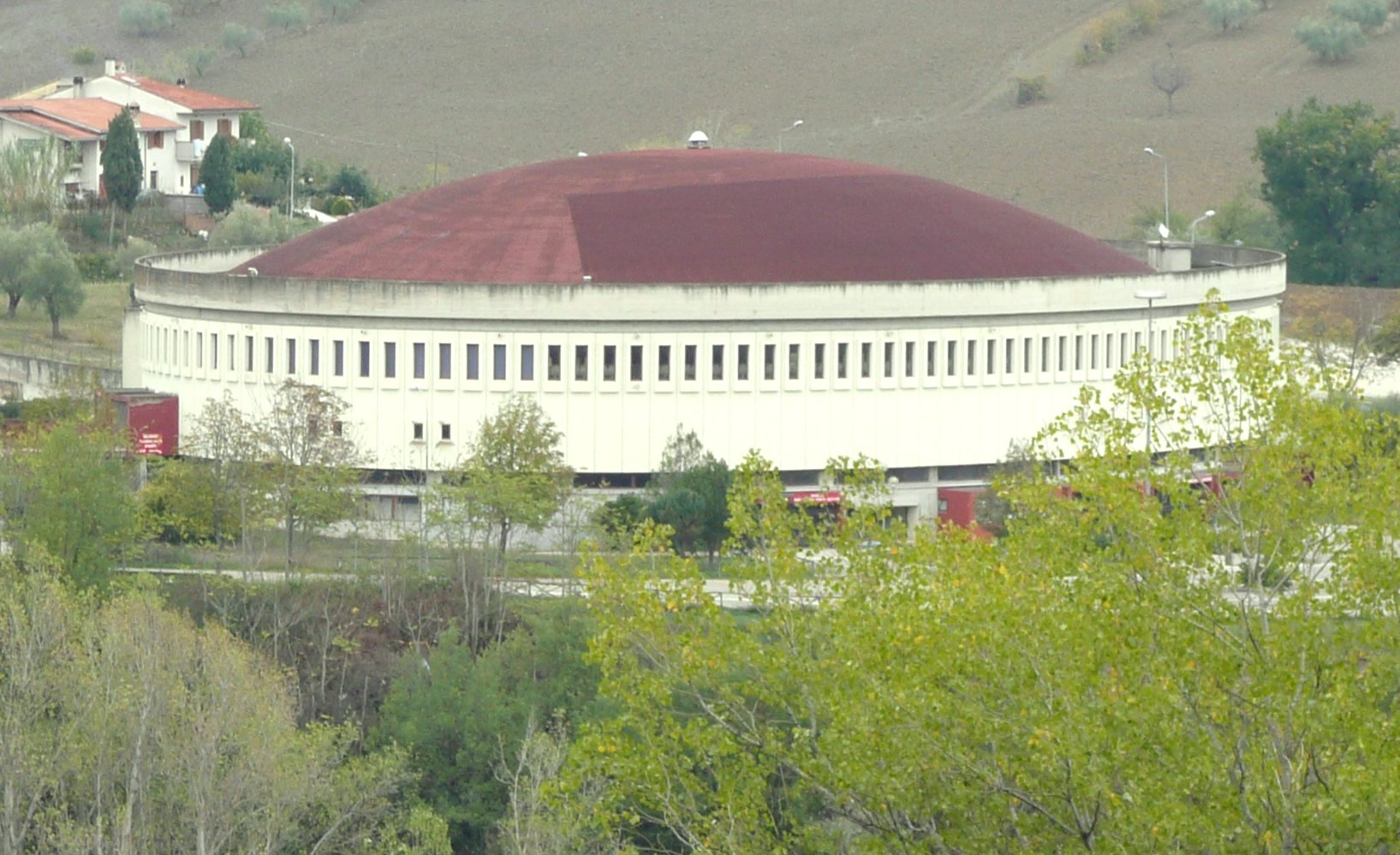
Il PalaScapriano

Il Teramo Basket fu fondato nel 1973 e dal 2003 al 2012 ha giocato nella massima serie. Nell'estate del 2012 a causa di problemi economici la società non ha iscritto la squadra biancorossa a nessuna categoria. La stagione migliore nella storia della Teramo Basket resta quella del 2008/2009 in cui si è classificata 3ª alla fine del campionato regolare, raggiungendo i quarti di finale dei play-off scudetto. La squadra ha giocato le proprie partite casalinghe nel più grande dei tre palasport della città, il PalaScapriano. A seguito della scomparsa del Teramo Basket, in città restano tre società di pallacanestro: il Basketball Teramo (nato a giugno 2012), il Teramo Basket 1960 e la Teramo a Spicchi: le prime due giocano la CSilver mentre la terza in Serie B, dal 2021 ad oggi a seguito dell'acquisto di un titolo sportivo dopo aver disputato la serie Csilver.
Il Basketball Teramo e la Teramo a Spicchi si occupano di minibasket e settore giovanile; le società hanno anche la gestione ventennale degli impianti Comunali del campo dell'Acquaviva (per la Teramo a Spicchi) e della Palestra San Gabriele e del Campo da Calcio della Cona (per il Basketball Teramo).

### Pallamano
Hanno militato in serie A1 sia la squadra di pallamano maschile (promossa in serie A d'Elite) Teramo Handball che quella femminile HF Teramo. Quest'ultima si è laureata campione d'Italia nella stagione 2011/2012.
La NHC Teramo, nata nel 2015 come nuova squadra cittadina, dopo alcune stagioni di serie B e A2, è riuscita a vincere il campionato stagione 2018/2019 salendo di diritto in A2.
La pallamano è molto seguita a Teramo dove ogni anno si svolge la Coppa Interamnia, in vari campi sparsi per la città.

### Rugby
L'Amatori Rugby Teramo è stata la squadra della città. Dopo anni bui a cavallo del terzo millennio, a seguito della riorganizzazione dei campionati, voluta dalla federazione, ha conosciuto nuovi fasti. Al momento le squadre dilettantistiche teramane sono il Teramo Rugby 1976 e il Teramo Rugby Femminile.

### Torball
Il Torball praticato dalla Teramo Non Vedenti ASD è tra le maggiori società di torball in Italia: ha vinto 5 scudetti 3 coppe Italia e 4 supercoppe. La squadra milita nel Campionato di Serie A dall'anno 2002 e da quell'anno una serie infinita di successi Nazionali ed Internazionali. La 7th Worldcup Torball & 20th IBSA European Torballcup 2010 si è svolta nella città di Teramo.

### Ciclismo
Teramo è stata più volte arrivo di tappa del Giro d'Italia:
| Data             | Tappa | da         | km  | Vincitore         | Nazionalità   |
| 1910 (22 maggio) | 3ª    | Bologna    | 345 | Carlo Galetti     | Italia        |
| 1930 (30 maggio) | 9ª    | Roma       | 203 | Michele Mara      | Italia        |
| 1932 (20 maggio) | 5ª    | Rimini     | 286 | Raffaele Di Paco  | Italia        |
| 1934 (30 maggio) | 9ª    | Campobasso | 283 | Learco Guerra     | Italia        |
| 1959 (25 maggio) | 10ª   | Vasto      | 159 | Rino Benedetti    | Italia        |
| 1980 (31 maggio) | 15ª   | Roccaraso  | 194 | Tommy Prim        | Svezia        |
| 1990 (25 maggio) | 5ª    | Sora       | 233 | Fabrizio Convalle | Italia        |
| 2000 (20 maggio) | 7ª    | Vasto      | 171 | David McKenzie    | Australia     |
| 2011 (17 maggio) | 10ª   | Termoli    | 159 | Mark Cavendish    | Gran Bretagna |

Ogni anno si svolgono tre manifestazioni sportive per cicloamatori:
- la Ciclilaga, nella terza decade di giugno, con partenza da Teramo e percorso che si addentra nel territorio dei Monti della Laga[87];
- il Trofeo Cianciotta, nel mese di settembre, gara su circuito nelle vie del centro storico di Teramo;[senza fonte]
- il Memorial "Darwin Lupinetti".[senza fonte]

### Podismo
Altra manifestazione importante, giunta nel 2019 alla sua 40ª edizione, è la "Maratonina Pretuziana", che si svolge il 1º maggio di ogni anno. Nell'edizione del 30 aprile 2006 si è svolta anche la Mezza Maratona nazionale. Espressione massima del podismo femminile sono le pluricampionesse italiane Franca Costantini e Teresa Di Carlo. Alla maratonina partecipano giovani di tutte le età, ma anche adulti a livello agonistico e le celebrazioni si svolgono nel centro cittadino per tutta la giornata, con corse, spettacoli e premiazioni.

### Impianti sportivi
Gli impianti sportivi più importanti in città sono: il vecchio Stadio Comunale e lo Stadio Gaetano Bonolis per il calcio, il PalaScapriano e Palestra San Gabriele per il Basket, il Palacquaviva, il Pala San Nicolò e il PalaBinchi per la pallamano, il Campo di Atletica leggera sito nel quartiere Gammarana, la Piscina Comunale e il Tiro a Segno Nazionale.